# Lista conducătorilor de stat în anul 2018
Lista conducătorilor de stat în anul 2018 se bazează pe Lista statelor lumii și pe Lista de teritorii dependente, așa cum sunt ele cunoscute de la 1 ianuarie pâna la 31 decembrie 2018. 
Lista principală numără, în anul 2018, 193 state membre în cadrul ONU. Listele adiționale conțin:  State independente recunoscute parțial de comunitatea internațională, State independente nerecunoscute, Teritorii independente de facto,  Entități cu statut apropiat de cel de stat,  Territorii nesuverane, autonome sau cu administrație specială și Guverne alternative și / sau în exil. .
Șefii executivului statelor suverane sunt în principal șefii de stat și șefii de guvern:
- Un șef de stat este o persoană fizică, uneori  juridică, care reprezintă simbolic continuitatea și legitimitatea statului. Lui îi sunt rezervate în mod tradițional diverse funcții: reprezentarea externă, promulgarea legilor, nominalizarea titularilor unor funcții publice la nivel înalt. În funcție de stat el poate fi cel mai important deținător al puterii executive sau doar să personalizeze puterea supremă exercitată în numele lui de alte personalități politice.
- Un șef de guvern este o persoană fizică care deține primul sau al doilea rol executiv (conform tipului de regim politic) și se află în fruntea guvernului adică a  totalității miniștrilor sau secretarilor de stat însărcinați cu responsabilități executive.

În cazul teritoriilor autonome și a altor colectivități nesuverane, adică dependente de un stat suveran, titlurile șefului executiv local sunt diferite: prefect, bailiff, guvernator, președinte, etc.

## State independente recunoscute cvasigeneral
| Statul                                                                               | Funcția                                                                | Numele                                                                                  | Începând cu                          |
| ------------------------------------------------------------------------------------ | ---------------------------------------------------------------------- | --------------------------------------------------------------------------------------- | ------------------------------------ |
| Afganistan                                                                           | Președinte al Republicii                                               | Ashraf Ghani                                                                            | 29 septembrie 2014                   |
| Afganistan                                                                           | Șef al executivului (prim-ministru)                                    | Abdullah Abdullah                                                                       | 29 septembrie 2014                   |
| Africa de Sud · (vezi și : §13)                                                      | Președinți ai Republicii (succesivi)                                   | Cyril Ramaphosa                                                                         | 14 februarie 2018                    |
| Africa de Sud · (vezi și : §13)                                                      | Președinți ai Republicii (succesivi)                                   | Jacob Zuma                                                                              | 9 mai 2009                           |
| Albania                                                                              | Președinți ai Republicii (succesivi)                                   | Ilir Meta                                                                               | 24 iulie 2017                        |
| Albania                                                                              | Președinți ai Republicii (succesivi)                                   | Bujar Nishani                                                                           | 24 iulie 2012                        |
| Albania                                                                              | Prim-ministru                                                          | Edi Rama                                                                                | 15 septembrie 2013                   |
| Algeria                                                                              | Președinte al Republicii                                               | Abdelaziz Bouteflika                                                                    | 27 aprilie 1999                      |
| Algeria                                                                              | Prim-ministru                                                          | Ahmed Ouyahia                                                                           | 16 august 2017                       |
| Andorra                                                                              | Coprinț episcopall                                                     | Joan Enric Vives Sicília                                                                | 12 mai 2003                          |
| Andorra                                                                              | Coprinț francez                                                        | Emmanuel Macron                                                                         | 14 mai 2017                          |
| Andorra                                                                              | Reprezentant personal al coprințului episcopal                         | Josep Maria Mauri                                                                       | 20 iulie 2012                        |
| Andorra                                                                              | Reprezentant personal al coprințului francez                           | Patrick Strzoda                                                                         | 15 mai 2017                          |
| Andorra                                                                              | Șef al guvernului                                                      | Antoni Martí                                                                            | 1 aprilie 2015                       |
| Angola                                                                               | Președinte al Republicii                                               | João Lourenço                                                                           | 26 septembrie 2017                   |
| Antigua și Barbuda · (vezi și:§13)                                                   | Regină                                                                 | Elisabeta a II-a                                                                        | 1 noiembrie 1981                     |
| Antigua și Barbuda · (vezi și:§13)                                                   | Guvernator general                                                     | sir Rodney Williams                                                                     | 14 august 2014                       |
| Antigua și Barbuda · (vezi și:§13)                                                   | Prim-ministru                                                          | Gaston Browne                                                                           | 13 iunie 2014                        |
| Arabia Saudită                                                                       | Rege                                                                   | Salman                                                                                  | 23 ianuarie 2015                     |
| Arabia Saudită                                                                       | Președinte al Consiliului de Miniștri                                  | Salman                                                                                  | 23 ianuarie 2015                     |
| Argentina · (vezi și: §13)                                                           | Președinte al Națiunii                                                 | Mauricio Macri                                                                          | 10 decembrie 2015                    |
| Argentina · (vezi și: §13)                                                           | Șef al cabinetului                                                     | Marcos Peña                                                                             | 10 decembrie 2015                    |
| Armenia                                                                              | Președinți ai Republicii (succesivi)                                   | Armen Sarkissian                                                                        | 9 aprilie 2018                       |
| Armenia                                                                              | Președinți ai Republicii (succesivi)                                   | Serzh Sargsyan                                                                          | 9 aprilie 2008                       |
| Armenia                                                                              | Prim-minștri (succesivi)                                               | Ararat Mirzoyan (interimar)                                                             | 26 noiembrie 2018 - 5 decembrie 2018 |
| Armenia                                                                              | Prim-minștri (succesivi)                                               | Nikol Pashinyan , (interimar)                                                           | 8 mai 2018                           |
| Armenia                                                                              | Prim-minștri (succesivi)                                               | Karen Karapetyan (interimar)                                                            | 23 aprilie 2018                      |
| Armenia                                                                              | Prim-minștri (succesivi)                                               | Serzh Sargsyan                                                                          | 17 aprilie 2018                      |
| Armenia                                                                              | Prim-minștri (succesivi)                                               | Karen Karapetyan                                                                        | 13 septembrie 2016                   |
| Australia · (vezi și: §6)                                                            | Regină                                                                 | Elisabeta a II-a                                                                        | 6 februarie 1952                     |
| Australia · (vezi și: §6)                                                            | Guvernator general                                                     | sir Peter Cosgrove                                                                      | 27 martie 2014                       |
| Australia · (vezi și: §6)                                                            | Prim-miniștri (succesivi)                                              | Scott Morrison                                                                          | 24 august 2018                       |
| Australia · (vezi și: §6)                                                            | Prim-miniștri (succesivi)                                              | Malcolm Turnbull                                                                        | 15 septembrie 2015                   |
| Austria                                                                              | Președinte federal al Republicii                                       | Alexander Van der Bellen                                                                | 26 ianuarie 2017                     |
| Austria                                                                              | Cancelar federal                                                       | Sebastian Kurz                                                                          | 18 decembrie 2017                    |
| Azerbaidjan · (vezi și: §3 și §13)                                                   | Președinte al Republicii                                               | Ilham Aliyev ,                                                                          | 15 octombrie 2003                    |
| Azerbaidjan · (vezi și: §3 și §13)                                                   | Prim-miniștri (succesivi)                                              | Novruz Mammadov                                                                         | 21 aprilie 2018                      |
| Azerbaidjan · (vezi și: §3 și §13)                                                   | Prim-miniștri (succesivi)                                              | Artur Rasizade                                                                          | 31 octombrie 2003                    |
| Bahamas                                                                              | Regină                                                                 | Elisabeta a II-a                                                                        | 10 iulie 1973                        |
| Bahamas                                                                              | Guvernatoare generalǎ                                                  | dame Marguerite Pindling ,                                                              | 8 iulie 2014                         |
| Bahamas                                                                              | Prim-ministru                                                          | Hubert Minnis                                                                           | 11 mai 2017                          |
| Bahrain                                                                              | Rege                                                                   | șeic Hamad bin Isa al Khalifa                                                           | 6 martie 1999                        |
| Bahrain                                                                              | Prim-ministru (ministru președinte)                                    | șeic Khalifa bin Salman al-Khalifa ,                                                    | 19 ianuarie 1970                     |
| Bangladesh                                                                           | Președinte al Republicii                                               | Abdul Hamid                                                                             | 20 martie 2013                       |
| Bangladesh                                                                           | Prim-ministru                                                          | șeica Hasina Wazed ,                                                                    | 6 ianuarie 2009                      |
| Barbados                                                                             | Regină                                                                 | Elisabeta a II-a                                                                        | 30 noiembrie 1966                    |
| Barbados                                                                             | Guvernatori generali (succesivi)                                       | dame Sandra Mason                                                                       | 8 ianuarie 2018                      |
| Barbados                                                                             | Guvernatori generali (succesivi)                                       | sir Philip Greaves (interimar)                                                          | 1 iulie 2017                         |
| Barbados                                                                             | Prim-miniștri (succesivi)                                              | Mia Mottley                                                                             | 25 mai 2018                          |
| Barbados                                                                             | Prim-miniștri (succesivi)                                              | Freundel Stuart                                                                         | 23 octombrie 2010                    |
| Belarus (vezi și : §15)                                                              | Președinte                                                             | Aleksandr Lukașenko                                                                     | 20 iulie 1994                        |
| Belarus (vezi și : §15)                                                              | Prim-miniștri (succesivi)                                              | Siarhiej Rumas                                                                          | 18 august 2018                       |
| Belarus (vezi și : §15)                                                              | Prim-miniștri (succesivi)                                              | Andrei Kobyakov                                                                         | 27 decembrie 2014                    |
| Belgia                                                                               | Rege (al belgienilor)                                                  | Filip                                                                                   | 21 iulie 2013                        |
| Belgia                                                                               | Prim-ministru                                                          | Charles Michel                                                                          | 11 noiembrie 2014                    |
| Belize                                                                               | Regină                                                                 | Elisabeta a II-a                                                                        | 21 septembrie 1981                   |
| Belize                                                                               | Guvernator general                                                     | sir Colville Young                                                                      | 17 noiembrie 1993                    |
| Belize                                                                               | Prim-ministru                                                          | Dean Barrow                                                                             | 8 februarie 2008                     |
| Benin                                                                                | Președinte al Republicii                                               | Patrice Talon                                                                           | 6 aprilie 2016                       |
| Bhutan                                                                               | Rege                                                                   | Jigme Khesar Namgyel Wangchuck                                                          | 14 decembrie 2006                    |
| Bhutan                                                                               | Prim-miniștri (lyonchen) (succesivi)                                   | lyonchen Lotay Tshering                                                                 | 7 noiembrie 2018                     |
| Bhutan                                                                               | Prim-miniștri (lyonchen) (succesivi)                                   | Dasho Tshering Wangchuk (Consilier Șef al Guvernului Interimar)                         | 9 august 2018                        |
| Bhutan                                                                               | Prim-miniștri (lyonchen) (succesivi)                                   | lyonchen Jigme Thinley                                                                  | 29 iulie 2013                        |
| Birmania                                                                             | Președinți ai Republicii (succesivi)                                   | Win Myint                                                                               | 30 martie 2018                       |
| Birmania                                                                             | Președinți ai Republicii (succesivi)                                   | Myint Swe (interimar)                                                                   | 21 martie 2018                       |
| Birmania                                                                             | Președinți ai Republicii (succesivi)                                   | Htin Kyaw                                                                               | 30 martie 2016                       |
| Birmania                                                                             | Consilier de Stat (prim-ministru)                                      | Aung San Suu Kyi                                                                        | 6 aprilie 2016                       |
| Bolivia                                                                              | Președinte constituțional al statului plurinațional                    | Evo Morales                                                                             | 22 ianuarie 2006                     |
| Bosnia și Herzegovina                                                                | Președinți ai Consiliului Prezidențial (succesivi)                     | Milorad Dodik                                                                           | 20 noiembrie 2018                    |
| Bosnia și Herzegovina                                                                | Președinți ai Consiliului Prezidențial (succesivi)                     | Bakir Izetbegović                                                                       | 17 martie 2018                       |
| Bosnia și Herzegovina                                                                | Președinți ai Consiliului Prezidențial (succesivi)                     | Dragan Čović                                                                            | 17 iulie 2017                        |
| Bosnia și Herzegovina                                                                | Președinte al Consiliului de Miniștri                                  | Denis Zvizdić                                                                           | 11 februarie 2015                    |
| Bosnia și Herzegovina                                                                | Înalt reprezentant internațional                                       | Valentin Inzko (Austria)                                                                | 26 martie 2009                       |
| Botswana                                                                             | Președinți ai Republicii (succesivi)                                   | Mokgweetsi Masisi                                                                       | 1 aprilie 2018                       |
| Botswana                                                                             | Președinți ai Republicii (succesivi)                                   | Seretse Ian Khama                                                                       | 1 aprilie 2008                       |
| Brazilia · (vezi și : §13)                                                           | Președinte al Republicii federale                                      | Michel Temer                                                                            | 12 mai 2016                          |
| Brunei                                                                               | Sultan [și suveran (Yang Di Pertuan)]                                  | sir Hassanal Bolkiah                                                                    | 5 octombrie 1967                     |
| Brunei                                                                               | Prim-ministru                                                          | sir Hassanal Bolkiah                                                                    | 1 ianuarie 1984                      |
| Bulgaria                                                                             | Președinte al Republicii                                               | Rumen Radev                                                                             | 22 ianuarie 2017                     |
| Bulgaria                                                                             | Prim-ministru (ministru președinte)                                    | Boiko Borisov                                                                           | 4 mai 2017                           |
| Burkina Faso                                                                         | Președinte al Faso (Republicii)                                        | Roch Marc Christian Kaboré                                                              | 29 decembrie 2015                    |
| Burkina Faso                                                                         | Prim-ministru                                                          | Paul Kaba Thiéba                                                                        | 6 ianuarie 2016                      |
| Burundi                                                                              | Președinte al Republicii                                               | Pierre Nkurunziza                                                                       | 26 august 2005                       |
| Cambodgia                                                                            | Rege                                                                   | Norodom Sihamoni                                                                        | 29 octombrie 2004                    |
| Cambodgia                                                                            | Prim-ministru                                                          | samdech Hun Sen                                                                         | 31 decembrie 1984                    |
| Camerun                                                                              | Președinte al Republicii                                               | Paul Biya                                                                               | 6 noiembrie 1982                     |
| Camerun                                                                              | Prim-ministru                                                          | Philémon Yang                                                                           | 30 iunie 2009                        |
| Canada                                                                               | Regină                                                                 | Elisabeta a II-a                                                                        | 6 februarie 1952                     |
| Canada                                                                               | Guvernatoare generalǎ                                                  | Julie Payette                                                                           | 2 octombrie 2017                     |
| Canada                                                                               | Prim-ministru                                                          | Justin Trudeau                                                                          | 4 noiembrie 2015                     |
| Capul Verde                                                                          | Președinte al Republicii                                               | Jorge Carlos Fonseca                                                                    | 21 august 2011                       |
| Capul Verde                                                                          | Prim-ministru                                                          | Ulisses Correia e Silva                                                                 | 22 aprilie 2016                      |
| Cehia                                                                                | Președinte al Republicii                                               | Miloš Zeman                                                                             | 7 martie 2013                        |
| Cehia                                                                                | Prim-ministru (președinte al Guvernului)                               | Andrej Babiš                                                                            | 13 decembrie 2017                    |
| Centrafricană, Republica                                                             | Președinte al Republicii                                               | Faustin-Archange Touadéra                                                               | 30 martie 2016                       |
| Centrafricană, Republica                                                             | Prim-ministru                                                          | Simplice Sarandji                                                                       | 2 aprilie 2016                       |
| Chile · (vezi și : §13)                                                              | Președinți ai Republicii (succesivi)                                   | Sebastián Piñera                                                                        | 11 martie 2018                       |
| Chile · (vezi și : §13)                                                              | Președinți ai Republicii (succesivi)                                   | Michelle Bachelet                                                                       | 11 martie 2014                       |
| China (vezi și : §2, §13 și §15)                                                     | Secretar general al Partidului Comunist Chinez                         | Xi Jinping                                                                              | 15 noiembrie 2012                    |
| China (vezi și : §2, §13 și §15)                                                     | Președinte al Republicii                                               | Xi Jinping                                                                              | 14 martie 2013                       |
| China (vezi și : §2, §13 și §15)                                                     | Premier al Consiliului de stat                                         | Li Keqiang                                                                              | 16 martie 2013                       |
| Ciad                                                                                 | Președinte al Republicii                                               | Idriss Déby Itno                                                                        | 2 decembrie 1990                     |
| Ciad                                                                                 | Prim-ministru                                                          | funcție desființată                                                                     | 4 mai 2018                           |
| Ciad                                                                                 | Prim-ministru                                                          | Albert Pahimi Padacké                                                                   | 15 februarie 2016                    |
| Cipru · (vezi și : §2)                                                               | Președinte al Republicii                                               | Nicos Anastasiades                                                                      | 28 februarie 2013                    |
| Coasta de Fildeș                                                                     | Președinte al Republicii                                               | Alassane Ouattara ,                                                                     | 4 decembrie 2010                     |
| Coasta de Fildeș                                                                     | Prim-ministru                                                          | Amadou Gon Coulibaly                                                                    | 10 ianuarie 2017                     |
| Columbia · (vezi și: §13)                                                            | Președinți ai Republicii (succesivi)                                   | Iván Duque Márquez                                                                      | 1 august 2018                        |
| Columbia · (vezi și: §13)                                                            | Președinți ai Republicii (succesivi)                                   | Juan Manuel Santos                                                                      | 7 august 2010                        |
| Comore                                                                               | Președinte al Uniunii                                                  | Azali Assoumani                                                                         | 26 mai 2016                          |
| Congo, Republica                                                                     | Președinte al Republicii                                               | Denis Sassou-Nguesso ,                                                                  | 25 octombrie 1997                    |
| Congo, Republica                                                                     | Prim ministru                                                          | Clément Mouamba                                                                         | 23 aprilie 2016                      |
| Congo, Republica Democrată                                                           | Președinte al Republicii                                               | Joseph Kabila ,                                                                         | 17 ianuarie 2001                     |
| Congo, Republica Democrată                                                           | Prim-ministru                                                          | Bruno Tshibala                                                                          | 18 mai 2017                          |
| Coreea, Republica                                                                    | Președinte al Republicii                                               | Moon Jae-in                                                                             | 10 mai 2017                          |
| Coreea, Republica                                                                    | Prim-ministru                                                          | Lee Nak-yeon                                                                            | 31 mai 2017                          |
| Coreeană, R.P.D.                                                                     | Lider suprem                                                           | Kim Jong-un ,                                                                           | 29 decembrie 2011                    |
| Coreeană, R.P.D.                                                                     | Președinte al Partidului Muncii din Coreea                             | Kim Jong-un ,                                                                           | 9 mai 2016                           |
| Coreeană, R.P.D.                                                                     | Președinte al Comisiei Afacerilor de Stat                              | Kim Jong-un , .                                                                         | 29 iunie 2016                        |
| Coreeană, R.P.D.                                                                     | Președinte al Prezidiului Adunării Populare Supreme                    | Kim Yong-nam                                                                            | 5 septembrie 1998                    |
| Coreeană, R.P.D.                                                                     | Premier al Cabinetului                                                 | Pak Pong-ju                                                                             | 1 aprilie 2013                       |
| Costa Rica                                                                           | Președinți ai Republicii (succesivi)                                   | Carlos Alvarado                                                                         | 8 mai 2018                           |
| Costa Rica                                                                           | Președinți ai Republicii (succesivi)                                   | Luis Guillermo Solís                                                                    | 8 mai 2014                           |
| Croația                                                                              | Președintǎ a Republicii                                                | Kolinda Grabar-Kitarović                                                                | 18 februarie 2015                    |
| Croația                                                                              | Prim-ministru (președinte al Guvernului)                               | Andrej Plenković                                                                        | 19 octombrie 2016                    |
| Cuba                                                                                 | Prim secretar al Partidului Comunist Cubanez                           | Raul Castro ,                                                                           | 31 iulie 2006                        |
| Cuba                                                                                 | Președiți ai Consiliului de Stat (succesivi)                           | Miguel Díaz-Canel                                                                       | 19 aprilie 2018                      |
| Cuba                                                                                 | Președiți ai Consiliului de Stat (succesivi)                           | Raúl Castro ,                                                                           | 31 iulie 2006                        |
| Cuba                                                                                 | Președinți ai Consiliului de Miniștri (succesivi)                      | Miguel Díaz-Canel                                                                       | 19 aprilie 2018                      |
| Cuba                                                                                 | Președinți ai Consiliului de Miniștri (succesivi)                      | Raúl Castro ,                                                                           | 31 iulie 2006                        |
| Danemarca · (vezi și : §13)                                                          | Regină                                                                 | Margareta a II-a                                                                        | 14 ianuarie 1972                     |
| Danemarca · (vezi și : §13)                                                          | Prim-ministru (ministru de stat)                                       | Lars Løkke Rasmussen                                                                    | 28 iunie 2015                        |
| Djibouti                                                                             | Președinte al Republicii                                               | Ismail Omar Guelleh                                                                     | 8 mai 1999                           |
| Djibouti                                                                             | Prim-ministru                                                          | Abdoulkader Kamil Mohamed                                                               | 1 aprilie 2013                       |
| Dominica                                                                             | Președinte al Commonwealth-ului                                        | Charles Savarin                                                                         | 2 septembrie 2013                    |
| Dominica                                                                             | Prim-ministru                                                          | Roosevelt Skerrit                                                                       | 8 ianuarie 2004                      |
| Dominicană, Republica                                                                | Președinte al Republicii                                               | Danilo Medina                                                                           | 16 august 2012                       |
| Ecuador · (vezi și §13)                                                              | Președinte constituțional al Republicii                                | Lenín Moreno                                                                            | 24 mai 2017                          |
| Egipt                                                                                | Președinte al Republicii                                               | Abdel Fattah el-Sisi                                                                    | 8 iulie 2014                         |
| Egipt                                                                                | Prim-miniștri (președinți ai Consiliului de Miniștri) (succesivi)      | Moustafa Madbouly ,                                                                     | 7 iunie 2018                         |
| Egipt                                                                                | Prim-miniștri (președinți ai Consiliului de Miniștri) (succesivi)      | Moustafa Madbouly (interimar)                                                           | 23 noiembrie 2017 - 27 ianuarie 2018 |
| Egipt                                                                                | Prim-miniștri (președinți ai Consiliului de Miniștri) (succesivi)      | Sherif Ismail                                                                           | 19 septembrie 2015                   |
| El Salvador                                                                          | Președinte al Republicii                                               | Salvador Sánchez Cerén                                                                  | 1 iunie 2014                         |
| Elveția                                                                              | Președinte al Confederației                                            | Alain Berset                                                                            | 1 ianuarie 2018                      |
| Emiratele Arabe Unite                                                                | Președinte                                                             | șeic Khalifa bin Zayed Al Nahyan                                                        | 3 noiembrie 2004                     |
| Emiratele Arabe Unite                                                                | Prim-ministru (președinte al Consiliului de Miniștri)                  | șeic Mohammed ben Rachid Al Maktoum                                                     | 5 ianuarie 2006                      |
| Eritreea                                                                             | Președinte al Statului                                                 | Issayas Afewerki                                                                        | 24 mai 1993                          |
| Estonia · (vezi și : §15)                                                            | Președintǎ a Republicii                                                | Kersti Kaljulaid                                                                        | 10 octombrie 2016                    |
| Estonia · (vezi și : §15)                                                            | Prim-ministru (ministru șef)                                           | Jüri Ratas                                                                              | 23 noiembrie 2016                    |
| Eswatini (Nume anterior până în 19 aprilie 2018 Swaziland)                           | Șef al statului [rege (iNgwenyama)]                                    | Mswati al III-lea                                                                       | 25 aprilie 1986                      |
| Eswatini (Nume anterior până în 19 aprilie 2018 Swaziland)                           | Prim-miniștri (Ndvunankhulu) (succesivi)                               | Ambrose Mandvulo Dlamini                                                                | 29 octombrie 2018                    |
| Eswatini (Nume anterior până în 19 aprilie 2018 Swaziland)                           | Prim-miniștri (Ndvunankhulu) (succesivi)                               | Vincent Mhlanga (interimar)                                                             | 5 septembrie 2018                    |
| Eswatini (Nume anterior până în 19 aprilie 2018 Swaziland)                           | Prim-miniștri (Ndvunankhulu) (succesivi)                               | Barnabas Sibusiso Dlamini .                                                             | 23 octombrie 2008                    |
| Etiopia                                                                              | Președinți ai Republicii (succesivi)                                   | Sahlework Zewde                                                                         | 25 octombrie 2018                    |
| Etiopia                                                                              | Președinți ai Republicii (succesivi)                                   | Mulatu Teshome                                                                          | 7 octombrie 2013                     |
| Etiopia                                                                              | Prim-miniștri (succesivi)                                              | Abiy Ahmed Ali                                                                          | 2 aprilie 2018                       |
| Etiopia                                                                              | Prim-miniștri (succesivi)                                              | Haile Mariam Dessalegn                                                                  | 20 august 2012                       |
| Fiji                                                                                 | Președinte al Republicii                                               | George Konrote                                                                          | 12 noiembrie 2015                    |
| Fiji                                                                                 | Prim-ministru                                                          | Frank Bainimarama ,                                                                     | 11 aprilie 2009                      |
| Filipine · (vezi și : §13)                                                           | Președinte al Republicii                                               | Rodrigo Duterte                                                                         | 30 iunie 2016                        |
| Finlanda · (vezi și : §13)                                                           | Președinte al Republicii                                               | Sauli Niinistö                                                                          | 1 martie 2012                        |
| Finlanda · (vezi și : §13)                                                           | Prim-ministru (ministru șef)                                           | Juha Sipilä                                                                             | 29 mai 2015                          |
| Franța (vezi și : §8)                                                                | Președinte al Republicii                                               | Emmanuel Macron                                                                         | 14 mai 2017                          |
| Franța (vezi și : §8)                                                                | Prim-ministru                                                          | Édouard Philippe                                                                        | 15 mai 2017                          |
| Gabon                                                                                | Președinți ai Republicii                                               | Pierre Claver Maganga-Moussavou (interimar)                                             | 15 noiembrie 2018                    |
| Gabon                                                                                | Președinți ai Republicii                                               | Ali Bongo Ondimba ,                                                                     | 16 octombrie 2009                    |
| Gabon                                                                                | Prim-ministru                                                          | Emmanuel Issoze-Ngondet                                                                 | 28 septembrie 2016                   |
| Gambia                                                                               | Președinte al Republicii                                               | Adama Barrow ,                                                                          | 19 ianuarie 2017                     |
| Georgia · (vezi și : §2, §13 și §15)                                                 | Președinți (succesivi)                                                 | Salome Zurabishvili                                                                     | 16 decembrie 2018                    |
| Georgia · (vezi și : §2, §13 și §15)                                                 | Președinți (succesivi)                                                 | Giorgi Margvelashvili                                                                   | 17 noiembrie 2013                    |
| Georgia · (vezi și : §2, §13 și §15)                                                 | Prim-miniștri (succesivi)                                              | Mamuka Bakhtadze                                                                        | 20 iunie 2018                        |
| Georgia · (vezi și : §2, §13 și §15)                                                 | Prim-miniștri (succesivi)                                              | Giorgi Kvirikashvili                                                                    | 30 decembrie 2015                    |
| Germania                                                                             | Președinte federal                                                     | Frank-Walter Steinmeier                                                                 | 19 martie 2017                       |
| Germania                                                                             | Cancelară federală                                                     | Angela Merkel                                                                           | 22 noiembrie 2005                    |
| Ghana                                                                                | Președinte al Republicii                                               | Nana Akufo-Addo                                                                         | 7 ianuarue 2017                      |
| Grecia · (vezi și : §13)                                                             | Președinte al Republicii                                               | Prokopis Pavlopoulos                                                                    | 13 martie 2015                       |
| Grecia · (vezi și : §13)                                                             | Prim-ministru                                                          | Alexis Tsipras                                                                          | 21 septembrie 2015                   |
| Grenada · (vezi și : §13)                                                            | Regină                                                                 | Elisabeta a II-a                                                                        | 7 februarie 1974                     |
| Grenada · (vezi și : §13)                                                            | Guvernatoare generală                                                  | dame Cécile La Grenade                                                                  | 7 aprilie 2013                       |
| Grenada · (vezi și : §13)                                                            | Prim-ministru                                                          | Keith Mitchell                                                                          | 20 februarie 2013                    |
| Guatemala                                                                            | Președinte al Republicii                                               | Jimmy Morales                                                                           | 14 ianuarie 2016                     |
| Guineea                                                                              | Președinte al Republicii                                               | Alpha Condé                                                                             | 21 decembrie 2010                    |
| Guineea                                                                              | Prim-miniștri (succesivi)                                              | Ibrahima Kassory Fofana                                                                 | 24 mai 2018                          |
| Guineea                                                                              | Prim-miniștri (succesivi)                                              | Mamady Youla                                                                            | 29 decembrie 2015                    |
| Guineea-Bissau                                                                       | Președinte al Republicii                                               | José Mário Vaz                                                                          | 23 iunie 2014                        |
| Guineea-Bissau                                                                       | Prim-miniștri (succesivi)                                              | Aristides Gomes                                                                         | 16 aprilie 2018                      |
| Guineea-Bissau                                                                       | Prim-miniștri (succesivi)                                              | Artur Silva                                                                             | 31 ianuarie 2018                     |
| Guineea-Bissau                                                                       | Prim-miniștri (succesivi)                                              | Omar Mokhtar Embalo                                                                     | 18 noiembrie 2016                    |
| Guineea Ecuatorială                                                                  | Președinte al Republicii                                               | Teodoro Obiang Nguema Mbasogo ,                                                         | 3 august 1979                        |
| Guineea Ecuatorială                                                                  | Prim-ministru                                                          | Francisco Pascual Obama Asue                                                            | 23 iunie 2016                        |
| Guyana                                                                               | Președinte al Republicii                                               | David A. Granger                                                                        | 16 mai 2015                          |
| Guyana                                                                               | Prim-ministru                                                          | Moses Nagamootoo                                                                        | 19 mai 2015                          |
| Haiti                                                                                | Președinte al Republicii                                               | Jovenel Moïse                                                                           | 7 februarie 2017                     |
| Haiti                                                                                | Prim-miniștri (succesivi)                                              | Jean-Henry Céant                                                                        | 17 septembrie 2018                   |
| Haiti                                                                                | Prim-miniștri (succesivi)                                              | Jack Guy Lafontant                                                                      | 21 martie 2017                       |
| Honduras                                                                             | Președinte al Republicii                                               | Juan Orlando Hernández                                                                  | 27 ianuarie 2014                     |
| India · (vezi și : §2)                                                               | Președinte al Republicii                                               | Ram Nath Kovind                                                                         | 25 iulie 2017                        |
| India · (vezi și : §2)                                                               | Prim-ministru                                                          | Narendra Modi                                                                           | 26 mai 2014                          |
| Indonezia · (vezi și : §15)                                                          | Președinte al Republicii                                               | Joko Widodo                                                                             | 20 octombrie 2014                    |
| Iordania                                                                             | Rege                                                                   | Abdullah al II-lea                                                                      | 7 februarie 1999                     |
| Iordania                                                                             | Prim-miniștri (miniștri președinți) (succesivi)                        | Omar Razzaz                                                                             | 14 iunie 2018                        |
| Iordania                                                                             | Prim-miniștri (miniștri președinți) (succesivi)                        | Hani Al-Mulki                                                                           | 1 iunie 2016                         |
| Irak · (vezi și : §3 și §13)                                                         | Președinți ai Republicii (succesivi)                                   | Barham Salih                                                                            | 2 octombrie 2018                     |
| Irak · (vezi și : §3 și §13)                                                         | Președinți ai Republicii (succesivi)                                   | Fuad Masum                                                                              | 24 iulie 2014                        |
| Irak · (vezi și : §3 și §13)                                                         | Prim-miniștri (miniștri președinți) (succesivi)                        | Adel Abdul Mahdi                                                                        | 25 octombrie 2018                    |
| Irak · (vezi și : §3 și §13)                                                         | Prim-miniștri (miniștri președinți) (succesivi)                        | Haider al-Abadi                                                                         | 8 septembrie 2014                    |
| Iran                                                                                 | Lider suprem                                                           | ayatollah Ali Khamenei                                                                  | 4 iunie 1989                         |
| Iran                                                                                 | Președinte al Republicii                                               | hojatolislam Hassan Rouhani                                                             | 3 august 2013                        |
| Irlanda                                                                              | Președinte                                                             | Michael D. Higgins                                                                      | 11 noiembrie 2011                    |
| Irlanda                                                                              | Prim-ministru (Taoiseach)                                              | Leo Varadkar                                                                            | 14 iunie 2017                        |
| Islanda                                                                              | Președinte                                                             | Guðni Th. Jóhannesson                                                                   | 1 august 2016                        |
| Islanda                                                                              | Prim-ministru (ministru președinte)                                    | Katrín Jakobsdóttir                                                                     | 30 noiembrie 2017                    |
| Israel · (vezi și : §2)                                                              | Președinte al Statului                                                 | Reuven Rivlin                                                                           | 24 iulie 2014                        |
| Israel · (vezi și : §2)                                                              | Prim-ministru (șef al guvernului)                                      | Beniamin Netaniahu                                                                      | 31 martie 2009                       |
| Italia                                                                               | Președinte al Republicii                                               | Sergio Mattarella                                                                       | 3 februarie 2015                     |
| Italia                                                                               | Președinți ai Consiliului de Miniștri (succesivi)                      | Giuseppe Conte                                                                          | 1 iunie 2018                         |
| Italia                                                                               | Președinți ai Consiliului de Miniștri (succesivi)                      | Paolo Gentiloni                                                                         | 12 decembrie 2016                    |
| Jamaica                                                                              | Regină                                                                 | Elisabeta a II-a                                                                        | 6 august 1962                        |
| Jamaica                                                                              | Guvernator general sir                                                 | Patrick Allen                                                                           | 26 februarie 2009                    |
| Jamaica                                                                              | Prim-ministru                                                          | Andrew Holness                                                                          | 3 martie 2016                        |
| Japonia                                                                              | Împărat                                                                | Akihito                                                                                 | 7 ianuarie 1989                      |
| Japonia                                                                              | Prim-ministru                                                          | Shinzō Abe ,                                                                            | 26 decembrie 2012                    |
| Kazahstan                                                                            | Președinte al Republicii                                               | Nursultan Nazarbaev                                                                     | 24 aprilie 1990                      |
| Kazahstan                                                                            | Prim-ministru                                                          | Bakytzhan Sagintayev                                                                    | 8 septembrie 2016                    |
| Kârgâzstan                                                                           | Președinte al Republicii                                               | Sooronbai Jeenbekov                                                                     | 24 noiembrie 2017                    |
| Kârgâzstan                                                                           | Prim-miniștri (succesivi)                                              | Muhammetkaliy Abulgaziyev                                                               | 20 aprilie 2018                      |
| Kârgâzstan                                                                           | Prim-miniștri (succesivi)                                              | Sapar Isakov                                                                            | 25 august 2017                       |
| Kârgâzstan                                                                           | Prim-miniștri (succesivi)                                              | Mukhammetkalyy Abulgaziyev (interimar)                                                  | 22 august 2017                       |
| Kârgâzstan                                                                           | Prim-miniștri (succesivi)                                              | Sooronbai Jeenbekov                                                                     | 11 aprilie 2016                      |
| Kenya                                                                                | Președinte al Republicii                                               | Uhuru Kenyatta                                                                          | 9 aprilie 2013                       |
| Kiribati                                                                             | Președinte al Republicii                                               | Taneti Maamau                                                                           | 11 martie 2016                       |
| Kuweit                                                                               | Emir                                                                   | șeic Sabah Al-Ahmad Al-Jaber Al-Sabah ,                                                 | 24 ianuarie 2006                     |
| Kuweit                                                                               | Prim-ministru (ministru președinte)                                    | șeic Jaber Al-Mubarak Al-Hamad Al-Sabah                                                 | 4 decembrie 2011                     |
| Laos                                                                                 | Secretar general al Partidului Popular Revoluționar Laoțian            | Bounnhang Vorachith                                                                     | 22 ianuarie 2016                     |
| Laos                                                                                 | Președinte al Republicii                                               | Bounnhang Vorachith ,                                                                   | 19 aprilie 2016                      |
| Laos                                                                                 | Prim-ministru                                                          | Thongloun Sisoulith                                                                     | 19 aprilie 2016                      |
| Lesotho                                                                              | Rege (Marena)                                                          | Letsie al III-lea                                                                       | 7 februarie 1996                     |
| Lesotho                                                                              | Prim-ministru (Tona-Kholo)                                             | Tom Thabane                                                                             | 16 iunie 2017                        |
| Letonia                                                                              | Președinte al Republicii                                               | Raimonds Vējonis                                                                        | 8 iulie 2015                         |
| Letonia                                                                              | Prim-ministru (ministru președinte)                                    | Māris Kučinskis                                                                         | 11 februarie 2016                    |
| Liban                                                                                | Președinte al Republicii                                               | Michel Aoun                                                                             | 31 octombrie 2016                    |
| Liban                                                                                | Președinte al Consiliului de Miniștri                                  | Saad Hariri ,                                                                           | 20 decembrie 2016                    |
| Liberia                                                                              | Președinți ai Republicii (succesivi)                                   | George Weah                                                                             | 22 ianuarie 2018                     |
| Liberia                                                                              | Președinți ai Republicii (succesivi)                                   | Ellen Johnson Sirleaf                                                                   | 16 ianuarie 2006                     |
| Libia · (vezi și : §15)                                                              | Președinte al Consiliului Prezidențial (Guvernul Acordului Național    | Fayez al-Sarraj , ) (corevendicator ȋncepȃnd cu 12 martie 2016)                         | 12 martie 2016                       |
| Libia · (vezi și : §15)                                                              | Prim-ministru (ministru președinte) (Guvernul Acordului Național )     | Fayez al-Sarraj (corevendicator din 12 martie 2016)                                     | 12 martie 2016                       |
| Liechtenstein                                                                        | Prinți suverani                                                        | Alois]] (regent)                                                                        | 15 august 2004                       |
| Liechtenstein                                                                        | Prinți suverani                                                        | Hans Adam al II-lea . (prinț suveran)                                                   | 13 noiembrie 1989                    |
| Liechtenstein                                                                        | Șef al guvernului                                                      | Adrian Hasler                                                                           | 27 martie 2013                       |
| Lituania                                                                             | Președintǎ a Republicii                                                | Dalia Grybauskaitė                                                                      | 12 iulie 2009                        |
| Lituania                                                                             | Prim-ministru (ministru președinte)                                    | Saulius Skvernelis                                                                      | 13 decembrie 2016                    |
| Luxemburg                                                                            | Mare duce                                                              | Henric                                                                                  | 7 octombrie 2000                     |
| Luxemburg                                                                            | Prim ministru                                                          | Xavier Bettel                                                                           | 4 decembrie 2013                     |
| Macedonia                                                                            | Președinte al Republicii                                               | Gjorge Ivanov                                                                           | 12 mai 2009                          |
| Macedonia                                                                            | Prim-ministru (președinte al guvernului)                               | Zoran Zaev                                                                              | 31 mai 2017                          |
| Madagascar                                                                           | Președinți ai Republicii (succesivi)                                   | Rivo Rakotovao (interimar)                                                              | 7 septembrie 2018                    |
| Madagascar                                                                           | Președinți ai Republicii (succesivi)                                   | Hery Rajaonarimampianina                                                                | 25 ianuarie 2014                     |
| Madagascar                                                                           | Prim-ministri (succesivi)                                              | Christian Ntsay                                                                         | 6 iunie 2018                         |
| Madagascar                                                                           | Prim-ministri (succesivi)                                              | Olivier Mahafaly Solonandrasana                                                         | 10 aprilie 2016                      |
| Malaezia                                                                             | Șefi de stat (Yang di-Pertuan Agong) (succesivi)                       | Nazrin Muizzuddin Shah (interimar)                                                      | 2 noiembrie 2018 - 31 decembrie 2018 |
| Malaezia                                                                             | Șefi de stat (Yang di-Pertuan Agong) (succesivi)                       | Muhammad Faris Petra                                                                    | 13 decembrie 2016                    |
| Malaezia                                                                             | Prim-miniștri (succesivi)                                              | Mahathir Mohamad                                                                        | 10 mai 2018                          |
| Malaezia                                                                             | Prim-miniștri (succesivi)                                              | datuk seri Najib Razak                                                                  | 3 aprilie 2009                       |
| Malawi                                                                               | Președinte al Republicii                                               | Peter Mutharika                                                                         | 31 mai 2014                          |
| Maldive                                                                              | Președinți ai Republicii (succesivi)                                   | Ibrahim Mohamed Solih                                                                   | 17 noiembrie 2018                    |
| Maldive                                                                              | Președinți ai Republicii (succesivi)                                   | Abdulla Yameen                                                                          | 17 noiembre 2013                     |
| Mali                                                                                 | Președinte al Republicii                                               | Ibrahim Boubacar Keita                                                                  | 4 septembrie 2013                    |
| Mali                                                                                 | Prim-ministru (ministru șef)                                           | Soumeylou Boubèye Maïga                                                                 | 31 decembrie 2017                    |
| Malta                                                                                | Președintǎ a Republicii                                                | Marie Louise Coleiro Preca                                                              | 4 aprilie 2014                       |
| Malta                                                                                | Prim-ministru                                                          | Joseph Muscat                                                                           | 11 martie 2013                       |
| Maroc · (vezi și : §2)                                                               | Rege                                                                   | Mohammed al VI-lea                                                                      | 23 iulie 1999                        |
| Maroc · (vezi și : §2)                                                               | Șef al guvernului                                                      | Saadeddine Othmani                                                                      | 5 aprilie 2017                       |
| Marshall, Insulele                                                                   | Președintǎ a Republicii                                                | Hilda Heine                                                                             | 28 ianuarie 2016                     |
| Mauritania                                                                           | Președinte al Republicii                                               | Mohamed Ould Abdel Aziz ,                                                               | 5 august 2009                        |
| Mauritania                                                                           | Prim-miniștri (succesivi)                                              | Mohamed Salem Ould Béchir                                                               | 29 octombrie 2018                    |
| Mauritania                                                                           | Prim-miniștri (succesivi)                                              | Yahya Ould Hademine                                                                     | 20 august 2014                       |
| Mauritius · (vezi și : §13)                                                          | Președinți ai Republicii (succesivi)                                   | Barlen Vyapoory (interimar)                                                             | 23 martie 2018                       |
| Mauritius · (vezi și : §13)                                                          | Președinți ai Republicii (succesivi)                                   | Ameenah Gurib-Fakim                                                                     | 5 iunie 2015                         |
| Mauritius · (vezi și : §13)                                                          | Prim-ministru                                                          | Pravind Jugnauth                                                                        | 23 ianuarie 2017                     |
| Mexic                                                                                | Președinți ai Statelor Unite Mexicane (succesivi)                      | Andrés Manuel López Obrador                                                             | 1 decembrie 2019                     |
| Mexic                                                                                | Președinți ai Statelor Unite Mexicane (succesivi)                      | Enrique Peña Nieto                                                                      | 1 decembrie 2012                     |
| Micronezia                                                                           | Președinte al Republicii (și șef al Guvernului)                        | Peter M. Christian                                                                      | 11 mai 2015                          |
| Moldova, Republica (vezi și: §3 și §13)                                              | Președinte al Republicii                                               | Igor Dodon                                                                              | 23 decembrie 2016                    |
| Moldova, Republica (vezi și: §3 și §13)                                              | Prim-ministru                                                          | Pavel Filip                                                                             | 20 ianuarie 2016                     |
| Monaco                                                                               | Prinț suveran                                                          | Albert al II-lea                                                                        | 6 aprilie 2005                       |
| Monaco                                                                               | Ministru de stat (prim-ministru)                                       | Serge Telle                                                                             | 1 februarie 2016                     |
| Mongolia                                                                             | Președinte al Republicii                                               | Battulga Khaltmaaj                                                                      | 10 iulie 2017                        |
| Mongolia                                                                             | Prim-ministru                                                          | Ukhnaagiin Khürelsükh                                                                   | 4 octombrie 2017                     |
| Mozambic                                                                             | Președinte al Republicii                                               | Filipe Nyusi                                                                            | 15 ianuarie 2015                     |
| Mozambic                                                                             | Prim-ministru                                                          | Carlos Agostinho do Rosário                                                             | 17 ianuarie 2015                     |
| Muntenegru                                                                           | Președinți (succesivi)                                                 | Milo Đukanović                                                                          | 20 mai 2018                          |
| Muntenegru                                                                           | Președinți (succesivi)                                                 | Filip Vujanović ,                                                                       | 22 mai 2003                          |
| Muntenegru                                                                           | Prim-ministru (premier)                                                | Duško Marković                                                                          | 28 noiembrie 2016                    |
| Namibia                                                                              | Președinte al Republicii                                               | Hage Geingob                                                                            | 21 martie 2015                       |
| Namibia                                                                              | Prim-ministru                                                          | Saara Kuugongelwa                                                                       | 21 martie 2015                       |
| Nauru                                                                                | Președinte al Republicii                                               | Baron Waqa                                                                              | 11 iunie 2013                        |
| Nepal                                                                                | Președintă                                                             | Bidhya Devi Bhandari                                                                    | 29 octombrie 2015                    |
| Nepal                                                                                | Prim-miniștri (succesivi)                                              | Khadga Prasad Oli                                                                       | 15 februarie 2018                    |
| Nepal                                                                                | Prim-miniștri (succesivi)                                              | Sher Bahadur Deuba                                                                      | 7 iunie 2017                         |
| Nicaragua                                                                            | Președinte al Republicii                                               | Daniel Ortega                                                                           | 10 ianuarie 2007                     |
| Niger                                                                                | Președinte                                                             | Mahamadou Issoufou                                                                      | 7 aprilie 2011                       |
| Niger                                                                                | Prim-ministru                                                          | Brigi Rafini                                                                            | 7 aprilie 2011                       |
| Nigeria                                                                              | Președinte al Republicii                                               | Muhammadu Buhari ,                                                                      | 29 mai 2015                          |
| Norvegia · (vezi și : §9)                                                            | Rege                                                                   | Harald al V-lea,                                                                        | 17 ianuarie 1991                     |
| Norvegia · (vezi și : §9)                                                            | Prim-ministru (ministru de stat)                                       | Erna Solberg                                                                            | 16 octombrie 2013                    |
| Noua Zeelandă · (vezi și : §10)                                                      | Regină                                                                 | Elisabeta a II-a                                                                        | 6 februarie 1952                     |
| Noua Zeelandă · (vezi și : §10)                                                      | Guvernatoare generalǎ                                                  | dame Patsy Reddy                                                                        | 28 septembrie 2016                   |
| Noua Zeelandă · (vezi și : §10)                                                      | Prim-miniștri                                                          | Winston Peters (interimar)                                                              | 21 iunie 2018 - 1 august 2018        |
| Noua Zeelandă · (vezi și : §10)                                                      | Prim-miniștri                                                          | Jacinda Ardern                                                                          | 20 octombrie 2017                    |
| Oman                                                                                 | Sultan                                                                 | Qaboos bin Said Al Said                                                                 | 23 iulie 1970                        |
| Oman                                                                                 | Prim-ministru                                                          | Qaboos bin Said Al Said                                                                 | 2 ianuarie 1972                      |
| Pakistan · (vezi și : §2, §4 și §13)                                                 | Președinți ai Republicii (succesivi)                                   | Arif Alvi                                                                               | 9 septembrie 2018                    |
| Pakistan · (vezi și : §2, §4 și §13)                                                 | Președinți ai Republicii (succesivi)                                   | Mamnoon Hussain                                                                         | 9 septembrie 2013                    |
| Pakistan · (vezi și : §2, §4 și §13)                                                 | Prim-miniștri (mari viziri) (succesivi)                                | Imran Khan                                                                              | 18 august 2018                       |
| Pakistan · (vezi și : §2, §4 și §13)                                                 | Prim-miniștri (mari viziri) (succesivi)                                | Nasir-ul-Mulk (interimar)                                                               | 1 iunie 2018                         |
| Pakistan · (vezi și : §2, §4 și §13)                                                 | Prim-miniștri (mari viziri) (succesivi)                                | Shahid Khaqan Abbasi                                                                    | 1 august 2017                        |
| Palau                                                                                | Președinte al Republicii                                               | Tommy Remengesau ,                                                                      | 17 ianuarie 2013                     |
| Panama                                                                               | Președinte al Republicii                                               | Juan Carlos Varela                                                                      | 1 iulie 2014                         |
| Papua Noua Guinee · (vezi și : §13)                                                  | Regină                                                                 | Elisabeta a II-a                                                                        | 16 septembrie 1975                   |
| Papua Noua Guinee · (vezi și : §13)                                                  | Guvernator general                                                     | sir Bob Dadae                                                                           | 28 februarie 2017                    |
| Papua Noua Guinee · (vezi și : §13)                                                  | Prim-ministru                                                          | Peter O’Neill ,                                                                         | 2 august 2011                        |
| Paraguay                                                                             | Președinți ai Republicii (succesivi)                                   | Mario Abdo Benítez                                                                      | 15 august 2018                       |
| Paraguay                                                                             | Președinți ai Republicii (succesivi)                                   | Horacio Cartes                                                                          | 15 august 2013                       |
| Peru                                                                                 | Președinți ai Republicii (succesivi)                                   | Martín Vizcarra                                                                         | 23 martie 2018                       |
| Peru                                                                                 | Președinți ai Republicii (succesivi)                                   | Pedro Pablo Kuczynski                                                                   | 28 iulie 2016                        |
| Peru                                                                                 | Președinți ai Consiliului de Miniștri (succesivi)                      | César Villanueva                                                                        | 2 aprilie 2018                       |
| Peru                                                                                 | Președinți ai Consiliului de Miniștri (succesivi)                      | Mercedes Aráoz                                                                          | 17 septembrie 2017                   |
| Polonia                                                                              | Președinte al Republicii                                               | Andrzej Duda                                                                            | 6 august 2015                        |
| Polonia                                                                              | Prim-ministru (președinte al Consiliului de Miniștri)                  | Mateusz Morawiecki                                                                      | 11 decembrie 2017                    |
| Portugalia · (vezi și : §13)                                                         | Președinte al Republicii                                               | Marcelo Rebelo de Sousa                                                                 | 9 martie 2016                        |
| Portugalia · (vezi și : §13)                                                         | Prim-ministru                                                          | António Costa                                                                           | 26 noiembrie 2015                    |
| Qatar                                                                                | Emir                                                                   | șeic Tamim bin Hamad Al Thani                                                           | 25 iunie 2013                        |
| Qatar                                                                                | Prim-ministru (ministru președinte)                                    | șeic Abdullah bin Nasser bin Khalifa Al Thani                                           | 26 iunie 2013                        |
| Regatul Unit (vezi și : §6)                                                          | Regină                                                                 | Elisabeta a II-a                                                                        | 6 februarie 1952                     |
| Regatul Unit (vezi și : §6)                                                          | Prim-ministru                                                          | Theresa May                                                                             | 13 iulie 2016                        |
| România                                                                              | Președinte                                                             | Klaus Iohannis                                                                          | 21 decembrie 2014                    |
| România                                                                              | Prim-miniștri (succesivi)                                              | Viorica Dăncilă                                                                         | 29 ianuarie 2018                     |
| România                                                                              | Prim-miniștri (succesivi)                                              | Mihai Fifor (interimar)                                                                 | 15 ianuarie 2018                     |
| România                                                                              | Prim-miniștri (succesivi)                                              | Mihai Tudose                                                                            | 29 iunie 2017                        |
| Rusia                                                                                | Președinte al Federației                                               | Vladimir Putin                                                                          | 7 mai 2012                           |
| Rusia                                                                                | Prim-ministru (președinte al Guvernului)                               | Dmitri Medvedev ,                                                                       | 8 mai 2012                           |
| Rwanda                                                                               | Președinte al Republicii                                               | Paul Kagame                                                                             | 24 martie 2000                       |
| Rwanda                                                                               | Prim-ministru                                                          | Edouard Ngirente                                                                        | 30 aigust 2017                       |
| Samoa                                                                                | Șef al statului (O le Ao o le Malo)                                    | afioga tuimaleali'ifano Va'aletoa Sualauvi al II-lea                                    | 20 iunie 2017                        |
| Samoa                                                                                | Prim-ministru (Palemia o le Malo)                                      | Tuilaepa Sailele Malielegaoi                                                            | 23 noiembrie 1998                    |
| San Marino                                                                           | Căpitani regenți (succesivi)                                           | Mirko Tomassoni și Luca Santolini                                                       | 1 octombrie 2018                     |
| San Marino                                                                           | Căpitani regenți (succesivi)                                           | Stefano Palmieri și Matteo Ciacci                                                       | 1 aprilie 2018                       |
| San Marino                                                                           | Căpitani regenți (succesivi)                                           | Enrico Carattoni și Matteo Fiorini                                                      | 1 octombrie 2017                     |
| São Tomé și Príncipe · (vezi și : §13)                                               | Președinte al Republicii                                               | Evaristo Carvalho                                                                       | 3 septembrie 2016                    |
| São Tomé și Príncipe · (vezi și : §13)                                               | Prim-miniștri (succesivi)                                              | Jorge Bom Jesus                                                                         | 3 decembrie 2018                     |
| São Tomé și Príncipe · (vezi și : §13)                                               | Prim-miniștri (succesivi)                                              | Patrice Trovoada ,                                                                      | 12 decembrie 2012                    |
| Senegal                                                                              | Președinte al Republicii                                               | Macky Sall                                                                              | 2 aprilie 2012                       |
| Senegal                                                                              | Prim-ministru                                                          | Mohamed Ben Abdallah Dionne                                                             | 6 iulie 2014                         |
| Serbia · (vezi și : §2 și §15)                                                       | Președinte al Republicii                                               | Aleksandar Vučić                                                                        | 31 mai 2017                          |
| Serbia · (vezi și : §2 și §15)                                                       | Prim-ministru (președintǎ a Guvernului)                                | Ana Brnabić                                                                             | 29 iunie 2017                        |
| Seychelles                                                                           | Președinte al Republicii                                               | Danny Faure                                                                             | 16 octombrie 2016                    |
| Sfânta Lucia · (Saint Lucia)                                                         | Regină                                                                 | Elisabeta a II-a                                                                        | 22 februarie 1979                    |
| Sfânta Lucia · (Saint Lucia)                                                         | Guvernator general                                                     | sir Neville Cenac ,                                                                     | 12 ianuarie 2018                     |
| Sfânta Lucia · (Saint Lucia)                                                         | Guvernator general                                                     | 1. (de jure) - vacant sau 2, (de facto) - vacant                                        | 4 ianuarie 2018                      |
| Sfânta Lucia · (Saint Lucia)                                                         | Guvernator general                                                     | 1. (de jure) -vacant sau 2, (de facto) - vacant                                         | 1 ianuarie 2018                      |
| Sfânta Lucia · (Saint Lucia)                                                         | Prim-ministru                                                          | Allen Chastanet                                                                         | 6 iunie 2016                         |
| Sfântul Cristofor și Nevis · [Saint Kitts (Christopher) and Nevis] · (vezi și : §13) | Regină                                                                 | Elisabeta a II-a                                                                        | 19 septembrie 1983                   |
| Sfântul Cristofor și Nevis · [Saint Kitts (Christopher) and Nevis] · (vezi și : §13) | Guvernator general                                                     | sir Samuel Weymouth Tapley Seaton                                                       | 20 mai 2015                          |
| Sfântul Cristofor și Nevis · [Saint Kitts (Christopher) and Nevis] · (vezi și : §13) | Prim-ministru                                                          | Timothy Harris                                                                          | 18 februarie 2015                    |
| Sfântul Vincențiu și Grenadinele (Saint Vincent and the Grenadines)                  | Regină                                                                 | Elisabeta a II-a                                                                        | 27 octombrie 1979                    |
| Sfântul Vincențiu și Grenadinele (Saint Vincent and the Grenadines)                  | Guvernator general                                                     | sir Frederick Ballantyne                                                                | 2 septembrie 2002                    |
| Sfântul Vincențiu și Grenadinele (Saint Vincent and the Grenadines)                  | Prim-ministru                                                          | Ralph Gonsalves                                                                         | 29 martie 2001                       |
| Sierra Leone                                                                         | Președinți ai Republicii (succesivi)                                   | Julius Maada Bio                                                                        | 4 aprilie 2018                       |
| Sierra Leone                                                                         | Președinți ai Republicii (succesivi)                                   | Ernest Bai Koroma                                                                       | 17 septembrie 2007                   |
| Sierra Leone                                                                         | Ministru Șef                                                           | David J. Francis                                                                        | 8 mai 2018                           |
| Singapore                                                                            | Președintă a Republicii                                                | Halimah Yacob                                                                           | 14 septembrie 2017                   |
| Singapore                                                                            | Prim-ministru                                                          | Lee Hsien Loong ,                                                                       | 12 august 2004                       |
| Siria · (vezi și : §3 și §15)                                                        | Președinte al Republicii                                               | Bashar al-Assad                                                                         | 17 iulie 2000                        |
| Siria · (vezi și : §3 și §15)                                                        | Prim-ministru (ministru președinte)                                    | Imad Khamis                                                                             | 3 iulie 2016                         |
| Slovacia                                                                             | Președinte al Republicii                                               | Andrej Kiska                                                                            | 15 iunie 2014                        |
| Slovacia                                                                             | Prim-miniștri (președinți al guvernului) (succesivi)                   | Peter Pellegrini                                                                        | 22 martie 2018                       |
| Slovacia                                                                             | Prim-miniștri (președinți al guvernului) (succesivi)                   | `Robert Fico                                                                            | 4 aprilie 2012                       |
| Slovenia                                                                             | Președinte al Republicii                                               | Borut Pahor                                                                             | 22 decembrie 2012                    |
| Slovenia                                                                             | Prim-miniștri (președinți ai guvernului) (succesivi)                   | Marjan Šarec                                                                            | 13 septembrie 2018                   |
| Slovenia                                                                             | Prim-miniștri (președinți ai guvernului) (succesivi)                   | Miro Cerar                                                                              | 18 septembrie 2014                   |
| \| Solomon, Insulele                                                                 | Regină                                                                 | Elisabeta a II-a                                                                        | 7 iulie 1978                         |
| \| Solomon, Insulele                                                                 | Guvernator general                                                     | sir Frank Kabui                                                                         | 7 iulie 2009                         |
| \| Solomon, Insulele                                                                 | Prim-ministru                                                          | Rick Houenipwela                                                                        | 15 noiembrie 2017                    |
| Somalia · (vezi și : §3, §13 și §15)                                                 | Președinte al Republicii federale                                      | Mohamed Abdullahi Mohamed                                                               | 8 februarie 2017                     |
| Somalia · (vezi și : §3, §13 și §15)                                                 | Prim-ministru                                                          | Hassan Ali Khayre                                                                       | 1 martie 2017                        |
| Spania · (vezi și : §13)                                                             | Rege                                                                   | Felipe al VI-lea                                                                        | 17 iunie 2014                        |
| Spania · (vezi și : §13)                                                             | Președinți ai Guvernului (succesivi)                                   | Pedro Sánchez                                                                           | 2 iunie 2018                         |
| Spania · (vezi și : §13)                                                             | Președinți ai Guvernului (succesivi)                                   | Mariano Rajoy                                                                           | 21 decembrie 2011                    |
| Sri Lanka                                                                            | Președinte al Republicii                                               | Maithripala Sirisena                                                                    | 9 ianuarie 2015                      |
| Sri Lanka                                                                            | Prim-miniștri (succesivi)                                              | Ranil Wickremesinghe                                                                    | 16 decembrie 2018                    |
| Sri Lanka                                                                            | Prim-miniștri (succesivi)                                              | Mahinda Rajapaksa , (corevendicator din 26 octombrie 2018 până în 15 decembrie 2018)    | 26 octombrie 2018                    |
| Sri Lanka                                                                            | Prim-miniștri (succesivi)                                              | Ranil Wickremesinghe , (corevendicator din 26 octombrie 2018 până în 15 decembrie 2018) | 9 ianuarie 2015                      |
| Statele Unite ale Americii · (vezi și : §11)                                         | Președinte                                                             | Donald Trump                                                                            | 20 ianuarie 2017                     |
| Sudan                                                                                | Președinte al Republicii                                               | Omar Hasan Ahmad al-Bashir                                                              | 30 iunie 1989                        |
| Sudan                                                                                | Prim-miniștri (succesivi)                                              | Motazz Moussa                                                                           | 10 septembrie 2018                   |
| Sudan                                                                                | Prim-miniștri (succesivi)                                              | Bakri Hassan Saleh                                                                      | 2 martie 2017                        |
| Sudanul de Sud                                                                       | Președinte al Republicii                                               | Salva Kir Mayardit                                                                      | 9 iulie 2011                         |
| Suedia                                                                               | Rege                                                                   | Carl al XVI-lea Gustaf                                                                  | 19 septembrie 1973                   |
| Suedia                                                                               | Prim-ministru (ministru de stat)                                       | Stefan Löfven                                                                           | 3 octombrie 2014                     |
| Surinam                                                                              | Președinte                                                             | Dési Bouterse                                                                           | 12 august 2010                       |
| Surinam                                                                              | Vicepreședinte                                                         | Michael Aswin Adhin                                                                     | 12 august 2015                       |
| Swaziland                                                                            | redenumit Eswatini                                                     |                                                                                         | 19 aprilie 2018                      |
| Swaziland                                                                            | Șef al statului [rege (iNgwenyama)]                                    | Mswati al III-lea                                                                       | 25 aprilie 1986                      |
| Swaziland                                                                            | Prim-ministru (Ndvunankhulu)                                           | Barnabas Sibusiso Dlamini .                                                             | 23 octombrie 2008                    |
| Tadjikistan · (Vezi și: §13)                                                         | Președinte al Republicii                                               | Emomali Rahmon                                                                          | 19 noiembrie 1992                    |
| Tadjikistan · (Vezi și: §13)                                                         | Prim-ministru                                                          | Kokhir Rasulzoda                                                                        | 23 noiembrie 2013                    |
| Tanzania · (vezi și : §13)                                                           | Președinte al Republicii                                               | John Magufuli                                                                           | 5 noiembrie 2015                     |
| Tanzania · (vezi și : §13)                                                           | Prim-ministru                                                          | Majaliwa K. Majaliwa                                                                    | 20 noiembrie 2015                    |
| Thailanda                                                                            | Rege                                                                   | Vajiralongkorn Bodindradebayavarangkun                                                  | 1 decembrie 2016                     |
| Thailanda                                                                            | Prim-ministru (ministru de stat șef)                                   | gen. Prayuth Chan-ocha                                                                  | 22 mai 2014                          |
| Timorul de Est                                                                       | Președinte al Republicii                                               | Francisco Guterres                                                                      | 20 mai 2017                          |
| Timorul de Est                                                                       | Prim-miniștri (succesivi)                                              | Taur Matan Ruak                                                                         | 22 iunie 2018                        |
| Timorul de Est                                                                       | Prim-miniștri (succesivi)                                              | Mari Alkatiri                                                                           | 16 septembrie 2017                   |
| Togo                                                                                 | Președinte al Republicii                                               | Faure Eyadéma ,                                                                         | 4 mai 2005                           |
| Togo                                                                                 | Prim-ministru                                                          | Komi Sélom Klassou                                                                      | 10 iunie 2015                        |
| Tonga                                                                                | Rege                                                                   | Tupou al VI-lea                                                                         | 18 martie 2012                       |
| Tonga                                                                                | Prim-ministru (premier)                                                | ʻAkilisi Pohiva                                                                         | 30 decembrie 2014                    |
| Trinidad și Tobago (vezi și : §13)                                                   | Președinți ai Republicii (succesivi)                                   | Paula-Mae Weekes                                                                        | 19 martie 2018                       |
| Trinidad și Tobago (vezi și : §13)                                                   | Președinți ai Republicii (succesivi)                                   | Anthony Carmona                                                                         | 18 martie 2013                       |
| Trinidad și Tobago (vezi și : §13)                                                   | Prim-ministru                                                          | Keith Rowley                                                                            | 9 septembrie 2015                    |
| Tunisia                                                                              | Președinte al Republicii                                               | Béji Caïd Essebsi                                                                       | 31 decembrie 2014                    |
| Tunisia                                                                              | Șef al guvernului                                                      | Youssef Chahed                                                                          | 27 august 2016                       |
| Turcia                                                                               | Președinte al Republicii                                               | Recep Tayyip Erdoğan                                                                    | 28 august 2014                       |
| Turcia                                                                               | Prim-ministru                                                          | funcție desființată                                                                     | 9 iulie 2018                         |
| Turcia                                                                               | Prim-ministru                                                          | Binali Yıldırım                                                                         | 24 mai 2016                          |
| Turkmenistan                                                                         | Președinte                                                             | Gurbangulî Berdimuhamedov                                                               | 21 decembrie 2006                    |
| Tuvalu                                                                               | Regină                                                                 | Elisabeta a II-a                                                                        | 1 octombrie 1978                     |
| Tuvalu                                                                               | Guvernator general                                                     | sir Iakoba Italeli                                                                      | 16 aprilie 2010                      |
| Tuvalu                                                                               | Prim-ministru (Ulu o te Malo)                                          | Enele Sopoaga ,                                                                         | 1 august 2013                        |
| Țările de Jos · (vezi și : §11)                                                      | Rege                                                                   | Willem-Alexander                                                                        | 30 aprilie 2013                      |
| Țările de Jos · (vezi și : §11)                                                      | Prim-ministru (ministru președinte)                                    | Mark Rutte                                                                              | 14 octombrie 2010                    |
| Ucraina · (vezi și: §3 și §15)                                                       | Președinte                                                             | Petro Poroshenko                                                                        | 7 iunie 2014                         |
| Ucraina · (vezi și: §3 și §15)                                                       | Prim-ministru                                                          | Volodymyr Groysman                                                                      | 14 aprilie 2016                      |
| Uganda                                                                               | Președinte al Republicii                                               | Yoweri Museveni                                                                         | 26 ianuarie 1986                     |
| Uganda                                                                               | Prim-ministru                                                          | Ruhakana Rugunda                                                                        | 18 septembrie 2014                   |
| Ungaria                                                                              | Președinte al Republicii                                               | János Áder                                                                              | 10 mai 2012                          |
| Ungaria                                                                              | Prim-ministru (ministru președinte)                                    | Viktor Orbán                                                                            | 29 mai 2010                          |
| Uruguay                                                                              | Președinte al Republicii                                               | Tabaré Vázquez                                                                          | 1 martie 2015                        |
| Uzbekistan · (vezi și : §13)                                                         | Președinte al Republicii                                               | Shavkat Mirziyoyev ,                                                                    | 8 septembrie 2016                    |
| Uzbekistan · (vezi și : §13)                                                         | Prim-ministru                                                          | Abdulla Oripov                                                                          | 14 decembrie 2016                    |
| Vanuatu                                                                              | Președinte al Republicii                                               | Tallis Obed Moses                                                                       | 6 iulie 2017                         |
| Vanuatu                                                                              | Prim-ministru                                                          | Charlot Salwai                                                                          | 11 februarie 2016                    |
| Vatican / Sfântul Scaun                                                              | Suveran / Papă                                                         | Francisc                                                                                | 13 martie 2013                       |
| Vatican / Sfântul Scaun                                                              | Președinte al Guvernoratului (șef al guvernului Statului Oraș Vatican) | cardinal Giuseppe Bertello                                                              | 1 octombrie 2011                     |
| Vatican / Sfântul Scaun                                                              | Secretar de stat (prim-ministru al Sfântului Scaun)                    | cardinal Pietro Parolin                                                                 | 15 octombrie 2013                    |
| Venezuela                                                                            | Președinte al Republicii                                               | Nicolás Maduro ,                                                                        | 5 martie 2013                        |
| Venezuela                                                                            | Vicepreședinți executivi (succesivi)                                   | Delcy Rodríguez                                                                         | 14 iunie 2018                        |
| Venezuela                                                                            | Vicepreședinți executivi (succesivi)                                   | Tareck El Aissami                                                                       | 4 ianuarie 2017                      |
| Vietnam                                                                              | Secretar general al Partidului Comunist Vietnamez                      | Nguyen Phu Trong                                                                        | 19 ianuarie 2011                     |
| Vietnam                                                                              | Președinți ai Republicii (succesivi)                                   | Nguyen Phu Trong                                                                        | 23 octombrie 2018                    |
| Vietnam                                                                              | Președinți ai Republicii (succesivi)                                   | Đặng Thị Ngọc Thịnh (interimară)                                                        | 21 septembrie 2018                   |
| Vietnam                                                                              | Președinți ai Republicii (succesivi)                                   | Trần Đại Quang                                                                          | 2 aprilie 2016                       |
| Vietnam                                                                              | Prim-ministru (premier al Guvernului)                                  | Nguyễn Xuân Phúc                                                                        | 7 aprilie 2016                       |
| Yemen · (vezi și : §15)                                                              | Președinte al Republicii                                               | Abd Rabbuh Mansur Hadi . , (corevendicator ȋncepȃnd cu 21 februarie 2015)               | 25 februarie 2012                    |
| Yemen · (vezi și : §15)                                                              | Prim-miniștri (miniștri președinți) (succesivi)                        | Maeen Abdul Malik (corevendicator ȋncepȃnd cu 18 octombrie 2018)                        | 18 octombrie 2018                    |
| Yemen · (vezi și : §15)                                                              | Prim-miniștri (miniștri președinți) (succesivi)                        | Ahmad Obaid Bin Dagh (corevendicator din 28 noiembrie 2016 pȃnǎ ȋn 18 octombrie 2018)   | 3 aprilie 2016                       |
| Zambia                                                                               | Președinte al Republicii                                               | Edgar Lungu                                                                             | 25 ianuarie 2015                     |
| Zimbabwe                                                                             | Președinte al Republicii                                               | Emmerson Mnangagwa                                                                      | 24 noiembrie 2017                    |

## State independente recunoscute parțial
| Statul și statutul                                                                                  | Separat din                                 | Funcția                                                                         | Numele                    | Începând cu        |
| --------------------------------------------------------------------------------------------------- | ------------------------------------------- | ------------------------------------------------------------------------------- | ------------------------- | ------------------ |
| Abhazia (Stat secesionist prorus, fostă republică autonomă) (vezi și : §15)                         | Georgia                                     | Președinte                                                                      | Raul Khadjimba            | 25 septembrie 2014 |
| Abhazia (Stat secesionist prorus, fostă republică autonomă) (vezi și : §15)                         | Georgia                                     | Prim-miniștri (succesivi)                                                       | Valeri Bganba             | 18 septembrie 2018 |
| Abhazia (Stat secesionist prorus, fostă republică autonomă) (vezi și : §15)                         | Georgia                                     | Prim-miniștri (succesivi)                                                       | Daur Arshba (interimar)   | 9 septembrie 2018  |
| Abhazia (Stat secesionist prorus, fostă republică autonomă) (vezi și : §15)                         | Georgia                                     | Prim-miniștri (succesivi)                                                       | Gennadi Gagulia           | 24 aprilie 2018    |
| Abhazia (Stat secesionist prorus, fostă republică autonomă) (vezi și : §15)                         | Georgia                                     | Prim-miniștri (succesivi)                                                       | Beslan Bartsits           | 5 august 2016      |
| Azad Cașmir , (Stat constituit în zona ocupată de Pakistan a Cașmirului)                            | India · Jammu și Cașmir                     | Președinte                                                                      | Muhammad Masood Khan      | 25 august 2016     |
| Azad Cașmir , (Stat constituit în zona ocupată de Pakistan a Cașmirului)                            | India · Jammu și Cașmir                     | Prim-ministru                                                                   | Raja Farooq Haider Khan   | 31 iulie 2016      |
| Ciprul de Nord (Stat secesionist proturc al minorității turce)                                      | Cipru                                       | Președinte                                                                      | Mustafa Akıncı            | 30 aprilie 2015    |
| Ciprul de Nord (Stat secesionist proturc al minorității turce)                                      | Cipru                                       | Prim-miniștri (succesivi)                                                       | Tufan Erhürman            | 2 februarie 2018   |
| Ciprul de Nord (Stat secesionist proturc al minorității turce)                                      | Cipru                                       | Prim-miniștri (succesivi)                                                       | Hüseyin Özgürgün          | 16 aprilie 2016    |
| Kosovo (Regiune apoi republică autonomă auto proclamată independentă) (vezi și : §15)               | Serbia                                      | Președinte al Republicii                                                        | Hashim Thaçi              | 7 aprilie 2016     |
| Kosovo (Regiune apoi republică autonomă auto proclamată independentă) (vezi și : §15)               | Serbia                                      | Prim-ministru                                                                   | Ramush Haradinaj          | 9 septembrie 2017  |
| Kosovo (Regiune apoi republică autonomă auto proclamată independentă) (vezi și : §15)               | Serbia                                      | Reprezentant Special al Secretarului General al ONU prntru Kosovo (SRSG)        | Zahir Tanin (Afghanistan) | 9 octombrie 2015   |
| Osetia de Sud-Alania , (Stat secesionist prorus, fostă republică autonomă) (vezi și : §15)          | Georgia                                     | Președinte                                                                      | Anatoliy Bibilov          | 21 aprilie 2017    |
| Osetia de Sud-Alania , (Stat secesionist prorus, fostă republică autonomă) (vezi și : §15)          | Georgia                                     | Președinte al Guvernului                                                        | Erik Pukhayev             | 16 mai 2017        |
| Statul Palestina (Stat proclamat în numele poporului palestinian, practic inoperant) (vezi și : §5) | Israel · Autoritatea Națională Palestiniană | Președinte                                                                      | Mahmoud Abbas ,           | 8 mai 2005         |
| Statul Palestina (Stat proclamat în numele poporului palestinian, practic inoperant) (vezi și : §5) | Israel · Autoritatea Națională Palestiniană | Președinte al Consiliului Executiv al Organizației pentru Eliberarea Palestinei | Mahmoud Abbas ,           | 29 octombrie       |
| Sahara occidentală (Stat format în cadrul fostei Sahare Spaniole)                                   | Maroc                                       | Președinte                                                                      | Brahim Ghali              | 12 iulie 2016      |
| Sahara occidentală (Stat format în cadrul fostei Sahare Spaniole)                                   | Maroc                                       | Prim-miniștri (succesivi)                                                       | Mohamed Wali Akeik        | 4 februarie 2018   |
| Sahara occidentală (Stat format în cadrul fostei Sahare Spaniole)                                   | Maroc                                       | Prim-miniștri (succesivi)                                                       | Abdelkader Taleb Oumar    | 29 octombrie 2003  |
| Taiwan (Stat constituit în insula Taiwan)                                                           | China                                       | Președintă a Republicii                                                         | Tsai Ing-wen              | 20 mai 2016        |
| Taiwan (Stat constituit în insula Taiwan)                                                           | China                                       | Președintr al Yuan-ului executiv (prim-ministru)                                | William Lai               | 8 septembrie 2017  |

## State independente nerecunoscute
| Statul și statutul                                                                       | Separat din        | Funcția                                           | Numele                          | Începând cu        |
| ---------------------------------------------------------------------------------------- | ------------------ | ------------------------------------------------- | ------------------------------- | ------------------ |
| Artsakh, Republica , (Stat secesionist proarmean, fostă regiune autonomă)                | Azerbaidjan        | Președinte                                        | Bako Sahakian                   | 7 septembrie 2007  |
| Artsakh, Republica , (Stat secesionist proarmean, fostă regiune autonomă)                | Azerbaidjan        | Miniștri de Stat (succesivi)                      | Grigory Martirosyan             | 6 iunie 2018       |
| Artsakh, Republica , (Stat secesionist proarmean, fostă regiune autonomă)                | Azerbaidjan        | Miniștri de Stat (succesivi)                      | Araik Haroutiounian             | 25 septembrie 2017 |
| Donețk, Republica Populară (Stat autoproclamat în regiunea Donețk a Ucrainei)            | Ucraina            | Șefi de stat (succesivi)                          | Denis Pușilin ,                 | 7 septembrie 2018  |
| Donețk, Republica Populară (Stat autoproclamat în regiunea Donețk a Ucrainei)            | Ucraina            | Șefi de stat (succesivi)                          | Dmitriy Trapeznikov (interimar) | 31 august 2018     |
| Donețk, Republica Populară (Stat autoproclamat în regiunea Donețk a Ucrainei)            | Ucraina            | Șefi de stat (succesivi)                          | Aleksandr Zaharcenko            | 4 noiembrie 2014   |
| Donețk, Republica Populară (Stat autoproclamat în regiunea Donețk a Ucrainei)            | Ucraina            | Președinți ai Consiliului de Miniștri (succesivi) | Aleksander Ananchenko           | 18 octombrie 2018  |
| Donețk, Republica Populară (Stat autoproclamat în regiunea Donețk a Ucrainei)            | Ucraina            | Președinți ai Consiliului de Miniștri (succesivi) | Denis Pușilin . (interimar)     | 7 septembrie 2018  |
| Donețk, Republica Populară (Stat autoproclamat în regiunea Donețk a Ucrainei)            | Ucraina            | Președinți ai Consiliului de Miniștri (succesivi) | Dmitriy Trapeznikov (interimar) | 31 august 2018     |
| Donețk, Republica Populară (Stat autoproclamat în regiunea Donețk a Ucrainei)            | Ucraina            | Președinți ai Consiliului de Miniștri (succesivi) | Aleksandr Zaharcenko            | 7 august 2014      |
| Statul Islamic din Irak și Levant (Stat autoproclamat în zone ocupate din Irak și Siria) | Irak · Siria       | Calif                                             | Ibrahim                         | 29 iunie 2014      |
| Lugansk, Republica Populară (Stat autoproclamat în regiunea Lugansk a Ucrainei)          | Ucraina            | Șef de stat al Republicii                         | Leonid Pasechnik (interimar)    | 24 noiembrie 2017  |
| Lugansk, Republica Populară (Stat autoproclamat în regiunea Lugansk a Ucrainei)          | Ucraina            | Președinte al Consiliului de Miniștri             | Serghei Kozlov                  | 28 decembrie 2015  |
| Somaliland (Stat secesionist, fostă regiune autonomă) (vezi și : §15)                    | Somalia            | Președinte                                        | Muse Bihi Abdi                  | 13 decembrie 2017  |
| Transnistria (Stat secesionist prorus, fostă regiune autonomă)                           | Moldova, Republica | Președinte                                        | Vadim Krasnoselski              | 16 decembrie 2016  |
| Transnistria (Stat secesionist prorus, fostă regiune autonomă)                           | Moldova, Republica | Președinte al Guvernului                          | Aleksandr Martynov              | 17 decembrie 2016  |

## Alte teritorii independentede facto
| Statul și statutul                                                        | Separat din | Funcția                          | Numele            | Începând cu      |
| ------------------------------------------------------------------------- | ----------- | -------------------------------- | ----------------- | ---------------- |
| Waziristan (Zonă controlată de facto de militanții islamiști pakistanezi) | Pakistan    | formațiune aparent destructuratǎ |                   | 2018             |
| Waziristan (Zonă controlată de facto de militanții islamiști pakistanezi) | Pakistan    | Emir                             | Maulana Fazlullah | 7 noiembrie 2013 |

## Entități cu statut apropiat de cel de stat
| Entitate                                          | Funcție                                          | Nume                                            | Începând cu      |
| ------------------------------------------------- | ------------------------------------------------ | ----------------------------------------------- | ---------------- |
| Ordinul de Malta                                  | Mare Maestru                                     | Giacomo Dalla Torre del Tempio di Sanguinetto , | 29 aprilie 2017  |
| Ordinul de Malta                                  | Mare Cancelar                                    | Albrecht Freiherr von Boeselager                | 28 ianuarie 2017 |
| Autoritatea Națională Palestiniană (vezi și : §2) | Președinte al Autorității Naționale Palestiniene | Mahmoud Abbas ,                                 | 15 ianuarie 2005 |
| Autoritatea Națională Palestiniană (vezi și : §2) | Prim-ministru                                    | Rami Hamdallah                                  | 6 iunie 2013     |
| Uniunea Europeană                                 | Președinte al Consiliului European               | Donald Tusk                                     | 1 decembrie 2014 |
| Uniunea Europeană                                 | Președinte al Comisiei Europene                  | Jean-Claude Juncker                             | 1 noiembrie 2014 |

## Teritorii exterioare și asociate ale Australiei
| Teritoriu                          | Suveranitate și statut                                                                              | Funcția                                                                            | Numele                 | Începând cu       |
| ---------------------------------- | --------------------------------------------------------------------------------------------------- | ---------------------------------------------------------------------------------- | ---------------------- | ----------------- |
| Ashmore și Cartier, Insulele       | Australia · (Teritoriu exterior nelocuit)                                                           | Regină a Australiei                                                                | Elisabeta a II-a       | 6 februarie 1952  |
| Ashmore și Cartier, Insulele       | Australia · (Teritoriu exterior nelocuit)                                                           | Guvernator general al Australiei                                                   | sir Peter Cosgrove     | 27 martie 2014    |
| Ashmore și Cartier, Insulele       | Australia · (Teritoriu exterior nelocuit)                                                           | Ministru asistent pentru Dezvoltare Regională și Teritorii al Australiei           | Sussan Ley             | 28 august 2018    |
| Ashmore și Cartier, Insulele       | Australia · (Teritoriu exterior nelocuit)                                                           | Ministri ai Dezvoltării Regionale, Guvernării Locale și Teritoriilor ai Australiei | funcție înlocuită      | 28 august 2018    |
| Ashmore și Cartier, Insulele       | Australia · (Teritoriu exterior nelocuit)                                                           | Ministri ai Dezvoltării Regionale, Guvernării Locale și Teritoriilor ai Australiei | John McVeigh           | 20 decembrie 2017 |
| Christmas, Insula                  | Australia · (Teritoriu exterior)                                                                    | Regină a Australiei                                                                | Elisabeta a II-a       | 6 februarie 1952  |
| Christmas, Insula                  | Australia · (Teritoriu exterior)                                                                    | Guvernator general al Australiei                                                   | sir Peter Cosgrove     | 27 martie 2014    |
| Christmas, Insula                  | Australia · (Teritoriu exterior)                                                                    | Administratoare                                                                    | Natasha Griggs         | 5 octombrie 2017  |
| Christmas, Insula                  | Australia · (Teritoriu exterior)                                                                    | Președinte al Shire                                                                | Gordon Thomson         | 21 octombrie 2013 |
| Cocos (Keeling), Insulele          | Australia · (Teritoriu exterior)                                                                    | Regină a Australiei                                                                | Elisabeta a II-a       | 5 februarie 1952  |
| Cocos (Keeling), Insulele          | Australia · (Teritoriu exterior)                                                                    | Guvernator general al Australiei                                                   | sir Peter Cosgrove     | 27 martie 2014    |
| Cocos (Keeling), Insulele          | Australia · (Teritoriu exterior)                                                                    | Administratoare                                                                    | Natasha Griggs         | 5 octombrie 2017  |
| Cocos (Keeling), Insulele          | Australia · (Teritoriu exterior)                                                                    | Președinte al Shire                                                                | Seri Wati Iku          | 25 octombrie 2017 |
| Heard și McDonald, Insulele (HIMI) | Australia · (Teritoriu exterior nelocuit)                                                           | Regină a Australiei                                                                | Elisabeta a II-a       | 6 februarie 1952  |
| Heard și McDonald, Insulele (HIMI) | Australia · (Teritoriu exterior nelocuit)                                                           | Guvernator general al Australiei                                                   | sir Peter Cosgrove     | 27 martie 2014    |
| Heard și McDonald, Insulele (HIMI) | Australia · (Teritoriu exterior nelocuit)                                                           | Directori ai Departamentului Australian al Antarcticii (succesivi)                 | Rob Bryson (interimar) | 29 noiembrie 2018 |
| Heard și McDonald, Insulele (HIMI) | Australia · (Teritoriu exterior nelocuit)                                                           | Directori ai Departamentului Australian al Antarcticii (succesivi)                 | Nick Gales             | 6 august 2015     |
| Lord Howe, Insula                  | Noul Wales de Sud (Zonă neîncorporată cu autoguvernare din cadrul statului Noul Wales de Sud)       | Guvernator al Noului Wales de Sud                                                  | David Hurley           | 2 octombrie 2014  |
| Lord Howe, Insula                  | Noul Wales de Sud (Zonă neîncorporată cu autoguvernare din cadrul statului Noul Wales de Sud)       | Premieră a Noului Wales de Sud                                                     | Gladys Berejiklian     | 23 ianuarie 2017  |
| Lord Howe, Insula                  | Noul Wales de Sud (Zonă neîncorporată cu autoguvernare din cadrul statului Noul Wales de Sud)       | Președintǎ a Consiliului Insulei Lord Howe                                         | Sonja Stewart          | 27 noiembrie 2015 |
| Lord Howe, Insula                  | Noul Wales de Sud (Zonă neîncorporată cu autoguvernare din cadrul statului Noul Wales de Sud)       | Directori executivi ai Consiliului Insulei Lord Howe (succesivi)                   | Peter Adams            | 30 iunie 2018     |
| Lord Howe, Insula                  | Noul Wales de Sud (Zonă neîncorporată cu autoguvernare din cadrul statului Noul Wales de Sud)       | Directori executivi ai Consiliului Insulei Lord Howe (succesivi)                   | Penny Holloway         | decembrie 2013    |
| Macquarie, Insula                  | Tasmania (Insuliță nelocuită și izolată atașată Consiliul Huon Valley din cadrul statului Tasmania) | Guvernatoare a Tasmaniei                                                           | Kate Warner            | 10 decembrie 2014 |
| Macquarie, Insula                  | Tasmania (Insuliță nelocuită și izolată atașată Consiliul Huon Valley din cadrul statului Tasmania) | Premier al Tasmaniei                                                               | Will Hodgman           | 24 martie 2014    |
| Macquarie, Insula                  | Tasmania (Insuliță nelocuită și izolată atașată Consiliul Huon Valley din cadrul statului Tasmania) | Primar al Consiliului Huon Valley                                                  | Bec Enders             | noiembrie 2018    |
| Macquarie, Insula                  | Tasmania (Insuliță nelocuită și izolată atașată Consiliul Huon Valley din cadrul statului Tasmania) | Comisari ai Consiliului Huon Valley                                                | funcție înlocuită      | noiembrie 2018    |
| Macquarie, Insula                  | Tasmania (Insuliță nelocuită și izolată atașată Consiliul Huon Valley din cadrul statului Tasmania) | Comisari ai Consiliului Huon Valley                                                | Adriana Taylor         | 10 octombrie 2016 |
| Macquarie, Insula                  | Tasmania (Insuliță nelocuită și izolată atașată Consiliul Huon Valley din cadrul statului Tasmania) | Director executiv al Consiliului Huon Valley                                       | Emilio Reale           | 14 martie 2017    |
| Macquarie, Insula                  | Tasmania (Insuliță nelocuită și izolată atașată Consiliul Huon Valley din cadrul statului Tasmania) | Secretar adjunct pentru Parcuri și Faunǎ al Tasmaniei                              | Jason Jacobi           | 9 ianuarie 2017   |
| Mării de Coral, Insulele           | Australia · (Teritoriu exterior)                                                                    | Regină a Australiei                                                                | Elisabeta a II-a       | 6 februarie 1952  |
| Mării de Coral, Insulele           | Australia · (Teritoriu exterior)                                                                    | Guvernator general al Australiei                                                   | sir Peter Cosgrove     | 27 martie 2014    |
| Mării de Coral, Insulele           | Australia · (Teritoriu exterior)                                                                    | Ministru asistent pentru Dezvoltare Regională și Teritorii al Australiei           | Sussan Ley             | 28 august 2018    |
| Mării de Coral, Insulele           | Australia · (Teritoriu exterior)                                                                    | Ministri ai Dezvoltării Regionale, Guvernării Locale și Teritoriilor ai Australiei | funcție înlocuită      | 28 august 2018    |
| Mării de Coral, Insulele           | Australia · (Teritoriu exterior)                                                                    | Ministri ai Dezvoltării Regionale, Guvernării Locale și Teritoriilor ai Australiei | John McVeigh           | 20 decembrie 2017 |
| Norfolk, Insula                    | Australia · (Teritoriu asociat cu autoguvernare)                                                    | Regină a Australiei                                                                | Elisabeta a II-a       | 6 februarie 1952  |
| Norfolk, Insula                    | Australia · (Teritoriu asociat cu autoguvernare)                                                    | Guvernator general al Australiei                                                   | sir Peter Cosgrove     | 27 martie 2014    |
| Norfolk, Insula                    | Australia · (Teritoriu asociat cu autoguvernare)                                                    | Administrator                                                                      | Eric Hutchinson        | 1 aprilie 2017    |
| Norfolk, Insula                    | Australia · (Teritoriu asociat cu autoguvernare)                                                    | Directoare generalǎ a Consiliului Regional Norfolk                                 | Lotta Jackson          | 30 iunie 2016     |
| Norfolk, Insula                    | Australia · (Teritoriu asociat cu autoguvernare)                                                    | Primar                                                                             | Robin Adams            | 6 iulie 2016      |
| Strâmtorii Torres, Insulele        | Queensland (Teritoriu cu un statut special aparținând statului Queensland)                          | Guvernator al statului Queensland                                                  | Paul de Jersey         | 29 iulie 2014     |
| Strâmtorii Torres, Insulele        | Queensland (Teritoriu cu un statut special aparținând statului Queensland)                          | Premier al statului Queensland                                                     | Annastacia Palaszczuk  | 15 februarie 2015 |
| Strâmtorii Torres, Insulele        | Queensland (Teritoriu cu un statut special aparținând statului Queensland)                          | Președinte al Autorității Regionale a Strâmtorii Torres                            | Pedro Stephen Napau    | octombrie 2016    |
| Zona Antarctică Australiană        | Australia · (Teritoriu exterior)                                                                    | Regină a Australiei                                                                | Elisabeta a II-a       | 6 februarie 1952  |
| Zona Antarctică Australiană        | Australia · (Teritoriu exterior)                                                                    | Guvernator general al Australiei                                                   | sir Peter Cosgrove     | 27 martie 2014    |
| Zona Antarctică Australiană        | Australia · (Teritoriu exterior)                                                                    | Directori ai Departamentului Australian al Antarcticii (succesivi)                 | Rob Bryson (interimar) | 29 noiembrie 2018 |
| Zona Antarctică Australiană        | Australia · (Teritoriu exterior)                                                                    | Directori ai Departamentului Australian al Antarcticii (succesivi)                 | Nick Gales             | 6 august 2015     |

## Teritorii britanice de peste mări și dependențe ale coroanei britanice
| Teritoriu                                                                                  | Suveranitate și statut                                                                                              | Funcția                                                                                        | Numele                                       | Începând cu                          |
| ------------------------------------------------------------------------------------------ | --- | ---------------------------------------------------------------------------------------------- | -------------------------------------------- | ------------------------------------ |
| Akrotiri și Dhekelia, Zonele Bazelor Suverane                                              | Regatul Unit (Baze militare suverane)                                                                               | Regină a Regatului Unit                                                                        | Elisabeta a II-a                             | 6 februarie 1952                     |
| Akrotiri și Dhekelia, Zonele Bazelor Suverane                                              | Regatul Unit (Baze militare suverane)                                                                               | Administrator                                                                                  | James Illingworth                            | 15 februarie 2017                    |
| Alderney                                                                                   | Guernsey (Dependență a bailiwick-ului Guernsey)                                                                     | Locotenent guvernator al bailiwick-ului Guernsey                                               | sir Ian Corder                               | 14 martie 2016                       |
| Alderney                                                                                   | Guernsey (Dependență a bailiwick-ului Guernsey)                                                                     | Bailiff de Guernsey                                                                            | sir Richard Collas                           | 23 martie 2012                       |
| Alderney                                                                                   | Guernsey (Dependență a bailiwick-ului Guernsey)                                                                     | Președinte al Comitetului pentru Politici și Resurse al bailiwick-ului Guernsey (ministru șef) | Gavin St. Pier                               | 6 mai 2016                           |
| Alderney                                                                                   | Guernsey (Dependență a bailiwick-ului Guernsey)                                                                     | Președinte al Statelor                                                                         | Stuart Trought                               | 22 iunie 2011                        |
| Anguilla                                                                                   | Regatul Unit (Teritoriu de peste mări)                                                                              | Regină a Regatului Unit                                                                        | Elisabeta a II-a                             | 6 februarie 1952                     |
| Anguilla                                                                                   | Regatul Unit (Teritoriu de peste mări)                                                                              | Guvernator                                                                                     | Tim Foy                                      | 21 august 2017                       |
| Anguilla                                                                                   | Regatul Unit (Teritoriu de peste mări)                                                                              | Ministru Șef                                                                                   | Victor Banks                                 | 23 aprilie 2015                      |
| Ascensión. Insula                                                                          | Sfânta Elena, Ascension și Tristan da Cunha (Componentă a teritoriului Sfânta Elena, Ascensión și Tristan da Cunha) | Guvernatoare ale teritoriului Sfânta Elena, Ascensión și Tristan da Cunha                      | Louise MacMorran , (interimară)              | 25 noiembrie 2017 - 10 ianuarie 2018 |
| Ascensión. Insula                                                                          | Sfânta Elena, Ascension și Tristan da Cunha (Componentă a teritoriului Sfânta Elena, Ascensión și Tristan da Cunha) | Guvernatoare ale teritoriului Sfânta Elena, Ascensión și Tristan da Cunha                      | Lisa Honan ,                                 | 25 aprilie 2016                      |
| Ascensión. Insula                                                                          | Sfânta Elena, Ascension și Tristan da Cunha (Componentă a teritoriului Sfânta Elena, Ascensión și Tristan da Cunha) | Administratori (succesivi)                                                                     | Justine Allan                                | 26 martie 2018                       |
| Ascensión. Insula                                                                          | Sfânta Elena, Ascension și Tristan da Cunha (Componentă a teritoriului Sfânta Elena, Ascensión și Tristan da Cunha) | Administratori (succesivi)                                                                     | Marc Holland                                 | 26 august 2014                       |
| Bermude, Insulele                                                                          | Regatul Unit (Teritoriu de peste mări)                                                                              | Regină a Regatului Unit                                                                        | Elisabeta a II-a                             | 6 februarie 1952                     |
| Bermude, Insulele                                                                          | Regatul Unit (Teritoriu de peste mări)                                                                              | Guvernator                                                                                     | John Rankin                                  | 5 decembrie 2016                     |
| Bermude, Insulele                                                                          | Regatul Unit (Teritoriu de peste mări)                                                                              | Premier                                                                                        | David Burt                                   | 17 iulie 2017                        |
| Brecqhou                                                                                   | Sark (Insulă proprietate privată, componentă a senioriei Sark) (statut în dispută)                                  | Locotenent guvernator al bailiwick-ului Guernsey                                               | sir Ian Corder                               | 14 martie 2016                       |
| Brecqhou                                                                                   | Sark (Insulă proprietate privată, componentă a senioriei Sark) (statut în dispută)                                  | Bailiff de Guernsey                                                                            | sir Richard Collas                           | 23 martie 2012                       |
| Brecqhou                                                                                   | Sark (Insulă proprietate privată, componentă a senioriei Sark) (statut în dispută)                                  | Președinte al Comitetului pentru Politici și Resurse al bailiwick-ului Guernsey (ministru șef) | Gavin St. Pier                               | 6 mai 2016                           |
| Brecqhou                                                                                   | Sark (Insulă proprietate privată, componentă a senioriei Sark) (statut în dispută)                                  | Senior de Sark                                                                                 | Christopher Beaumont                         | 3 iulie 2016                         |
| Brecqhou                                                                                   | Sark (Insulă proprietate privată, componentă a senioriei Sark) (statut în dispută)                                  | Tenants                                                                                        | sir David Barclay și sir Frederick Barclay   | septembrie 1993                      |
| Cayman, Insulele                                                                           | Regatul Unit (Teritoriu de peste mări)                                                                              | Regină a Regatului Unit                                                                        | Elisabeta a II-a                             | 6 februarie 1952                     |
| Cayman, Insulele                                                                           | Regatul Unit (Teritoriu de peste mări)                                                                              | Guvernatori (succesivi)                                                                        | Martyn Roper                                 | 29 octombrie 2018                    |
| Cayman, Insulele                                                                           | Regatul Unit (Teritoriu de peste mări)                                                                              | Guvernatori (succesivi)                                                                        | Franz Manderson , (interimar)                | 13 iunie 2018                        |
| Cayman, Insulele                                                                           | Regatul Unit (Teritoriu de peste mări)                                                                              | Guvernatori (succesivi)                                                                        | Anwar Choudhury ,                            | 26 martie 2018 - 20 septembrie 2018  |
| Cayman, Insulele                                                                           | Regatul Unit (Teritoriu de peste mări)                                                                              | Guvernatori (succesivi)                                                                        | Franz Manderson (interimar)                  | 6 martie 2018                        |
| Cayman, Insulele                                                                           | Regatul Unit (Teritoriu de peste mări)                                                                              | Guvernatori (succesivi)                                                                        | Helen Kilpatrick                             | 6 septembrie 2013                    |
| Cayman, Insulele                                                                           | Regatul Unit (Teritoriu de peste mări)                                                                              | Premier                                                                                        | Alden McLaughlin                             | 29 mai 2013                          |
| Falkland, Insulele                                                                         | Regatul Unit (Teritoriu de peste mări),                                                                             | Regină a Regatului Unit                                                                        | Elisabeta a II-a                             | 6 februarie 1952                     |
| Falkland, Insulele                                                                         | Regatul Unit (Teritoriu de peste mări),                                                                             | Guvernator                                                                                     | Nigel Phillips                               | 12 septembrie 2017                   |
| Falkland, Insulele                                                                         | Regatul Unit (Teritoriu de peste mări),                                                                             | Șef al executivului                                                                            | Barry Rowland                                | 6 octombrie 2016                     |
| Georgia de Sud și Sandwich de Sud, Insulele (SGSSI)                                        | Regatul Unit (Teritoriu de peste mări),                                                                             | Regină a Regatului Unit                                                                        | Elisabeta a II-a                             | 6 februarie 1952                     |
| Georgia de Sud și Sandwich de Sud, Insulele (SGSSI)                                        | Regatul Unit (Teritoriu de peste mări),                                                                             | Comisar ,                                                                                      | Nigel Phillips                               | 12 septembrie 2017                   |
| Georgia de Sud și Sandwich de Sud, Insulele (SGSSI)                                        | Regatul Unit (Teritoriu de peste mări),                                                                             | Administratori șefi (succesivi)                                                                | Helen Havercroft                             | iunie 2018                           |
| Georgia de Sud și Sandwich de Sud, Insulele (SGSSI)                                        | Regatul Unit (Teritoriu de peste mări),                                                                             | Administratori șefi (succesivi)                                                                | James Jensen                                 | august 2015                          |
| Gibraltar                                                                                  | Regatul Unit (Teritoriu de peste mări)                                                                              | Regină a Regatului Unit                                                                        | Elisabeta a II-a                             | 6 februarie 1952                     |
| Gibraltar                                                                                  | Regatul Unit (Teritoriu de peste mări)                                                                              | Guvernator                                                                                     | Edward Davis                                 | 19 ianuarie 2016                     |
| Gibraltar                                                                                  | Regatul Unit (Teritoriu de peste mări)                                                                              | Ministru Șef                                                                                   | Fabian Picardo                               | 9 decembrie 2011                     |
| Guernsey                                                                                   | Coroana briranică (Dependență a Coroanei Britanice)                                                                 | Regină a Regatului Unit, Duce de Normandia                                                     | Elisabeta a II-a                             | 6 februarie 1952                     |
| Guernsey                                                                                   | Coroana briranică (Dependență a Coroanei Britanice)                                                                 | Locotenent guvernator                                                                          | sir Ian Corder                               | 14 martie 2016                       |
| Guernsey                                                                                   | Coroana briranică (Dependență a Coroanei Britanice)                                                                 | Bailiff                                                                                        | sir Richard Collas                           | 23 martie 2012                       |
| Guernsey                                                                                   | Coroana briranică (Dependență a Coroanei Britanice)                                                                 | Președinte al Comitetului pentru Politici și Resurse (ministru șef)                            | Gavin St. Pier                               | 6 mai 2016                           |
| Herm                                                                                       | Guernsey (Dependență a bailiwick-ului Guernsey)                                                                     | Locotenent guvernator al bailiwick-ului Guernsey                                               | sir Ian Corder                               | 14 martie 2016                       |
| Herm                                                                                       | Guernsey (Dependență a bailiwick-ului Guernsey)                                                                     | Bailiff de Guernsey                                                                            | sir Richard Collas                           | 23 martie 2012                       |
| Herm                                                                                       | Guernsey (Dependență a bailiwick-ului Guernsey)                                                                     | Președinte al Comitetului pentru Politici și Resurse al bailiwick-ului Guernsey (ministru șef) | Gavin St. Pier                               | 6 mai 2016                           |
| Herm                                                                                       | Guernsey (Dependență a bailiwick-ului Guernsey)                                                                     | Tenants                                                                                        | John Singer și Julia Singer                  | 1 octombrie 2008                     |
| Jersey                                                                                     | Coroana briranică (Dependență a Coroanei Britanice)                                                                 | Regină a Regatului Unit, Duce de Normandia                                                     | Elisabeta a II-a                             | 6 februarie 1952                     |
| Jersey                                                                                     | Coroana briranică (Dependență a Coroanei Britanice)                                                                 | Locotenent guvernator                                                                          | sir Stephen Dalton                           | 13 martie 2017                       |
| Jersey                                                                                     | Coroana briranică (Dependență a Coroanei Britanice)                                                                 | Bailiff                                                                                        | sir William Bailhache                        | 29 ianuarie 2015                     |
| Jersey                                                                                     | Coroana briranică (Dependență a Coroanei Britanice)                                                                 | Miniștri Șefi (succesivi)                                                                      | John Le Fondré Jr                            | 4 iunie 2018                         |
| Jersey                                                                                     | Coroana briranică (Dependență a Coroanei Britanice)                                                                 | Miniștri Șefi (succesivi)                                                                      | Ian Gorst                                    | 18 noiembrie 2011                    |
| Jethou                                                                                     | Guernsey (Dependență a bailiwick-ului Guernsey                                                                      | Locotenent guvernator al bailiwick-ului Guernsey                                               | sir Ian Corder                               | 14 martie 2016                       |
| Jethou                                                                                     | Guernsey (Dependență a bailiwick-ului Guernsey                                                                      | Bailiff de Guernsey                                                                            | sir Richard Collas                           | 23 martie 2012                       |
| Jethou                                                                                     | Guernsey (Dependență a bailiwick-ului Guernsey                                                                      | Președinte al Comitetului pentru Politici și Resurse al bailiwick-ului Guernsey (ministru șef) | Gavin St. Pier                               | 6 mai 2016                           |
| Jethou                                                                                     | Guernsey (Dependență a bailiwick-ului Guernsey                                                                      | Subtenants                                                                                     | sir Peter Ogden și sir Philip Hulme          | 1995                                 |
| Lihou                                                                                      | Guernsey (Dependență a bailiwick-ului Guernsey)                                                                     | Locotenent guvernator al bailiwick-ului Guernsey                                               | sir Ian Corder                               | 14 martie 2016                       |
| Lihou                                                                                      | Guernsey (Dependență a bailiwick-ului Guernsey)                                                                     | Bailiff de Guernsey                                                                            | sir Richard Collas                           | 23 martie 2012                       |
| Lihou                                                                                      | Guernsey (Dependență a bailiwick-ului Guernsey)                                                                     | Președinte al Comitetului pentru Politici și Resurse al bailiwick-ului Guernsey (ministru șef) | Gavin St. Pier                               | 6 mai 2016                           |
| Lihou                                                                                      | Guernsey (Dependență a bailiwick-ului Guernsey)                                                                     | Administrator                                                                                  | Richard Curtis                               | februarie 2006                       |
| Man, Insula                                                                                | Coroana briranică (Dependență a Coroanei Britanice)                                                                 | Regină a Regatului Unit, Lord de Man                                                           | Elisabeta a II-a                             | 6 februarie 1952                     |
| Man, Insula                                                                                | Coroana briranică (Dependență a Coroanei Britanice)                                                                 | Locotenent guvernator                                                                          | sir Richard Gozney                           | 27 mai 2016                          |
| Man, Insula                                                                                | Coroana briranică (Dependență a Coroanei Britanice)                                                                 | Prim deemsteri (succesivi)                                                                     | Andrew Corlett                               | 10 iulie 2018                        |
| Man, Insula                                                                                | Coroana briranică (Dependență a Coroanei Britanice)                                                                 | Prim deemsteri (succesivi)                                                                     | David Doyle                                  | 20 decembrie 2010                    |
| Man, Insula                                                                                | Coroana briranică (Dependență a Coroanei Britanice)                                                                 | Ministru Șef                                                                                   | Howard Quayle                                | 11 octombrie 2016                    |
| Montserrat                                                                                 | Regatul Unit (Teritoriu de peste mări)                                                                              | Regină a Regatului Unit                                                                        | Elisabeta a II-a                             | 6 februarie 1952                     |
| Montserrat                                                                                 | Regatul Unit (Teritoriu de peste mări)                                                                              | Guvernatori (succesivi)                                                                        | Andrew Pearce                                | 1 februarie 2018                     |
| Montserrat                                                                                 | Regatul Unit (Teritoriu de peste mări)                                                                              | Guvernatori (succesivi)                                                                        | Lyndell Simpson (interimară)                 | 2 ianuarie 2018                      |
| Montserrat                                                                                 | Regatul Unit (Teritoriu de peste mări)                                                                              | Guvernatori (succesivi)                                                                        | Elizabeth Carriere                           | 5 august 2015                        |
| Montserrat                                                                                 | Regatul Unit (Teritoriu de peste mări)                                                                              | Premier                                                                                        | Donaldson Romeo                              | 12 septembrie 2014                   |
| Pitcairn, Insulele                                                                         | Regatul Unit (Teritoriu de peste mări)                                                                              | Regină a Regatului Unit                                                                        | Elisabeta a II-a                             | 6 februarie 1952                     |
| Pitcairn, Insulele                                                                         | Regatul Unit (Teritoriu de peste mări)                                                                              | Guvernatori (succesivi)                                                                        | Laura Clarke                                 | 23 ianuaie 2018                      |
| Pitcairn, Insulele                                                                         | Regatul Unit (Teritoriu de peste mări)                                                                              | Guvernatori (succesivi)                                                                        | Robin Shackell (interimar)                   | 9 decembrie 2017                     |
| Pitcairn, Insulele                                                                         | Regatul Unit (Teritoriu de peste mări)                                                                              | Administratori (succesivi)                                                                     | Nick Kennedy                                 | septembrie 2018                      |
| Pitcairn, Insulele                                                                         | Regatul Unit (Teritoriu de peste mări)                                                                              | Administratori (succesivi)                                                                     | Nicola Hebb                                  | septembrie 2016                      |
| Pitcairn, Insulele                                                                         | Regatul Unit (Teritoriu de peste mări)                                                                              | Primar                                                                                         | Shawn Christian                              | 1 ianuarie 2014                      |
| Rockall                                                                                    | Scoția [Stâncă nelocuită și izolată atașată Consiliului Unitar Hebridele Exterioare (na h-Eileanan Siar)]           | Secretar de Stat pentru Scoția                                                                 | David Mundell                                | 11 mai 2015                          |
| Rockall                                                                                    | Scoția [Stâncă nelocuită și izolată atașată Consiliului Unitar Hebridele Exterioare (na h-Eileanan Siar)]           | Prim ministru al Scoției                                                                       | Nicola Sturgeon                              | 19 noiembrie 2014                    |
| Rockall                                                                                    | Scoția [Stâncă nelocuită și izolată atașată Consiliului Unitar Hebridele Exterioare (na h-Eileanan Siar)]           | Președinte al Consiliului Hebridelor Exterioare                                                | Norman A Macdonald                           | 10 mai 2012                          |
| Rockall                                                                                    | Scoția [Stâncă nelocuită și izolată atașată Consiliului Unitar Hebridele Exterioare (na h-Eileanan Siar)]           | Lider al Consiliului Hebridelor Exterioare                                                     | Roddie MacKey                                | 16 mai 2017                          |
| Rockall                                                                                    | Scoția [Stâncă nelocuită și izolată atașată Consiliului Unitar Hebridele Exterioare (na h-Eileanan Siar)]           | Director executiv al Consiliului Hebridelor Exterioare                                         | Malcolm Burr                                 | octombrie 2005                       |
| Sark                                                                                       | Guernsey (Dependență a bailiwick-ului Guernsey)                                                                     | Locotenent guvernator al bailiwick-ului Guernsey                                               | sir Ian Corder                               | 14 martie 2016                       |
| Sark                                                                                       | Guernsey (Dependență a bailiwick-ului Guernsey)                                                                     | Bailiff de Guernsey                                                                            | sir Richard Collas                           | 23 martie 2012                       |
| Sark                                                                                       | Guernsey (Dependență a bailiwick-ului Guernsey)                                                                     | Președinte al Comitetului pentru Politici și Resurse al bailiwick-ului Guernsey (ministru șef) | Gavin St. Pier                               | 6 mai 2016                           |
| Sark                                                                                       | Guernsey (Dependență a bailiwick-ului Guernsey)                                                                     | Senior                                                                                         | Christopher Beaumont                         | 3 iulie 2016                         |
| Sfânta Elena, Ascension și Tristan da Cunha (Saint Helena, Ascension and Tristan da Cunha) | Regatul Unit (Teritoriu de peste mări)                                                                              | Regină a Regatului Unit                                                                        | Elisabeta a II-a                             | 6 februarie 1952                     |
| Sfânta Elena, Ascension și Tristan da Cunha (Saint Helena, Ascension and Tristan da Cunha) | Regatul Unit (Teritoriu de peste mări)                                                                              | Guvernatoare                                                                                   | Louise MacMorran (interimară) , (interimară) | 25 noiembrie 2017 - 10 ianuarie 2018 |
| Sfânta Elena, Ascension și Tristan da Cunha (Saint Helena, Ascension and Tristan da Cunha) | Regatul Unit (Teritoriu de peste mări)                                                                              | Guvernatoare                                                                                   | Lisa Honan/Lisa Phillips ,                   | 25 aprilie 2016                      |
| Teritoriul Arctic Britanic (BAT)                                                           | Regatul Unit (Teritoriu de peste mări)                                                                              | Regină a Regatului Unit                                                                        | Elisabeta a II-a                             | 6 februarie 1952                     |
| Teritoriul Arctic Britanic (BAT)                                                           | Regatul Unit (Teritoriu de peste mări)                                                                              | Comisar                                                                                        | Ben Merrick                                  | 7 august 2017                        |
| Teritoriul Arctic Britanic (BAT)                                                           | Regatul Unit (Teritoriu de peste mări)                                                                              | Administrator                                                                                  | Stuart Doubleday                             | 15 februarie 2016                    |
| Teritoriul Britanic din Oceanul Indian (BIOT)                                              | Regatul Unit (Teritoriu de peste mări)                                                                              | Regină a Regatului Unit                                                                        | Elisabeta a II-a                             | 6 februarie 1952                     |
| Teritoriul Britanic din Oceanul Indian (BIOT)                                              | Regatul Unit (Teritoriu de peste mări)                                                                              | Comisar                                                                                        | Ben Merrick                                  | 7 august 2017                        |
| Teritoriul Britanic din Oceanul Indian (BIOT)                                              | Regatul Unit (Teritoriu de peste mări)                                                                              | Administratoare                                                                                | Linsey Billing                               | iulie 2017                           |
| Teritoriul Britanic din Oceanul Indian (BIOT)                                              | Regatul Unit (Teritoriu de peste mări)                                                                              | Reprezentantǎ a comisarului                                                                    | Karen Cahill                                 | 2017                                 |
| Tristan da Cunha                                                                           | Sfânta Elena, Ascension și Tristan da Cunha (Componenră a teritoriului Sfânta Elena, Ascensión și Tristan da Cunha) | Guvernatoare ale teritoriului Sfânta Elena, Ascensión și Tristan da Cunha                      | Louise MacMorran , (interimară)              | 25 noiembrie 2017 - 10 ianuarie 2018 |
| Tristan da Cunha                                                                           | Sfânta Elena, Ascension și Tristan da Cunha (Componenră a teritoriului Sfânta Elena, Ascensión și Tristan da Cunha) | Guvernatoare ale teritoriului Sfânta Elena, Ascensión și Tristan da Cunha                      | Lisa Honan/Lisa Phillips ,                   | 25 aprilie 2016                      |
| Tristan da Cunha                                                                           | Sfânta Elena, Ascension și Tristan da Cunha (Componenră a teritoriului Sfânta Elena, Ascensión și Tristan da Cunha) | Administratori                                                                                 | David Moores (interimar)                     | 13 iunie 2018 - 12 septembrie 2018   |
| Tristan da Cunha                                                                           | Sfânta Elena, Ascension și Tristan da Cunha (Componenră a teritoriului Sfânta Elena, Ascensión și Tristan da Cunha) | Administratori                                                                                 | Sean Burns ,                                 | 28 noiembrie 2016                    |
| Turks și Caicos, Insulele                                                                  | Regatul Unit (Teritoriu de peste mări)                                                                              | Regină a Regatului Unit                                                                        | Elisabeta a II-a                             | 6 februarie 1952                     |
| Turks și Caicos, Insulele                                                                  | Regatul Unit (Teritoriu de peste mări)                                                                              | Guvernator                                                                                     | John Freeman                                 | 17 octombrie 2016                    |
| Turks și Caicos, Insulele                                                                  | Regatul Unit (Teritoriu de peste mări)                                                                              | Premier                                                                                        | Sharlene Cartwright-Robinson                 | 20 decembrie 2016                    |
| Virgine Britanice, Insulele (BVI)                                                          | Regatul Unit (Teritoriu de peste mări)                                                                              | Regină a Regatului Unit                                                                        | Elisabeta a II-a                             | 6 februarie 1952                     |
| Virgine Britanice, Insulele (BVI)                                                          | Regatul Unit (Teritoriu de peste mări)                                                                              | Guvernator                                                                                     | Gus Jaspert                                  | 22 august 2017                       |
| Virgine Britanice, Insulele (BVI)                                                          | Regatul Unit (Teritoriu de peste mări)                                                                              | Premier                                                                                        | Orlando Smith                                | 9 noiembrie 2011                     |

## Departamente și colectivități de peste mări și teritorii cu statut special franceze
| Teritoriu                                                                                       | Suveranitate și statut                                        | Funcția                                                                           | Numele                              | Începând cu        |
| ----------------------------------------------------------------------------------------------- | ------------------------------------------------------------- | --------------------------------------------------------------------------------- | ----------------------------------- | ------------------ |
| Clipperton, Insula                                                                              | Franța (Domeniu public maritim al statului nelocuit)          | Președinte al Republicii Franceze                                                 | Emmanuel Macron                     | 14 mai 2017        |
| Clipperton, Insula                                                                              | Franța (Domeniu public maritim al statului nelocuit)          | Administratoare                                                                   | Annick Girardin                     | 17 mai 2017        |
| Clipperton, Insula                                                                              | Franța (Domeniu public maritim al statului nelocuit)          | Administrator delegat ,                                                           | René Bidal                          | 30 mai 2016        |
| Domeniile franceze din Israel (Domeniul Național Francez din Țara Sfântă)                       | Franța (Posesiuni ale statului)                               | Președinte al Republicii Franceze                                                 | Emmanuel Macron                     | 14 mai 2017        |
| Domeniile franceze din Israel (Domeniul Național Francez din Țara Sfântă)                       | Franța (Posesiuni ale statului)                               | Ministru al Europei și al Afacerilor Externe al Republicii Franceze               | Jean-Yves Le Drian                  | 17 mai 2017        |
| Domeniile franceze din Israel (Domeniul Național Francez din Țara Sfântă)                       | Franța (Posesiuni ale statului)                               | Administrator                                                                     | Pierre Cochard                      | 20 septembrie 2016 |
| Domeniile franceze din insula Sfânta Elena                                                      | Franța · (Posesiuni ale statului)                             | Președinte al Republicii Franceze                                                 | Emmanuel Macron                     | 14 mai 2017        |
| Domeniile franceze din insula Sfânta Elena                                                      | Franța · (Posesiuni ale statului)                             | Ministru al Europei și al Afacerilor Externe al Republicii Franceze               | Jean-Yves Le Drian                  | 17 mai 2017        |
| Domeniile franceze din insula Sfânta Elena                                                      | Franța · (Posesiuni ale statului)                             | Consul onorar al Franței la Jamestown (Sfânta Elena)                              | Michel Dancoisne-Martineau          | 1 decembrie 1987   |
| Domeniile franceze din insula Sfânta Elena                                                      | Franța · (Posesiuni ale statului)                             | Conservator                                                                       | Michel Dancoisne-Martineau          | 5 august 1991      |
| Domeniile franceze la Vatican (Fundația Așezămintelor Pioase ale Franței la Roma și la Lorette) | Franța (Posesiuni ale statului)                               | Președinte al Republicii Franceze                                                 | Emmanuel Macron                     | 14 mai 2017        |
| Domeniile franceze la Vatican (Fundația Așezămintelor Pioase ale Franței la Roma și la Lorette) | Franța (Posesiuni ale statului)                               | Ministru al Europei și al Afacerilor Externe al Republicii Franceze               | Jean-Yves Le Drian                  | 17 mai 2017        |
| Domeniile franceze la Vatican (Fundația Așezămintelor Pioase ale Franței la Roma și la Lorette) | Franța (Posesiuni ale statului)                               | Președinți ai Congregației Generale (succesivi)                                   | Yves Teyssier d'Orfeuil (interimar) | 4 iulie 2018       |
| Domeniile franceze la Vatican (Fundația Așezămintelor Pioase ale Franței la Roma și la Lorette) | Franța (Posesiuni ale statului)                               | Președinți ai Congregației Generale (succesivi)                                   | Philippe Zeller                     | 12 mai 2016        |
| Domeniile franceze la Vatican (Fundația Așezămintelor Pioase ale Franței la Roma și la Lorette) | Franța (Posesiuni ale statului)                               | Administrator al Fundației Așezămintelor Pioase ale Franței la Roma și la Lorette | venerabilul părinte Bernard Ardura  | 15 aprilie 2005    |
| Guadelupa                                                                                       | Franța (Departament de peste mări)                            | Președinte al Republicii Franceze                                                 | Emmanuel Macron                     | 14 mai 2017        |
| Guadelupa                                                                                       | Franța (Departament de peste mări)                            | Prefecți (succesivi)                                                              | Philippe Gustin                     | 28 mai 2018        |
| Guadelupa                                                                                       | Franța (Departament de peste mări)                            | Prefecți (succesivi)                                                              | Virginie Kles (interimară)          | 18 mai 2018        |
| Guadelupa                                                                                       | Franța (Departament de peste mări)                            | Prefecți (succesivi)                                                              | Éric Maire                          | 30 august 2017     |
| Guadelupa                                                                                       | Franța (Departament de peste mări)                            | Președinte al Consilului Regional                                                 | Ary Chalus                          | 18 decembrie 2015  |
| Guadelupa                                                                                       | Franța (Departament de peste mări)                            | Președintă a Consililui Departamental                                             | Josette Borel-Lincertin             | 2 aprilie 2015     |
| Guyana Franceză                                                                                 | Franța (Departament de peste mări)                            | Președinte al Republicii Franceze                                                 | Emmanuel Macron                     | 14 mai 2017        |
| Guyana Franceză                                                                                 | Franța (Departament de peste mări)                            | Prefect                                                                           | Patrice Faure                       | 28 august 2017     |
| Guyana Franceză                                                                                 | Franța (Departament de peste mări)                            | Președinte al Adunării                                                            | Rodolphe Alexandre                  | 18 decembrie 2015  |
| Casa Hauteville (Hauteville House)                                                              | Paris (proprietate a primăriei Parisului în Insula Guernesey) | Președinte al Republicii Franceze                                                 | Emmanuel Macron                     | 14 mai 2017        |
| Casa Hauteville (Hauteville House)                                                              | Paris (proprietate a primăriei Parisului în Insula Guernesey) | Ministru al Europei și al Afacerilor Externe al Republicii Franceze               | Jean-Yves Le Drian                  | 17 mai 2017        |
| Casa Hauteville (Hauteville House)                                                              | Paris (proprietate a primăriei Parisului în Insula Guernesey) | Primar al Parisului                                                               | Anne Hidalgo                        | 5 aprilie 2014     |
| Casa Hauteville (Hauteville House)                                                              | Paris (proprietate a primăriei Parisului în Insula Guernesey) | Consul onorar al Franței la Saint Peter Port (Guernsey)                           | Odile Blanchette                    | ianuarie 2003      |
| Casa Hauteville (Hauteville House)                                                              | Paris (proprietate a primăriei Parisului în Insula Guernesey) | Conservatoare                                                                     | Odile Blanchette                    | ianuarie 2003      |
| Martinica                                                                                       | Franța (Departament de peste mări)                            | Președinte al Republicii Franceze                                                 | Emmanuel Macron                     | 14 mai 2017        |
| Martinica                                                                                       | Franța (Departament de peste mări)                            | Prefect                                                                           | Franck Robine                       | 19 iulie 2017      |
| Martinica                                                                                       | Franța (Departament de peste mări)                            | Președinte al Consiliului Executiv                                                | Alfred Marie-Jeanne                 | 18 decembrie 2015  |
| Mayotte                                                                                         | Franța (Departament de peste mări)                            | Președinte al Republicii Franceze                                                 | Emmanuel Macron                     | 14 mai 2017        |
| Mayotte                                                                                         | Franța (Departament de peste mări)                            | Prefecți (succesivi)                                                              | Dominique Sorain                    | 30 martie 2018     |
| Mayotte                                                                                         | Franța (Departament de peste mări)                            | Prefecți (succesivi)                                                              | Frédéric Veau                       | 23 mai 2016        |
| Mayotte                                                                                         | Franța (Departament de peste mări)                            | Președinte al Consililui Departamental                                            | Soibahadine Ibrahim Ramadani        | 2 aprilie 2015     |
| Noua Caledonie                                                                                  | Franța (Colectivitate de peste mări sui generis)              | Președinte al Republicii Franceze                                                 | Emmanuel Macron                     | 14 mai 2017        |
| Noua Caledonie                                                                                  | Franța (Colectivitate de peste mări sui generis)              | Înalt Comisar al Republicii                                                       | Thierry Lataste                     | 20 iunie 2016      |
| Noua Caledonie                                                                                  | Franța (Colectivitate de peste mări sui generis)              | Președinte al Guvernului                                                          | Philippe Germain                    | 1 aprilie 2015     |
| Polinezia Franceză                                                                              | Franța (colectivitate de peste mări franceză)                 | Președinte al Republicii Franceze                                                 | Emmanuel Macron                     | 14 mai 2017        |
| Polinezia Franceză                                                                              | Franța (colectivitate de peste mări franceză)                 | Înalt Comisar al Republicii                                                       | René Bidal                          | 30 mai 2016        |
| Polinezia Franceză                                                                              | Franța (colectivitate de peste mări franceză)                 | Președinte                                                                        | Édouard Fritch                      | 12 septembrie 2014 |
| 'Réunion                                                                                        | Franța (Departament de peste mări)                            | Președinte al Republicii Franceze                                                 | Emmanuel Macron                     | 14 mai 2017        |
| 'Réunion                                                                                        | Franța (Departament de peste mări)                            | Prefect                                                                           | Amaury de Saint-Quentin             | 10 iulie 2017      |
| 'Réunion                                                                                        | Franța (Departament de peste mări)                            | Președinte al Consiliului Regional                                                | Didier Robert                       | 26 martie 2011     |
| 'Réunion                                                                                        | Franța (Departament de peste mări)                            | Președinte al Consililui Departamental                                            | Cyrille Melchior                    | 18 decembrie 2017  |
| Sfântul Bartolomeu (Saint Barthélemy)                                                           | Franța (Colectivitate de peste mări)                          | Președinte al Republicii Franceze                                                 | Emmanuel Macron                     | 14 mai 2017        |
| Sfântul Bartolomeu (Saint Barthélemy)                                                           | Franța (Colectivitate de peste mări)                          | Prefecți (succesivi)                                                              | Philippe Gustin                     | 28 mai 2018        |
| Sfântul Bartolomeu (Saint Barthélemy)                                                           | Franța (Colectivitate de peste mări)                          | Prefecți (succesivi)                                                              | Virginie Kles (interimară)          | 18 mai 2018        |
| Sfântul Bartolomeu (Saint Barthélemy)                                                           | Franța (Colectivitate de peste mări)                          | Prefecți (succesivi)                                                              | Éric Maire                          | 30 august 2017     |
| Sfântul Bartolomeu (Saint Barthélemy)                                                           | Franța (Colectivitate de peste mări)                          | Prefecți delegați (succesivi)                                                     | Sylvie Daniélo-Feucher              | 9 iulie 2018       |
| Sfântul Bartolomeu (Saint Barthélemy)                                                           | Franța (Colectivitate de peste mări)                          | Prefecți delegați (succesivi)                                                     | Anne Laubies                        | 9 iunie 2015       |
| Sfântul Bartolomeu (Saint Barthélemy)                                                           | Franța (Colectivitate de peste mări)                          | Președinte al Consililui Teritorial                                               | Bruno Magras                        | 15 iulie 2007      |
| Sfântul Martin [Saint Martin (France)]                                                          | Franța (Colectivitate de peste mări)                          | Președinte al Republicii Franceze                                                 | Emmanuel Macron                     | 14 mai 2017        |
| Sfântul Martin [Saint Martin (France)]                                                          | Franța (Colectivitate de peste mări)                          | Prefecți (succesivi)                                                              | Philippe Gustin                     | 28 mai 2018        |
| Sfântul Martin [Saint Martin (France)]                                                          | Franța (Colectivitate de peste mări)                          | Prefecți (succesivi)                                                              | Virginie Kles (interimară)          | 18 mai 2018        |
| Sfântul Martin [Saint Martin (France)]                                                          | Franța (Colectivitate de peste mări)                          | Prefecți (succesivi)                                                              | Éric Maire                          | 30 august 2017     |
| Sfântul Martin [Saint Martin (France)]                                                          | Franța (Colectivitate de peste mări)                          | Prefecți delegați (succesivi)                                                     | Sylvie Daniélo-Feucher              | 9 iulie 2018       |
| Sfântul Martin [Saint Martin (France)]                                                          | Franța (Colectivitate de peste mări)                          | Prefecți delegați (succesivi)                                                     | Anne Laubies                        | 9 iunie 2015       |
| Sfântul Martin [Saint Martin (France)]                                                          | Franța (Colectivitate de peste mări)                          | Președinte al Consililui Teritorial                                               | Daniel Gibbs                        | 3 aprilie 2017     |
| Sfântul Petru și Miquelon (Saint Pierre et Miquelon)                                            | Franța (Colectivitate de peste mări)                          | Președinte al Republicii Franceze                                                 | Emmanuel Macron                     | 14 mai 2017        |
| Sfântul Petru și Miquelon (Saint Pierre et Miquelon)                                            | Franța (Colectivitate de peste mări)                          | Prefecți (succesivi)                                                              | Thierry Devimeux                    | 17 ianuarie 2018   |
| Sfântul Petru și Miquelon (Saint Pierre et Miquelon)                                            | Franța (Colectivitate de peste mări)                          | Prefecți (succesivi)                                                              | Henri Jean                          | martie 2016        |
| Sfântul Petru și Miquelon (Saint Pierre et Miquelon)                                            | Franța (Colectivitate de peste mări)                          | Președinte al Consililui Teritorial                                               | Stéphane Lenormand                  | 25 octombrie 2017  |
| Teritoriile australe și antarctice franceze (TAAF)                                              | Franța (Teritoriu de peste mări)                              | Președinte al Republicii Franceze                                                 | Emmanuel Macron                     | 14 mai 2017        |
| Teritoriile australe și antarctice franceze (TAAF)                                              | Franța (Teritoriu de peste mări)                              | Prefecți administratoare superioare (succesive)                                   | Évelyne Decorps                     | 18 noiembrie 2018  |
| Teritoriile australe și antarctice franceze (TAAF)                                              | Franța (Teritoriu de peste mări)                              | Prefecți administratoare superioare (succesive)                                   | Christine Geoffroy (interimară)     | 12 iunie 2018      |
| Teritoriile australe și antarctice franceze (TAAF)                                              | Franța (Teritoriu de peste mări)                              | Prefecți administratoare superioare (succesive)                                   | Anne Tagand (interimară)            | 31 mai 2018        |
| Teritoriile australe și antarctice franceze (TAAF)                                              | Franța (Teritoriu de peste mări)                              | Prefecți administratoare superioare (succesive)                                   | Cécile Pozzo di Borgo               | 7 octombrie 2014   |
| Wallis și Futuna (vezi și : §13)                                                                | Franța (Colectivitate de peste mări)                          | Președinte al Republicii Franceze                                                 | Emmanuel Macron                     | 14 mai 2017        |
| Wallis și Futuna (vezi și : §13)                                                                | Franța (Colectivitate de peste mări)                          | Administratori superiori (succesivi)                                              | Christophe Lotigie (interimar)      | 28 decembrie 2018  |
| Wallis și Futuna (vezi și : §13)                                                                | Franța (Colectivitate de peste mări)                          | Administratori superiori (succesivi)                                              | Jean-Francis Treffel                | 27 februarie 2017  |
| Wallis și Futuna (vezi și : §13)                                                                | Franța (Colectivitate de peste mări)                          | Președinte al Adunării Teritoriale                                                | David Vergé                         | 4 aprilie 2017     |

## Dependințe și teritorii speciale ale Norvegiei
| Teritoriu         | Suveranitate și statut                          | Funcția                                               | Numele             | Începând cu        |
| ----------------- | ----------------------------------------------- | ----------------------------------------------------- | ------------------ | ------------------ |
| Bouvet, Insula    | Norvegia · (Dependență nelocuită)               | Rege al Norvegiei                                     | Harald al V-lea ,  | 17 ianuarie 1991   |
| Bouvet, Insula    | Norvegia · (Dependență nelocuită)               | Director general al Departamentului Afacerilor Polare | Øystein Mortensen  | 2 octombrie 2015   |
| Bouvet, Insula    | Norvegia · (Dependență nelocuită)               | Director al Institutului Polar Norvegian              | Ole Arve Misund    | 1 septembrie 2017  |
| Jan Mayen, Insula | Norvegia · (Componentă a Regatului Norvegiei)   | Rege al Norvegiei                                     | Harald al V-lea ,  | 17 ianuarie 1991   |
| Jan Mayen, Insula | Norvegia · (Componentă a Regatului Norvegiei)   | Administratoare                                       | Hill-Marta Solberg | 21 septembrie 2007 |
| Petru I, Insula   | Norvegia · (Dependență nelocuită)               | Rege al Norvegiei                                     | Harald al V-lea ,  | 17 ianuarie 1991   |
| Petru I, Insula   | Norvegia · (Dependență nelocuită)               | Director general al Departamentului Afacerilor Polare | Øystein Mortensen  | 2 octombrie 2015   |
| Petru I, Insula   | Norvegia · (Dependență nelocuită)               | Director al Institutului Polar Norvegian              | Ole Arve Misund    | 1 septembrie 2017  |
| Svalbard          | Norvegia · (Teritoriu cu suveranitate specială) | Rege al Norvegiei                                     | Harald al V-lea ,  | 17 ianuarie 1991   |
| Svalbard          | Norvegia · (Teritoriu cu suveranitate specială) | Guvernatoare (Sysselmann)                             | Kjerstin Askholt   | 10 octombrie 2015  |
| Țara Reginei Maud | Norvegia · (Dependență nelocuită)               | Rege al Norvegiei                                     | Harald al V-lea ,  | 17 ianuarie 1991   |
| Țara Reginei Maud | Norvegia · (Dependență nelocuită)               | Director al Institutului Polar Norvegian              | Ole Arve Misund    | 1 septembrie 2017  |

## Dependințe și teritorii speciale ale Noii-Zeelande
| Teritoriu        | Suveranitate și statut                                 | Funcția                                                     | Numele                  | Începând cu        |
| ---------------- | ------------------------------------------------------ | ----------------------------------------------------------- | ----------------------- | ------------------ |
| Cook, Insulele   | Noua Zeelandă · (Stat independent în liberă asociere)  | Regină a Noii Zeelende                                      | Elisabeta a II-a        | 6 februarie 1952   |
| Cook, Insulele   | Noua Zeelandă · (Stat independent în liberă asociere)  | Reprezentant al reginei                                     | sir Tom Marsters        | 27 iulie 2013      |
| Cook, Insulele   | Noua Zeelandă · (Stat independent în liberă asociere)  | Înalt Comisar al Noii Zeelande                              | Peter Marshall          | 10 ianuarie 2017   |
| Cook, Insulele   | Noua Zeelandă · (Stat independent în liberă asociere)  | Prim-ministru                                               | Henry Puna              | 30 noiembrie 2010  |
| Niue, Insule     | Noua Zeelandă · (Teritoriu autonom în liberă asociere) | Regină a Noii Zeelende                                      | Elisabeta a II-a        | 6 februarie 1952   |
| Niue, Insule     | Noua Zeelandă · (Teritoriu autonom în liberă asociere) | Guvernatoare generală                                       | dame Patsy Reddy        | 28 septembrie 2016 |
| Niue, Insule     | Noua Zeelandă · (Teritoriu autonom în liberă asociere) | Înalți Comisari ai Noii Zeelande (succesivi)                | Kirk Yates              | 16 mai 2018        |
| Niue, Insule     | Noua Zeelandă · (Teritoriu autonom în liberă asociere) | Înalți Comisari ai Noii Zeelande (succesivi)                | funcție vacantă         | 3 mai 2018         |
| Niue, Insule     | Noua Zeelandă · (Teritoriu autonom în liberă asociere) | Înalți Comisari ai Noii Zeelande (succesivi)                | Ross Ardern             | februarie 2014     |
| Niue, Insule     | Noua Zeelandă · (Teritoriu autonom în liberă asociere) | Premier                                                     | Toke Tufukia Talagi     | 19 iunie 2008      |
| Ross, Dependența | Noua Zeelandă · (Dependență nelocuită)                 | Regină a Noii Zeelende                                      | Elisabeta a II-a        | 6 februarie 1952   |
| Ross, Dependența | Noua Zeelandă · (Dependență nelocuită)                 | Guvernatoare generalǎ a Noii Zeelende                       | dame Patsy Reddy        | 28 septembrie 2016 |
| Ross, Dependența | Noua Zeelandă · (Dependență nelocuită)                 | Directori generali ai Antarcticii Noii Zeelende (succesivi) | Peter Smith (interimar) | septembrie 2018    |
| Ross, Dependența | Noua Zeelandă · (Dependență nelocuită)                 | Directori generali ai Antarcticii Noii Zeelende (succesivi) | Peter Beggs             | 4 ianuarie 2014    |
| Tokelau          | Noua Zeelandă · Teritoriu autonom în liberă asociere)  | Regină a Noii Zeelende                                      | Elisabeta a II-a        | 6 februarie 1952   |
| Tokelau          | Noua Zeelandă · Teritoriu autonom în liberă asociere)  | Guvernatoare generalǎ a Noii Zeelende                       | dame Patsy Reddy        | 28 septembrie 2016 |
| Tokelau          | Noua Zeelandă · Teritoriu autonom în liberă asociere)  | Administratori (succesivi)                                  | Ross Ardern             | mai 2018           |
| Tokelau          | Noua Zeelandă · Teritoriu autonom în liberă asociere)  | Administratori (succesivi)                                  | Jonathan Kings          | 30 august 2017     |
| Tokelau          | Noua Zeelandă · Teritoriu autonom în liberă asociere)  | Șefi ai Guvernului (Ulu o Tokelau) (succesivi)              | Afega Gaualofa          | 5 martie 2018      |
| Tokelau          | Noua Zeelandă · Teritoriu autonom în liberă asociere)  | Șefi ai Guvernului (Ulu o Tokelau) (succesivi)              | Siopili Perez           | 8 martie 2017      |

## Teritorii speciale ale Statelor Unite ale Americii
| Teritoriu                                         | Suveranitate și statut                                                                                             | Funcția                                                                                  | Numele                           | Începând cu        |
| ------------------------------------------------- | --- | ---------------------------------------------------------------------------------------- | -------------------------------- | ------------------ |
| Baker, Insula                                     | Statele Unite ale Americii · (Teritoriu neîncorporat, neorganizat, nelocuit)                                       | Președinte al Statelor Unite ale Americii                                                | Donald Trump                     | 20 ianuarie 2017   |
| Baker, Insula                                     | Statele Unite ale Americii · (Teritoriu neîncorporat, neorganizat, nelocuit)                                       | Directori al Servicului Pescuitului și Faunei al Statelor Unite ale Americii (succesivi) | Margaret Everson (interimară)    | 12 noiembrie 2018  |
| Baker, Insula                                     | Statele Unite ale Americii · (Teritoriu neîncorporat, neorganizat, nelocuit)                                       | Directori al Servicului Pescuitului și Faunei al Statelor Unite ale Americii (succesivi) | Jim Kurth (interimar)            | 16 august 2018     |
| Baker, Insula                                     | Statele Unite ale Americii · (Teritoriu neîncorporat, neorganizat, nelocuit)                                       | Directori al Servicului Pescuitului și Faunei al Statelor Unite ale Americii (succesivi) | Greg Sheehan (interimar)         | 19 iunie 2017      |
| Guam                                              | Statele Unite ale Americii · (Teritoriu neîncorporat, organizat)                                                   | Președinte al Statelor Unite ale Americii                                                | Donald Trump                     | 20 ianuarie 2017   |
| Guam                                              | Statele Unite ale Americii · (Teritoriu neîncorporat, organizat)                                                   | Guvernator                                                                               | Eddie Calvo                      | 3 ianuarie 2011    |
| Guantanamo, Stația Navală Golful (Gitmo sau GTMO) | Statele Unite ale Americii · (Bază navală închiriată)                                                              | Președinte al Statelor Unite ale Americii                                                | Donald Trump                     | 20 ianuarie 2017   |
| Guantanamo, Stația Navală Golful (Gitmo sau GTMO) | Statele Unite ale Americii · (Bază navală închiriată)                                                              | Comandanți ai bazei (succesivi)                                                          | John A. Fischer                  | 21 iunie 2018      |
| Guantanamo, Stația Navală Golful (Gitmo sau GTMO) | Statele Unite ale Americii · (Bază navală închiriată)                                                              | Comandanți ai bazei (succesivi)                                                          | David Culpepper                  | 17 aprilie 2015    |
| Howland, Insula                                   | Statele Unite ale Americii · (Teritoriu neîncorporat, neorganizat, nelocuit)                                       | Președinte al Statelor Unite ale Americii                                                | Donald Trump                     | 20 ianuarie 2017   |
| Howland, Insula                                   | Statele Unite ale Americii · (Teritoriu neîncorporat, neorganizat, nelocuit)                                       | Directori ai Servicului Pescuitului și Faunei al Statelor Unite (succesivi)              | Margaret Everson (interimară)    | 12 noiembrie 2018  |
| Howland, Insula                                   | Statele Unite ale Americii · (Teritoriu neîncorporat, neorganizat, nelocuit)                                       | Directori ai Servicului Pescuitului și Faunei al Statelor Unite (succesivi)              | Jim Kurth (interimar)            | 16 august 2018     |
| Howland, Insula                                   | Statele Unite ale Americii · (Teritoriu neîncorporat, neorganizat, nelocuit)                                       | Directori ai Servicului Pescuitului și Faunei al Statelor Unite (succesivi)              | Greg Sheehan (interimar)         | 19 iunie 2017      |
| Jarvis, Insula                                    | Statele Unite ale Americii · (Teritoriu neîncorporat, neorganizat, nelocuit)                                       | Președinte al Statelor Unite ale Americii                                                | Donald Trump                     | 20 ianuarie 2017   |
| Jarvis, Insula                                    | Statele Unite ale Americii · (Teritoriu neîncorporat, neorganizat, nelocuit)                                       | Directori ai Servicului Pescuitului și Faunei al Statelor Unite (succesivi)              | Margaret Everson (interimară)    | 12 noiembrie 2018  |
| Jarvis, Insula                                    | Statele Unite ale Americii · (Teritoriu neîncorporat, neorganizat, nelocuit)                                       | Directori ai Servicului Pescuitului și Faunei al Statelor Unite (succesivi)              | Jim Kurth (interimar)            | 16 august 2018     |
| Jarvis, Insula                                    | Statele Unite ale Americii · (Teritoriu neîncorporat, neorganizat, nelocuit)                                       | Directori ai Servicului Pescuitului și Faunei al Statelor Unite (succesivi)              | Greg Sheehan (interimar)         | 19 iunie 2017      |
| Johnston, Atolul                                  | Statele Unite ale Americii · (Teritoriu neîncorporat, neorganizat, nelocuit)                                       | Președinte al Statelor Unite ale Americii                                                | Donald Trump                     | 20 ianuarie 2017   |
| Johnston, Atolul                                  | Statele Unite ale Americii · (Teritoriu neîncorporat, neorganizat, nelocuit)                                       | Directori ai Servicului Pescuitului și Faunei al Statelor Unite (succesivi)              | Margaret Everson (interimară)    | 12 noiembrie 2018  |
| Johnston, Atolul                                  | Statele Unite ale Americii · (Teritoriu neîncorporat, neorganizat, nelocuit)                                       | Directori ai Servicului Pescuitului și Faunei al Statelor Unite (succesivi)              | Jim Kurth (interimar)            | 16 august 2018     |
| Johnston, Atolul                                  | Statele Unite ale Americii · (Teritoriu neîncorporat, neorganizat, nelocuit)                                       | Directori ai Servicului Pescuitului și Faunei al Statelor Unite (succesivi)              | Greg Sheehan (interimar)         | 19 iunie 2017      |
| Kingman Reciful                                   | Statele Unite ale Americii · (Teritoriu neîncorporat, neorganizat, nelocuit)                                       | Președinte al Statelor Unite ale Americii                                                | Donald Trump                     | 20 ianuarie 2017   |
| Kingman Reciful                                   | Statele Unite ale Americii · (Teritoriu neîncorporat, neorganizat, nelocuit)                                       | Directori ai Servicului Pescuitului și Faunei al Statelor Unite (succesivi)              | Margaret Everson (interimară)    | 12 noiembrie 2018  |
| Kingman Reciful                                   | Statele Unite ale Americii · (Teritoriu neîncorporat, neorganizat, nelocuit)                                       | Directori ai Servicului Pescuitului și Faunei al Statelor Unite (succesivi)              | Jim Kurth (interimar)            | 16 august 2018     |
| Kingman Reciful                                   | Statele Unite ale Americii · (Teritoriu neîncorporat, neorganizat, nelocuit)                                       | Directori ai Servicului Pescuitului și Faunei al Statelor Unite (succesivi)              | Greg Sheehan (interimar)         | 19 iunie 2017      |
| Mariane de Nord, Insulele                         | Statele Unite ale Americii · (Stat liber asociat cu Statele Unite ale Americii, teritoriu neîncorporat, organizat) | Președinte al Statelor Unite ale Americii                                                | Donald Trump                     | 20 ianuarie 2017   |
| Mariane de Nord, Insulele                         | Statele Unite ale Americii · (Stat liber asociat cu Statele Unite ale Americii, teritoriu neîncorporat, organizat) | Guvernator                                                                               | Ralph Torres                     | 29 decembrie 2015  |
| Midway, Atolul                                    | Statele Unite ale Americii · (Teritoriu neîncorporat, neorganizat, nelocuit)                                       | Președinte al Statelor Unite ale Americii                                                | Donald Trump                     | 20 ianuarie 2017   |
| Midway, Atolul                                    | Statele Unite ale Americii · (Teritoriu neîncorporat, neorganizat, nelocuit)                                       | Directori ai Servicului Pescuitului și Faunei al Statelor Unite (succesivi)              | Margaret Everson (interimară)    | 12 noiembrie 2018  |
| Midway, Atolul                                    | Statele Unite ale Americii · (Teritoriu neîncorporat, neorganizat, nelocuit)                                       | Directori ai Servicului Pescuitului și Faunei al Statelor Unite (succesivi)              | Jim Kurth (interimar)            | 16 august 2018     |
| Midway, Atolul                                    | Statele Unite ale Americii · (Teritoriu neîncorporat, neorganizat, nelocuit)                                       | Directori ai Servicului Pescuitului și Faunei al Statelor Unite (succesivi)              | Greg Sheehan (interimar)         | 19 iunie 2017      |
| Navasa, Insula                                    | Statele Unite ale Americii · (Teritoriu neîncorporat, neorganizat, nelocuit)                                       | Președinte al Statelor Unite ale Americii                                                | Donald Trump                     | 20 ianuarie 2017   |
| Navasa, Insula                                    | Statele Unite ale Americii · (Teritoriu neîncorporat, neorganizat, nelocuit)                                       | Directori ai Servicului Pescuitului și Faunei al Statelor Unite (succesivi)              | Margaret Everson (interimară)    | 12 noiembrie 2018  |
| Navasa, Insula                                    | Statele Unite ale Americii · (Teritoriu neîncorporat, neorganizat, nelocuit)                                       | Directori ai Servicului Pescuitului și Faunei al Statelor Unite (succesivi)              | Jim Kurth (interimar)            | 16 august 2018     |
| Navasa, Insula                                    | Statele Unite ale Americii · (Teritoriu neîncorporat, neorganizat, nelocuit)                                       | Directori ai Servicului Pescuitului și Faunei al Statelor Unite (succesivi)              | Greg Sheehan (interimar)         | 19 iunie 2017      |
| Palmyra, Atolul                                   | Statele Unite ale Americii · (Teritoriu neîncorporat, neorganizat, nelocuit)                                       | Președinte al Statelor Unite ale Americii                                                | Donald Trump                     | 20 ianuarie 2017   |
| Palmyra, Atolul                                   | Statele Unite ale Americii · (Teritoriu neîncorporat, neorganizat, nelocuit)                                       | Directori ai Servicului Pescuitului și Faunei al Statelor Unite (succesivi)              | Margaret Everson (interimară)    | 12 noiembrie 2018  |
| Palmyra, Atolul                                   | Statele Unite ale Americii · (Teritoriu neîncorporat, neorganizat, nelocuit)                                       | Directori ai Servicului Pescuitului și Faunei al Statelor Unite (succesivi)              | Jim Kurth (interimar)            | 16 august 2018     |
| Palmyra, Atolul                                   | Statele Unite ale Americii · (Teritoriu neîncorporat, neorganizat, nelocuit)                                       | Directori ai Servicului Pescuitului și Faunei al Statelor Unite (succesivi)              | Greg Sheehan (interimar)         | 19 iunie 2017      |
| Palmyra, Atolul                                   | Statele Unite ale Americii · (Teritoriu neîncorporat, neorganizat, nelocuit)                                       | Subsecretar pentru Afacerile Insulare al Statelor Unite ale Americii ,                   | Douglas Domenech                 | 18 septembrie 2017 |
| Palmyra, Atolul                                   | Statele Unite ale Americii · (Teritoriu neîncorporat, neorganizat, nelocuit)                                       | Gestionar                                                                                | Alex Wegman                      | ianuarie 2016      |
| Porto Rico                                        | Statele Unite ale Americii · (Stat liber asociat cu Statele Unite ale Americii, teritoriu neîncorporat, organizat) | Președinte al Statelor Unite ale Americii                                                | Donald Trump                     | 20 ianuarie 2017   |
| Porto Rico                                        | Statele Unite ale Americii · (Stat liber asociat cu Statele Unite ale Americii, teritoriu neîncorporat, organizat) | Guvernator                                                                               | Ricky Rosselló                   | 2 ianuarie 2017    |
| Samoa Americană                                   | Statele Unite ale Americii · (Teritoriu neîncorporat, organizat)                                                   | Președinte al Statelor Unite ale Americii                                                | Donald Trump                     | 20 ianuarie 2017   |
| Samoa Americană                                   | Statele Unite ale Americii · (Teritoriu neîncorporat, organizat)                                                   | Guvernator                                                                               | Lolo Matalasi Moliga             | 3 ianuarie 2012    |
| Virgine Americane, Insulele                       | Statele Unite ale Americii · (Teritoriu neîncorporat, organizat)                                                   | Președinte al Statelor Unite ale Americii                                                | Donald Trump                     | 20 ianuarie 2017   |
| Virgine Americane, Insulele                       | Statele Unite ale Americii · (Teritoriu neîncorporat, organizat)                                                   | Guvernator                                                                               | Kenneth E. Mapp                  | 5 ianuarie 2015    |
| Wake, Insula sau Atolul Wake                      | Statele Unite ale Americii · (Teritoriu neîncorporat, neorganizat, nelocuit)                                       | Președinte al Statelor Unite ale Americii                                                | Donald Trump                     | 20 ianuarie 2017   |
| Wake, Insula sau Atolul Wake                      | Statele Unite ale Americii · (Teritoriu neîncorporat, neorganizat, nelocuit)                                       | Administrator                                                                            | Douglas Domenech                 | 18 septembrie 2017 |
| Wake, Insula sau Atolul Wake                      | Statele Unite ale Americii · (Teritoriu neîncorporat, neorganizat, nelocuit)                                       | Guvernatori (succesivi)                                                                  | Thomas E. Ayres                  | 18 ianuarie 2018   |
| Wake, Insula sau Atolul Wake                      | Statele Unite ale Americii · (Teritoriu neîncorporat, neorganizat, nelocuit)                                       | Guvernatori (succesivi)                                                                  | Joseph M. McDade, Jr (interimar) | 2 ianuarie 2017    |

## Teritorii speciale ale Regatului Țărilor de Jos
| Teritoriu                                 | Suveranitate și statut                                                                                     | Funcția                                                                                         | Numele                     | Începând cu       |
| ----------------------------------------- | --- | ----------------------------------------------------------------------------------------------- | -------------------------- | ----------------- |
| Aruba                                     | Țările de Jos · (Stat constitutiv al Regatului Țărilor de Jos)                                             | Rege al Țărilor de Jos                                                                          | Willem-Alexander           | 30 aprilie 2013   |
| Aruba                                     | Țările de Jos · (Stat constitutiv al Regatului Țărilor de Jos)                                             | Guvernator                                                                                      | Alfonso Boekhoudt          | 1 ianuarie 2017   |
| Aruba                                     | Țările de Jos · (Stat constitutiv al Regatului Țărilor de Jos)                                             | Prim-ministru (ministru președintǎ)                                                             | Evelyn Wever-Croes         | 17 noiembrie 2017 |
| Bonaire                                   | Țările de Jos · [Municipalitate specială (entitate publlică caraibiană) în cadrul statului Țările de Jos.] | Rege al Țărilor de Jos                                                                          | Willem-Alexander           | 30 aprilie 2013   |
| Bonaire                                   | Țările de Jos · [Municipalitate specială (entitate publlică caraibiană) în cadrul statului Țările de Jos.] | Prim-ministru al Țărilor de Jos                                                                 | Mark Rutte                 | 14 octombrie 2010 |
| Bonaire                                   | Țările de Jos · [Municipalitate specială (entitate publlică caraibiană) în cadrul statului Țările de Jos.] | Reprezentanți naționali pentru entitățile publice Bonaire, Saba și Sfântul Eustatie (succesivi) | Jan Helmond (interimar)    | 1 ianuarie 2018   |
| Bonaire                                   | Țările de Jos · [Municipalitate specială (entitate publlică caraibiană) în cadrul statului Țările de Jos.] | Reprezentanți naționali pentru entitățile publice Bonaire, Saba și Sfântul Eustatie (succesivi) | Gilbert Isabella           | 1 septembrie 2014 |
| Bonaire                                   | Țările de Jos · [Municipalitate specială (entitate publlică caraibiană) în cadrul statului Țările de Jos.] | Locotenent guvernator (gezaghebber)                                                             | Edison Rijna               | 1 martie 2014     |
| Curaçao                                   | Țările de Jos · (Stat constitutiv al Regatului Țărilor de Jos)                                             | Rege al Țărilor de Jos                                                                          | Willem-Alexander           | 30 aprilie 2013   |
| Curaçao                                   | Țările de Jos · (Stat constitutiv al Regatului Țărilor de Jos)                                             | Guvernatoare                                                                                    | Lucille George-Wout        | 4 noiembrie 2013  |
| Curaçao                                   | Țările de Jos · (Stat constitutiv al Regatului Țărilor de Jos)                                             | Prim-ministru (ministru președinte)                                                             | Eugene Rhuggenaath         | 29 mai 2017       |
| Saba                                      | Țările de Jos · [Municipalitate specială (entitate publlică caraibiană) în cadrul statului Țările de Jos]  | Rege al Țărilor de Jos                                                                          | Willem-Alexander           | 30 aprilie 2013   |
| Saba                                      | Țările de Jos · [Municipalitate specială (entitate publlică caraibiană) în cadrul statului Țările de Jos]  | Prim-ministru al Țărilor de Jos                                                                 | Mark Rutte                 | 14 octombrie 2010 |
| Saba                                      | Țările de Jos · [Municipalitate specială (entitate publlică caraibiană) în cadrul statului Țările de Jos]  | Reprezentanți naționali pentru entitățile publice Bonaire, Saba și Sfântul Eustatie (succesivi) | Jan Helmond (interimar)    | 1 ianuarie 2018   |
| Saba                                      | Țările de Jos · [Municipalitate specială (entitate publlică caraibiană) în cadrul statului Țările de Jos]  | Reprezentanți naționali pentru entitățile publice Bonaire, Saba și Sfântul Eustatie (succesivi) | Gilbert Isabella           | 1 septembrie 2014 |
| Saba                                      | Țările de Jos · [Municipalitate specială (entitate publlică caraibiană) în cadrul statului Țările de Jos]  | Locotenent guvernator (gezaghebber)                                                             | Jonathan G.A. Johnson      | 2 iulie 2008      |
| Sfântul Eustatie (Sint Eustatius)         | Țările de Jos · [Municipalitate specială (entitate publlică caraibiană) în cadrul statului Țările de Jos]  | Rege al Țărilor de Jos                                                                          | Willem-Alexander           | 30 aprilie 2013   |
| Sfântul Eustatie (Sint Eustatius)         | Țările de Jos · [Municipalitate specială (entitate publlică caraibiană) în cadrul statului Țările de Jos]  | Prim-ministru al Țărilor de Jos                                                                 | Mark Rutte                 | 14 octombrie 2010 |
| Sfântul Eustatie (Sint Eustatius)         | Țările de Jos · [Municipalitate specială (entitate publlică caraibiană) în cadrul statului Țările de Jos]  | Reprezentanți naționali pentru entitățile publice Bonaire, Saba și Sfântul Eustatie (succesivi) | Jan Helmond (interimar)    | 1 ianuarie 2018   |
| Sfântul Eustatie (Sint Eustatius)         | Țările de Jos · [Municipalitate specială (entitate publlică caraibiană) în cadrul statului Țările de Jos]  | Reprezentanți naționali pentru entitățile publice Bonaire, Saba și Sfântul Eustatie (succesivi) | Gilbert Isabella           | 1 septembrie 2014 |
| Sfântul Eustatie (Sint Eustatius)         | Țările de Jos · [Municipalitate specială (entitate publlică caraibiană) în cadrul statului Țările de Jos]  | Comisar guvernamental                                                                           | Mike Franco                | 7 februarie 2018  |
| Sfântul Eustatie (Sint Eustatius)         | Țările de Jos · [Municipalitate specială (entitate publlică caraibiană) în cadrul statului Țările de Jos]  | Locotenenți guvernatori (gezaghebber)                                                           | funcție ȋnlocuitǎ          | 7 februarie 2018  |
| Sfântul Eustatie (Sint Eustatius)         | Țările de Jos · [Municipalitate specială (entitate publlică caraibiană) în cadrul statului Țările de Jos]  | Locotenenți guvernatori (gezaghebber)                                                           | Julian Woodley (interimar) | 1 aprilie 2016    |
| Sfântul Martin [Sint Maarten (Nederland)] | Țările de Jos · (Stat constitutiv al Regatului Țărilor de Jos)                                             | Rege al Țărilor de Jos                                                                          | Willem-Alexander           | 30 aprilie 2013   |
| Sfântul Martin [Sint Maarten (Nederland)] | Țările de Jos · (Stat constitutiv al Regatului Țărilor de Jos)                                             | Guvernator                                                                                      | Eugene Holiday             | 10 octombrie 2010 |
| Sfântul Martin [Sint Maarten (Nederland)] | Țările de Jos · (Stat constitutiv al Regatului Țărilor de Jos)                                             | Prim-miniștri (miniștri președinți) (succesivi)                                                 | Leona Marlin-Romeo         | 25 ianuarie 2018  |
| Sfântul Martin [Sint Maarten (Nederland)] | Țările de Jos · (Stat constitutiv al Regatului Țărilor de Jos)                                             | Prim-miniștri (miniștri președinți) (succesivi)                                                 | Rafael Boasman (interimar) | 24 noiembrie 2017 |

## Alte teritorii nesuverane
| Teritoriu                                              | Suveranitate și statut                                                           | Funcția                                                                                             | Numele                                                                                                | Începând cu        |
| ------------------------------------------------------ | -------------------------------------------------------------------------------- | --------------------------------------------------------------------------------------------------- | --- | ------------------ |
| Adjaria (Acaristan)                                    | Georgia · (Republică autonomă)                                                   | Președinți ai Georgiei (succesivi)                                                                  | Salome Zurabishvili                                                                                   | 16 decembrie 2018  |
| Adjaria (Acaristan)                                    | Georgia · (Republică autonomă)                                                   | Președinți ai Georgiei (succesivi)                                                                  | Giorgi Margvelashvili                                                                                 | 17 noiembrie 2013  |
| Adjaria (Acaristan)                                    | Georgia · (Republică autonomă)                                                   | Președinte al Consiliului Suprem                                                                    | Davit Gabaidze                                                                                        | 28 octombrie 2016  |
| Adjaria (Acaristan)                                    | Georgia · (Republică autonomă)                                                   | Președinți ai guvernului (succesivi)                                                                | Tornike Rizhvadze                                                                                     | 21 iulie 2018      |
| Adjaria (Acaristan)                                    | Georgia · (Republică autonomă)                                                   | Președinți ai guvernului (succesivi)                                                                | Zurab Pataridze                                                                                       | 15 iulie 2016      |
| Alo                                                    | Wallis și Futuna (Regat tradițional)                                             | Administratori superiori ai Wallis și Futuna (succesivi)                                            | Christophe Lotigie (interimar)                                                                        | 28 decembrie 2018  |
| Alo                                                    | Wallis și Futuna (Regat tradițional)                                             | Administratori superiori ai Wallis și Futuna (succesivi)                                            | Jean-Francis Treffel                                                                                  | 27 februarie 2017  |
| Alo                                                    | Wallis și Futuna (Regat tradițional)                                             | Regi (Tu`i Agaifo)                                                                                  | Lino Leleivai                                                                                         | 29 noiembrie 2018  |
| Alo                                                    | Wallis și Futuna (Regat tradițional)                                             | Regi (Tu`i Agaifo)                                                                                  | funcție vacantă                                                                                       | 4 octombrie 2018   |
| Alo                                                    | Wallis și Futuna (Regat tradițional)                                             | Regi (Tu`i Agaifo)                                                                                  | Filipo Katoa                                                                                          | 7 iunie 2016       |
| Alo                                                    | Wallis și Futuna (Regat tradițional)                                             | Prim-miniștri (Tiafo) (succesivi)                                                                   | funcție vacantă                                                                                       | 19 decembrie 2018  |
| Alo                                                    | Wallis și Futuna (Regat tradițional)                                             | Prim-miniștri (Tiafo) (succesivi)                                                                   | Petelo Leleivai                                                                                       | 30 august 2018     |
| Alo                                                    | Wallis și Futuna (Regat tradițional)                                             | Prim-miniștri (Tiafo) (succesivi)                                                                   | funcție vacantă                                                                                       | 2 iulie 2018       |
| Alo                                                    | Wallis și Futuna (Regat tradițional)                                             | Prim-miniștri (Tiafo) (succesivi)                                                                   | Pelenato Falematagia                                                                                  | 12 noiembrie 2016  |
| Antarctica                                             | Statele semnatare ale Tratatului Antarcticii (Teritoriu cu statut intrenational) | Secretar Executiv al Secretariatului Tratatului Antarctic                                           | Albert Lluberas Bonaba (Uruguay)                                                                      | 1 septembrie 2017  |
| Antarctica Argentiniană                                | Argentina · (Teritoriu revendicat)                                               | Președinte al Națiunii Argentiniene                                                                 | Mauricio Macri                                                                                        | 10 decembrie 2015  |
| Antarctica Argentiniană                                | Argentina · (Teritoriu revendicat)                                               | Guvernatoare a provinciei argentiniene Tierra del Fuego, Antarctica și Insulele Atlanticului de Sud | Rosana Bertone                                                                                        | 17 decembrie 2015  |
| Antarctica Braziliană                                  | Brazilia · (Teritoriu revendicat informal)                                       | Președinte al Republicii Federale Brazilia                                                          | Michel Temer                                                                                          | 12 mai 2016        |
| Antarctica Braziliană                                  | Brazilia · (Teritoriu revendicat informal)                                       | Coordonator al Comisiei Interministeriale Braziliene pentru Resurse Maritime                        | Eduardo Bacellar Leal Ferreira                                                                        | 7 februarie 2015   |
| Antarctica Chiliană                                    | Chile · (Teritoriu revendicat)                                                   | Președinți ai Republicii Chile (succesivi)                                                          | Sebastián Piñera                                                                                      | 11 martie 2018     |
| Antarctica Chiliană                                    | Chile · (Teritoriu revendicat)                                                   | Președinți ai Republicii Chile (succesivi)                                                          | Michelle Bachelet                                                                                     | 11 martie 2014     |
| Antarctica Chiliană                                    | Chile · (Teritoriu revendicat)                                                   | Guvernatori ai provinciei Antartica Chileană (succesivi)                                            | Juan José Arcos                                                                                       | 11 martie 2018     |
| Antarctica Chiliană                                    | Chile · (Teritoriu revendicat)                                                   | Guvernatori ai provinciei Antartica Chileană (succesivi)                                            | Daniela Vanessa Díaz Mayorga                                                                          | 9 iunie 2017       |
| Athos, Statul Teocratic al Sfîntului Munte             | Grecia · (Republică monastică autonomă)                                          | Șefi ai statului (succesivi)                                                                        | Aléxis Tsípras                                                                                        | 17 octombrie 2018  |
| Athos, Statul Teocratic al Sfîntului Munte             | Grecia · (Republică monastică autonomă)                                          | Șefi ai statului (succesivi)                                                                        | Nikos Kotzias                                                                                         | 22 septembrie 2015 |
| Athos, Statul Teocratic al Sfîntului Munte             | Grecia · (Republică monastică autonomă)                                          | Administratori laici (succesivi)                                                                    | Konstantinos Dimtsas                                                                                  | 13 ugust 2018      |
| Athos, Statul Teocratic al Sfîntului Munte             | Grecia · (Republică monastică autonomă)                                          | Administratori laici (succesivi)                                                                    | Aristos Kasmiroglou                                                                                   | 31 mai 2010        |
| Athos, Statul Teocratic al Sfîntului Munte             | Grecia · (Republică monastică autonomă)                                          | Lider spiritual                                                                                     | Bartolomeu I                                                                                          | 22 octombrie 1991  |
| Athos, Statul Teocratic al Sfîntului Munte             | Grecia · (Republică monastică autonomă)                                          | Protoi (succesivi)                                                                                  | ieromonah Stefanos (Mănăstirea Hilandar)                                                              | 14 iunie 2018      |
| Athos, Statul Teocratic al Sfîntului Munte             | Grecia · (Republică monastică autonomă)                                          | Protoi (succesivi)                                                                                  | geron Gervasios (Mănăstirea Iviru)                                                                    | 14 iunie 2017      |
| Azore, Insulele                                        | Portugalia · (Regiune autonomă)                                                  | Președinte al Republicii Portugheze                                                                 | Marcelo Rebelo de Sousa                                                                               | 9 martie 2016      |
| Azore, Insulele                                        | Portugalia · (Regiune autonomă)                                                  | Reprezentant al Republicii Portugheze                                                               | Pedro Manuel dos Reis Alves Catarino                                                                  | 11 aprilie 2011    |
| Azore, Insulele                                        | Portugalia · (Regiune autonomă)                                                  | Președinte al Guvernului                                                                            | Vasco Cordeiro                                                                                        | 6 noiembrie 2012   |
| Åland, Insulele (sau Insulele Aaland)                  | Finlanda · (Regiune autonomă)                                                    | Președinte al Republicii Finlanda                                                                   | Sauli Niinistö                                                                                        | 1 martie 2012      |
| Åland, Insulele (sau Insulele Aaland)                  | Finlanda · (Regiune autonomă)                                                    | Guvernator (Landshövding)                                                                           | Peter Lindbäck                                                                                        | 5 martie 1999      |
| Åland, Insulele (sau Insulele Aaland)                  | Finlanda · (Regiune autonomă)                                                    | Prim-ministru (lantråd)                                                                             | Katrin Sjögren                                                                                        | 25 noiembrie 2015  |
| Badahșanul de Munte (sau Gorno Badahșan, GBAO)         | Tadjikistan · (Provincie autonomă)                                               | Președinte al Republicii Tadjikistan                                                                | Emomali Rahmon                                                                                        | 19 noiembrie 1992  |
| Badahșanul de Munte (sau Gorno Badahșan, GBAO)         | Tadjikistan · (Provincie autonomă)                                               | Președinți ai Hukumat (succesivi)                                                                   | Yodgor Fayzov (interimar)                                                                             | 1 octombrie 2018   |
| Badahșanul de Munte (sau Gorno Badahșan, GBAO)         | Tadjikistan · (Provincie autonomă)                                               | Președinți ai Hukumat (succesivi)                                                                   | Shodikhon Jamshedov                                                                                   | 19 noiembrie 2013  |
| Bancul Bajo Nuevo (sau Insula Petrel)                  | Columbia · (Insulǎ nelocuitǎ)                                                    | Președinți ai Republicii Columbia (succesivi)                                                       | Iván Duque Márquez                                                                                    | 1 august 2018      |
| Bancul Bajo Nuevo (sau Insula Petrel)                  | Columbia · (Insulǎ nelocuitǎ)                                                    | Președinți ai Republicii Columbia (succesivi)                                                       | Juan Manuel Santos                                                                                    | 7 august 2010      |
| Bancul Bajo Nuevo (sau Insula Petrel)                  | Columbia · (Insulǎ nelocuitǎ)                                                    | Guvernatori ai departamentului San Andrés y Providencia (succesivi)                                 | Juan Francisco Herrera Leal (interimar)                                                               | 21 octombrie 2018  |
| Bancul Bajo Nuevo (sau Insula Petrel)                  | Columbia · (Insulǎ nelocuitǎ)                                                    | Guvernatori ai departamentului San Andrés y Providencia (succesivi)                                 | Alaín Enrique Manjarrés Flórez (interimar)                                                            | 23 iulie 2018      |
| Bancul Bajo Nuevo (sau Insula Petrel)                  | Columbia · (Insulǎ nelocuitǎ)                                                    | Guvernatori ai departamentului San Andrés y Providencia (succesivi)                                 | Sandra Howard Taylor (interimară)                                                                     | 23 aprilie 2018    |
| Bancul Bajo Nuevo (sau Insula Petrel)                  | Columbia · (Insulǎ nelocuitǎ)                                                    | Guvernatori ai departamentului San Andrés y Providencia (succesivi)                                 | Ronald Housni Jaller                                                                                  | 1 ianuarie 2015    |
| Banaadir                                               | Somalia · Stat regional în cadrul Somaliei                                       | Președinte al Republicii Federale Somalia                                                           | Mohamed Abdullahi Mohamed                                                                             | 8 februarie 2017   |
| Banaadir                                               | Somalia · Stat regional în cadrul Somaliei                                       | Guvernatori (succesivi)                                                                             | Abdirahman Abdi Osman                                                                                 | 21 ianuarie 2018   |
| Banaadir                                               | Somalia · Stat regional în cadrul Somaliei                                       | Guvernatori (succesivi)                                                                             | Thabit Abdi Mohamed                                                                                   | 15 aprilie 2017    |
| Barbuda                                                | Antigua și Barbuda · (Depedență autonomă)                                        | Regină a Antiguei și Barbudei                                                                       | Elisabeta a II-a                                                                                      | 1 noiembrie 1981   |
| Barbuda                                                | Antigua și Barbuda · (Depedență autonomă)                                        | Guvernator general                                                                                  | sir Rodney Williams                                                                                   | 14 august 2014     |
| Barbuda                                                | Antigua și Barbuda · (Depedență autonomă)                                        | Președinți ai Consiliului Barbudei (succesivi)                                                      | Wade Burton                                                                                           | 9 mai 2018         |
| Barbuda                                                | Antigua și Barbuda · (Depedență autonomă)                                        | Președinți ai Consiliului Barbudei (succesivi)                                                      | Knacyntar Nedd                                                                                        | martie 2017        |
| Bougainville, Insulele                                 | Papua Noua Guinee · (Regiune autonomă)                                           | Regină a Papua Noua Guinee                                                                          | Elisabeta a II-a                                                                                      | 16 septembrie 1971 |
| Bougainville, Insulele                                 | Papua Noua Guinee · (Regiune autonomă)                                           | Guvernator general al Papua Noua Guinee                                                             | sir Bob Dadae                                                                                         | 28 februarie 2017  |
| Bougainville, Insulele                                 | Papua Noua Guinee · (Regiune autonomă)                                           | Președinte                                                                                          | John Momis                                                                                            | 10 ianuarie 2010   |
| Canare, Insulele                                       | Spania · (Comunitate autonomă a Spaniei)                                         | Rege al Spaniei                                                                                     | Felipe al VI-lea                                                                                      | 17 iunie 2014      |
| Canare, Insulele                                       | Spania · (Comunitate autonomă a Spaniei)                                         | Delegate ale guvernului spaniol (succesivi)                                                         | Elena Máñez Rodríguez                                                                                 | 19 iunie 2018      |
| Canare, Insulele                                       | Spania · (Comunitate autonomă a Spaniei)                                         | Delegate ale guvernului spaniol (succesivi)                                                         | María Mercedes Roldós Caballero                                                                       | 17 decembrie 2016  |
| Canare, Insulele                                       | Spania · (Comunitate autonomă a Spaniei)                                         | Președinte al Guvernului                                                                            | Fernando Clavijo Batlle                                                                               | 9 iulie 2015       |
| Carriacou și Petite Martinique                         | Grenada · (Dependență de jure autonomă)                                          | Regină a Grenadei                                                                                   | Elisabeta a II-a                                                                                      | 7 februarie 1974   |
| Carriacou și Petite Martinique                         | Grenada · (Dependență de jure autonomă)                                          | Guvernatoare generală a Grenadei                                                                    | dame Cécile La Grenade                                                                                | 7 aprilie 2013     |
| Carriacou și Petite Martinique                         | Grenada · (Dependență de jure autonomă)                                          | Miniștri însărcinați cu Carriacou și Petite Martinique (succesivi)                                  | Kindra Maturin-Stewart                                                                                | 25 martie 2018     |
| Carriacou și Petite Martinique                         | Grenada · (Dependență de jure autonomă)                                          | Miniștri însărcinați cu Carriacou și Petite Martinique (succesivi)                                  | Elvin Nimrod                                                                                          | 3 martie 2013      |
| Ceuta                                                  | Spania · (Oraș autonom al Spaniei)                                               | Rege al Spaniei                                                                                     | Felipe al VI-lea                                                                                      | 17 iunie 2014      |
| Ceuta                                                  | Spania · (Oraș autonom al Spaniei)                                               | Delegați ai Guvernului spaniol (succesivi)                                                          | Salvadora del Carmen Mateos Estudillo                                                                 | 19 iunie 2018      |
| Ceuta                                                  | Spania · (Oraș autonom al Spaniei)                                               | Delegați ai Guvernului spaniol (succesivi)                                                          | Nicolás Fernández Cucurull                                                                            | 20 iunie 2015      |
| Ceuta                                                  | Spania · (Oraș autonom al Spaniei)                                               | Primar președinte                                                                                   | (succesivi) Juan Jesús Vivas Lara                                                                     | 7 februarie 2001   |
| Feroe, Insulele (sau Insulele Færøerne)                | Danemarca · (Regiune autonomă)                                                   | Regină a Danemarcei                                                                                 | Margareta a II-a                                                                                      | 14 ianuarie 1972   |
| Feroe, Insulele (sau Insulele Færøerne)                | Danemarca · (Regiune autonomă)                                                   | Înalt comisar (Rigsombudsmand)                                                                      | Lene Moyell Johansen                                                                                  | 15 mai 2017        |
| Feroe, Insulele (sau Insulele Færøerne)                | Danemarca · (Regiune autonomă)                                                   | Prim-ministru (Løgmað)                                                                              | Aksel V. Johannesen                                                                                   | 16 septembrie 2016 |
| Galapagos, Insulele (sau Arhipelagul Colón)            | Ecuador · (Provincie)                                                            | Președinte al Republicii Ecuador                                                                    | Lenín Moreno                                                                                          | 24 mai 2017        |
| Galapagos, Insulele (sau Arhipelagul Colón)            | Ecuador · (Provincie)                                                            | Guvernatoare și președintǎ a consiliului de guvernare cu regim special                              | Lorena Tapia Núñez                                                                                    | 1 iunie 2017       |
| Galmudug                                               | Somalia · (Stat autonom în cadrul Somaliei)                                      | Președinte al Republicii Federale Somalia                                                           | Mohamed Abdullahi Mohamed                                                                             | 8 februarie 2017   |
| Galmudug                                               | Somalia · (Stat autonom în cadrul Somaliei)                                      | Președinte                                                                                          | Ahmed Duale Gelle                                                                                     | 3 mai 2017         |
| Galmudug                                               | Somalia · (Stat autonom în cadrul Somaliei)                                      | Ministru Șef                                                                                        | Mohamed Ali Hassan                                                                                    | 6 decembrie 2017   |
| Găgăuzia (sau Gagauz-Yeri)                             | Moldova, Republica (District autonom)                                            | Președinte al Republicii Moldova                                                                    | Igor Dodon                                                                                            | 23 decembrie 2016  |
| Găgăuzia (sau Gagauz-Yeri)                             | Moldova, Republica (District autonom)                                            | Guvernatoare (bașkan)                                                                               | Irina Vlah                                                                                            | 15 aprilie 2015    |
| Gilgit-Baltistan                                       | Pakistan · (Provincie autonomâ)                                                  | Președinți ai Republicii Pakistan (succesivi)                                                       | Arif Alvi                                                                                             | 9 septembrie 2018  |
| Gilgit-Baltistan                                       | Pakistan · (Provincie autonomâ)                                                  | Președinți ai Republicii Pakistan (succesivi)                                                       | Mamnoon Hussain                                                                                       | 9 septembrie 2013  |
| Gilgit-Baltistan                                       | Pakistan · (Provincie autonomâ)                                                  | Guvernatori (succesivi)                                                                             | Raja Jalal Hussain Maqpoon                                                                            | 30 septembrie 2018 |
| Gilgit-Baltistan                                       | Pakistan · (Provincie autonomâ)                                                  | Guvernatori (succesivi)                                                                             | Fida Muhammad Nashad (interimar)                                                                      | 15 septembrie 2018 |
| Gilgit-Baltistan                                       | Pakistan · (Provincie autonomâ)                                                  | Guvernatori (succesivi)                                                                             | Mir Ghazanfar Ali Khan                                                                                | 24 noiembrie 2015  |
| Gilgit-Baltistan                                       | Pakistan · (Provincie autonomâ)                                                  | Ministru Șef                                                                                        | Hafiz Hafeezur Rehman                                                                                 | 26 iunie 2015      |
| Groenlanda                                             | Danemarca · (Regiune autonomă)                                                   | Regină a Danemarcei                                                                                 | Margareta a II-a                                                                                      | 14 ianuarie 1972   |
| Groenlanda                                             | Danemarca · (Regiune autonomă)                                                   | Înalt comisar (Rigsombudsmandur)                                                                    | Mikaela Engell                                                                                        | 1 aprilie 2011     |
| Groenlanda                                             | Danemarca · (Regiune autonomă)                                                   | Premier (conducător al Guvernului Landsstyreformanden)                                              | Kim Kielsen                                                                                           | 1 octombrie 2014   |
| Hirshabeelle                                           | Somalia · (Stat autonom în cadrul Somaliei)                                      | Președinte al Republicii Federale Somalia                                                           | Mohamed Abdullahi Mohamed                                                                             | 8 februarie 2017   |
| Hirshabeelle                                           | Somalia · (Stat autonom în cadrul Somaliei)                                      | Președinte                                                                                          | Mohamed Abdi Ware                                                                                     | 16 septembrie 2017 |
| Hong Kong (sau Xianggang)                              | China (Regiune administrativă specială)                                          | Președinte al Republicii Populare Chineze                                                           | Xi Jinping                                                                                            | 14 martie 2013     |
| Hong Kong (sau Xianggang)                              | China (Regiune administrativă specială)                                          | Șefǎ a executivului                                                                                 | Carrie Lam                                                                                            | 1 iulie 2017       |
| Jubaland                                               | Somalia · (Stat autonom în cadrul Somaliei)                                      | Președinte al Republicii Federale Somalia                                                           | Mohamed Abdullahi Mohamed                                                                             | 8 februarie 2017   |
| Jubaland                                               | Somalia · (Stat autonom în cadrul Somaliei)                                      | Președinte                                                                                          | Sheikh Ahmed Mohamed Islam "Madobe" ,                                                                 | 20 ianuarie 2014   |
| Karakalpakstan                                         | Uzbekistan · (Republică autonomă)                                                | Președinte al Republicii Uzbekistan                                                                 | Shavkat Mirziyoyev ,                                                                                  | 8 septembrie 2016  |
| Karakalpakstan                                         | Uzbekistan · (Republică autonomă)                                                | Președinte al Jokargy Kenes                                                                         | Musa Yerniyazov                                                                                       | 2 mai 2002         |
| Karakalpakstan                                         | Uzbekistan · (Republică autonomă)                                                | Președinte al Consiliului de Miniștri                                                               | Kakhraman Sariyev                                                                                     | 14 octombrie 2016  |
| Kurdistanul Irakian                                    | Irak · (Regiune autonomă)                                                        | Președinți ai Republicii Irak (succesivi)                                                           | Barham Salih                                                                                          | 2 octombrie 2018   |
| Kurdistanul Irakian                                    | Irak · (Regiune autonomă)                                                        | Președinți ai Republicii Irak (succesivi)                                                           | Fuad Masum                                                                                            | 24 iulie 2014      |
| Kurdistanul Irakian                                    | Irak · (Regiune autonomă)                                                        | Președinte                                                                                          | Executiv de tranziție (interimar)                                                                     | 1 noiembrie 2017   |
| Kurdistanul Irakian                                    | Irak · (Regiune autonomă)                                                        | Prim-ministru                                                                                       | Nechervan Barzani ,                                                                                   | 7 martie 2012      |
| Macao (sau Àomén)                                      | China (Regiune administrativă specială)                                          | Președinte al Republicii Populare Chineze                                                           | Xi Jinping                                                                                            | 14 martie 2013     |
| Macao (sau Àomén)                                      | China (Regiune administrativă specială)                                          | Șef al executivului                                                                                 | Fernando Chui Sai On                                                                                  | 20 decembrie 2009  |
| Madeira, Insulele                                      | Portugalia · (Regiune autonomă)                                                  | Președinte al Republicii Portugheze                                                                 | Marcelo Rebelo de Sousa                                                                               | 9 martie 2016      |
| Madeira, Insulele                                      | Portugalia · (Regiune autonomă)                                                  | Reprezentant al Republicii Portugheze                                                               | Irineu Cabral Barreto                                                                                 | 11 aprilie 2011    |
| Madeira, Insulele                                      | Portugalia · (Regiune autonomă)                                                  | Președinte al Guvernului                                                                            | Miguel Albuquerque                                                                                    | 20 aprilie 2015    |
| Melilla                                                | Spania · (Oraș autonom al Spaniei)                                               | Rege al Spaniei                                                                                     | Felipe al VI-lea                                                                                      | 17 iunie 2014      |
| Melilla                                                | Spania · (Oraș autonom al Spaniei)                                               | Delegați ai Guvernului spaniol (succesivi)                                                          | Sabrina Moh Abdelkader                                                                                | 19 iunie 2018      |
| Melilla                                                | Spania · (Oraș autonom al Spaniei)                                               | Delegați ai Guvernului spaniol (succesivi)                                                          | Abdelmalik El Barkani Abdelkader                                                                      | 31 decembrie 2011  |
| Melilla                                                | Spania · (Oraș autonom al Spaniei)                                               | Primar președinte                                                                                   | Juan José Imbroda Ortiz                                                                               | 19 iulie 2000      |
| Mindanao musulman                                      | Filipine · (Regiune autonomă)                                                    | Președinte al Republicii Filipine                                                                   | Rodrigo Duterte                                                                                       | 30 iunie 2016      |
| Mindanao musulman                                      | Filipine · (Regiune autonomă)                                                    | Guvernator                                                                                          | Mujiv Hataman                                                                                         | 22 decembrie 2011  |
| Nahicivan                                              | Azerbaidjan · (Republică autonomă)                                               | Președinte al Republicii Azerbaidjan                                                                | Ilham Aliyev ,                                                                                        | 15 octombrie 2003  |
| Nahicivan                                              | Azerbaidjan · (Republică autonomă)                                               | Președinte al Consiliului Suprem                                                                    | Vasif Talıbov                                                                                         | 16 decembrie 1995  |
| Nahicivan                                              | Azerbaidjan · (Republică autonomă)                                               | Prim-ministru                                                                                       | Alovsat Bakhshiyev                                                                                    | 2000               |
| Nevis, Insula                                          | Sfântul Cristofor și Nevis · (Insulă autonomă)                                   | Regină a Sfântului Cristofor și Nevisului                                                           | Elisabeta a II-a                                                                                      | 19 septembrie 1979 |
| Nevis, Insula                                          | Sfântul Cristofor și Nevis · (Insulă autonomă)                                   | Guvernator general al Sfântului Cristofor și Nevisului                                              | sir Samuel Weymouth Tapley Seaton                                                                     | 19 mai 2015        |
| Nevis, Insula                                          | Sfântul Cristofor și Nevis · (Insulă autonomă)                                   | Viceguvernatoare generale (succesive)                                                               | Hyleta Liburd                                                                                         | 31 august 2018     |
| Nevis, Insula                                          | Sfântul Cristofor și Nevis · (Insulă autonomă)                                   | Viceguvernatoare generale (succesive)                                                               | Marjorie Morton (interimară)                                                                          | 1 septembrie 2017  |
| Nevis, Insula                                          | Sfântul Cristofor și Nevis · (Insulă autonomă)                                   | Prim-ministru                                                                                       | Mark Brantley                                                                                         | 19 decembrie 2017  |
| Paștelui, Insula                                       | Chile · (Provincie)                                                              | Președinți ai Republicii Chile (succesivi)                                                          | Sebastián Piñera                                                                                      | 11 martie 2018     |
| Paștelui, Insula                                       | Chile · (Provincie)                                                              | Președinți ai Republicii Chile (succesivi)                                                          | Michelle Bachelet                                                                                     | 11 martie 2014     |
| Paștelui, Insula                                       | Chile · (Provincie)                                                              | Guvernatoare (succesivie)                                                                           | Laura Tarita Alarcón Rapu                                                                             | 11 martie 2018     |
| Paștelui, Insula                                       | Chile · (Provincie)                                                              | Guvernatoare (succesivie)                                                                           | Melania Carolina Hotu Hey                                                                             | 9 septembrie 2015  |
| Paștelui, Insula                                       | Chile · (Provincie)                                                              | Primar                                                                                              | Pedro Edmunds Paoa                                                                                    | noiembrie 2012     |
| Principe, Insula                                       | São Tomé și Príncipe · (Provincie cu autoguvernare)                              | Președinte al Republicii Sao Tome și Principe                                                       | Evaristo Carvalho                                                                                     | 3 septembrie 2016  |
| Principe, Insula                                       | São Tomé și Príncipe · (Provincie cu autoguvernare)                              | Președinte al guvernului regional                                                                   | José Cardoso Cassandra                                                                                | 5 octombrie 2006   |
| 'Prințul Eduard, Insulele                              | Africa de Sud · (Insule izolate și nelocuite atașate orașului Cape Town)         | Președinți ai Republicii Africa de Sud (succesivi)                                                  | Cyril Ramaphosa                                                                                       | 14 februarie 2018  |
| 'Prințul Eduard, Insulele                              | Africa de Sud · (Insule izolate și nelocuite atașate orașului Cape Town)         | Președinți ai Republicii Africa de Sud (succesivi)                                                  | Jacob Zuma                                                                                            | 9 mai 2009         |
| 'Prințul Eduard, Insulele                              | Africa de Sud · (Insule izolate și nelocuite atașate orașului Cape Town)         | Primari ai orașului Cape Town (succesivi)                                                           | Dan Plato                                                                                             | 6 noiembrie 2018   |
| 'Prințul Eduard, Insulele                              | Africa de Sud · (Insule izolate și nelocuite atașate orașului Cape Town)         | Primari ai orașului Cape Town (succesivi)                                                           | Ian Neilson (interimar)                                                                               | 31 octombrie 2018  |
| 'Prințul Eduard, Insulele                              | Africa de Sud · (Insule izolate și nelocuite atașate orașului Cape Town)         | Primari ai orașului Cape Town (succesivi)                                                           | Patricia de Lille                                                                                     | 1 iunie 2011       |
| 'Prințul Eduard, Insulele                              | Africa de Sud · (Insule izolate și nelocuite atașate orașului Cape Town)         | Director de Asistență pentru Oceanul de Sud și Antarctica                                           | Nishendra Devanunthan                                                                                 | 1 iulie 2013       |
| Puntland (vezi și : §15)                               | Somalia · (Stat autonom în cadrul Somaliei                                       | Președinte al Republicii Federale Somalia                                                           | Mohamed Abdullahi Mohamed                                                                             | 8 februarie 2017   |
| Puntland (vezi și : §15)                               | Somalia · (Stat autonom în cadrul Somaliei                                       | Președinte                                                                                          | Abdiweli Mohamed Ali                                                                                  | 8 ianuarie 2014    |
| Rodrigues, Insula                                      | Mauritius · (Insulă autonomă)                                                    | Președinți ai Republicii Mauritius (succesivi)                                                      | Barlen Vyapoory (interimar)                                                                           | 23 martie 2018     |
| Rodrigues, Insula                                      | Mauritius · (Insulă autonomă)                                                    | Președinți ai Republicii Mauritius (succesivi)                                                      | Ameenah Gurib-Fakim                                                                                   | 5 iunie 2015       |
| Rodrigues, Insula                                      | Mauritius · (Insulă autonomă)                                                    | Comisar Șef                                                                                         | Louis Serge Clair                                                                                     | 11 februarie 2012  |
| Rodrigues, Insula                                      | Mauritius · (Insulă autonomă)                                                    | Director General                                                                                    | Jacques Davis Hee Hong Wye                                                                            | 13 februarie 2012  |
| Rosalind, Bancul (sau Bancul Rosalinda sau Rosa Linda) | Columbia · (Atol submers nelocuit)                                               | Președinți ai Republicii Columbia (succesivi)                                                       | Iván Duque Márquez                                                                                    | 1 august 2018      |
| Rosalind, Bancul (sau Bancul Rosalinda sau Rosa Linda) | Columbia · (Atol submers nelocuit)                                               | Președinți ai Republicii Columbia (succesivi)                                                       | Juan Manuel Santos                                                                                    | 7 august 2010      |
| Rosalind, Bancul (sau Bancul Rosalinda sau Rosa Linda) | Columbia · (Atol submers nelocuit)                                               | Guvernatori ai departamentului San Andrés y Providencia (succesivi)                                 | Juan Francisco Herrera Leal (interimar)                                                               | 21 octombrie 2018  |
| Rosalind, Bancul (sau Bancul Rosalinda sau Rosa Linda) | Columbia · (Atol submers nelocuit)                                               | Guvernatori ai departamentului San Andrés y Providencia (succesivi)                                 | Alaín Enrique Manjarrés Flórez (interimar)                                                            | 23 iulie 2018      |
| Rosalind, Bancul (sau Bancul Rosalinda sau Rosa Linda) | Columbia · (Atol submers nelocuit)                                               | Guvernatori ai departamentului San Andrés y Providencia (succesivi)                                 | Sandra Howard Taylor (interimară)                                                                     | 23 aprilie 2018    |
| Rosalind, Bancul (sau Bancul Rosalinda sau Rosa Linda) | Columbia · (Atol submers nelocuit)                                               | Guvernatori ai departamentului San Andrés y Providencia (succesivi)                                 | Ronald Housni Jaller                                                                                  | 1 ianuarie 2015    |
| Serranilla, Bancul                                     | Columbia · (Insulǎ nelocuitǎ)                                                    | Președinți ai Republicii Columbia (succesivi)                                                       | Iván Duque Márquez                                                                                    | 1 august 2018      |
| Serranilla, Bancul                                     | Columbia · (Insulǎ nelocuitǎ)                                                    | Președinți ai Republicii Columbia (succesivi)                                                       | Juan Manuel Santos                                                                                    | 7 august 2010      |
| Serranilla, Bancul                                     | Columbia · (Insulǎ nelocuitǎ)                                                    | Guvernatori ai departamentului San Andrés y Providencia (succesivi)                                 | Juan Francisco Herrera Leal (interimar)                                                               | 21 octombrie 2018  |
| Serranilla, Bancul                                     | Columbia · (Insulǎ nelocuitǎ)                                                    | Guvernatori ai departamentului San Andrés y Providencia (succesivi)                                 | Alaín Enrique Manjarrés Flórez (interimar)                                                            | 23 iulie 2018      |
| Serranilla, Bancul                                     | Columbia · (Insulǎ nelocuitǎ)                                                    | Guvernatori ai departamentului San Andrés y Providencia (succesivi)                                 | Sandra Howard Taylor (interimară)                                                                     | 23 aprilie 2018    |
| Serranilla, Bancul                                     | Columbia · (Insulǎ nelocuitǎ)                                                    | Guvernatori ai departamentului San Andrés y Providencia (succesivi)                                 | Ronald Housni Jaller                                                                                  | 1 ianuarie 2015    |
| Sigavé                                                 | Wallis și Futuna (Regat tradițional)                                             | Administratori superiori ai Wallis și Futuna (succesivi)                                            | Christophe Lotigie (interimar)                                                                        | 28 decembrie 2018  |
| Sigavé                                                 | Wallis și Futuna (Regat tradițional)                                             | Administratori superiori ai Wallis și Futuna (succesivi)                                            | Jean-Francis Treffel                                                                                  | 27 februarie 2017  |
| Sigavé                                                 | Wallis și Futuna (Regat tradițional)                                             | Rege (Sau)                                                                                          | Eufenio Takala                                                                                        | 5 martie 2016      |
| Sigavé                                                 | Wallis și Futuna (Regat tradițional)                                             | Prim-ministru (Kaifakaului)                                                                         | funcție vacantă                                                                                       | octombrie 2018     |
| Sigavé                                                 | Wallis și Futuna (Regat tradițional)                                             | Prim-ministru (Kaifakaului)                                                                         | Falakiko Savelio Saliga                                                                               | octombrie 2016     |
| Somalia de Sud-Vest                                    | Somalia · (Stat autonom în cadrul Somaliei)                                      | Președinte al Republicii Federale Somalia                                                           | Mohamed Abdullahi Mohamed                                                                             | 8 februarie 2017   |
| Președinți (succesivi)                                 | Somalia · (Stat autonom în cadrul Somaliei)                                      | Abdiaziz Hassan Mohamed                                                                             | 19 decembrie 2018                                                                                     |                    |
| Președinți (succesivi)                                 | Somalia · (Stat autonom în cadrul Somaliei)                                      | Abdulkadir Sharif Shekhuna Maye (interimar)                                                         | 7 noiembrie 2018                                                                                      |                    |
| Președinți (succesivi)                                 | Somalia · (Stat autonom în cadrul Somaliei)                                      | Sharif Hassan Sheikh Aden                                                                           | 3 decembrie 2014                                                                                      |                    |
| Tobago, Insula                                         | Trinidad și Tobago (Regiune autonomă)                                            | Președinți ai Republicii Trinidad și Tobago (succesivi)                                             | Paula-Mae Weekes                                                                                      | 19 martie 2018     |
| Tobago, Insula                                         | Trinidad și Tobago (Regiune autonomă)                                            | Președinți ai Republicii Trinidad și Tobago (succesivi)                                             | Anthony Carmona                                                                                       | 18 martie 2013     |
| Tobago, Insula                                         | Trinidad și Tobago (Regiune autonomă)                                            | Secretar șef al Camerii Adunării                                                                    | Kelvin Charles                                                                                        | 26 ianuarie 2017   |
| Uvea (vezi și : §15)                                   | Wallis și Futuna (Regat tradițional)                                             | Administratori superiori ai Wallis și Futuna (succesivi)                                            | Christophe Lotigie (interimar)                                                                        | 28 decembrie 2018  |
| Uvea (vezi și : §15)                                   | Wallis și Futuna (Regat tradițional)                                             | Administratori superiori ai Wallis și Futuna (succesivi)                                            | Jean-Francis Treffel                                                                                  | 27 februarie 2017  |
| Uvea (vezi și : §15)                                   | Wallis și Futuna (Regat tradițional)                                             | Rege (Lavelua)                                                                                      | Patalione Kanimoa                                                                                     | 17 aprilie 2016    |
| Uvea (vezi și : §15)                                   | Wallis și Futuna (Regat tradițional)                                             | Prim-ministru (Kalae Kivalu)                                                                        | Mikaele Halagahu (corevendcator începând cu 3 iunie 2016 și din 17 aprilie 2016 până în 3 iunie 2016) | 17 aprilie 2016    |
| Voivodina                                              | Serbia · (Provincie autonomă)                                                    | Președinte al Republicii Serbia                                                                     | Aleksandar Vučić                                                                                      | 31 mai 2017        |
| Voivodina                                              | Serbia · (Provincie autonomă)                                                    | Președinte al Adunǎrii                                                                              | Ištvan Pastor                                                                                         | 22 iunie 2012      |
| Voivodina                                              | Serbia · (Provincie autonomă)                                                    | Președinte al Guvernului                                                                            | Igor Mirović                                                                                          | 20 iunie 2016      |
| Zanzibar, Arhipelagul                                  | Tanzania · (Entitate administrativă autonomă)                                    | Președinte al Republicii Tanzania                                                                   | John Magufuli                                                                                         | 5 noiembrie 2015   |
| Zanzibar, Arhipelagul                                  | Tanzania · (Entitate administrativă autonomă)                                    | Președinte                                                                                          | Ali Mohamed Shein                                                                                     | 3 noiembrie 2010   |

## Teritorii nesuverane neutre sau cu statut contestat
| Teritoriu         | Suveranitate și statut |
| ----------------- | --- |
| Paracel, Insulele | Arhipelag ocupat de facto de Republica Populară Chineză. Revendicat de Taiwan și de Vietnam. |
| Spratly, Insulele | Arhipelag revendicat integral de Republica Populară Chineză, Taiwan și Vietnam. Porțiuni revendicate de Filipine și Malaezia. Brunei revendică o zonă de pescuit care se suprapune peste insulele de sud dar nu a formulat revendicări formale. 45 de insule sunt ocupate de mici forțe militare ale Republicii Populare Chineze, Taiwanului, Filipinelor și Malaeziei. |
| Țara Marie Byrd   | Teritoriu nerevendicat, considerat ca aparținând Statelor Unite ale Americii, deși nu există o revendicare formală. |

## Guverne în exil și / sau alterantive
| Entitate | Suveranitate recunoscută Internațional În concurență cu (Statut) | Funcția                                                                              | Numele                                                                                                 | Începând cu        |
| --- | --- | ------------------------------------------------------------------------------------ | --- | ------------------ |
| Republica Autonemă Abhazia (vezi și : §2)                                                                                   | Georgia · Guvernul Republicii independente Abhazia · (Guvernul Republicii Autoneme Abhazia) | Președinte al Consliului Suprem                                                      | Elguja Gvazava                                                                                         | 20 martie 2009     |
| Republica Autonemă Abhazia (vezi și : §2)                                                                                   | Georgia · Guvernul Republicii independente Abhazia · (Guvernul Republicii Autoneme Abhazia) | Președinte al Guvernului                                                             | Vakhtang Kolbaia (interimar)                                                                           | 7 aprilie 2013     |
| Republica Populară Belarus                                                                                                  | Belarus Guvernul Republicii Belarus (Guvernul Republicii Populare Belarus) | Președintă a Radei                                                                   | Ivonka Survilla                                                                                        | 1997               |
| Crimeea | Ucraina · Guvernul Federației Ruse · Republica Crimeea din cadrul Frderației Ruse · (Administrația în exil a Republicii Autonome Crimea)                                                         | Președinte al Ucrainei                                                               | Petro Poroshenko                                                                                       | 7 iunie 2014       |
| Crimeea | Ucraina · Guvernul Federației Ruse · Republica Crimeea din cadrul Frderației Ruse · (Administrația în exil a Republicii Autonome Crimea)                                                         | Reprezentanți ai președintelui Ucrainei (succesivi)                                  | Izet Gdanov (interimar)                                                                                | 2 decembrie 2018   |
| Crimeea | Ucraina · Guvernul Federației Ruse · Republica Crimeea din cadrul Frderației Ruse · (Administrația în exil a Republicii Autonome Crimea)                                                         | Reprezentanți ai președintelui Ucrainei (succesivi)                                  | Boris Babin                                                                                            | 17 august 2017     |
| Guvernul Alternativ al Estoniei                                                                                             | Estonia · Guvernul Republicii Estonia · (Guvern succesor al guvernului în exil din timpul ocupației sovietice)                                                                                   | Președinte                                                                           | Kalev Ots                                                                                              | 28 noiembrie 2003  |
| Guvernul Alternativ al Estoniei                                                                                             | Estonia · Guvernul Republicii Estonia · (Guvern succesor al guvernului în exil din timpul ocupației sovietice)                                                                                   | Prim-ministru                                                                        | Ahti Mänd (prim-ministru adjunct)                                                                      | 7 decembrie 2003   |
| Khatumo | Somalia · Guvernul Republicii Somalia · Somaliland · Puntland · (Guvernul statului autonom Khatumo)                                                                                              | Președinte                                                                           | Abdallah Haybe Agalule                                                                                 | 7 august 2017      |
| Administrația sârbă a Kosovo                                                                                                | Serbia sau Kosovo · Guvernul Kosovo · (Provincia Autonomă Kosovo și Metohia din cadrul Republicii Serbia)                                                                                        | Director al Biroului pentru Kosovo și Metohia                                        | Marko Đurić                                                                                            | 2 septembrie 2013  |
| Administrația sârbă a Kosovo                                                                                                | Serbia sau Kosovo · Guvernul Kosovo · (Provincia Autonomă Kosovo și Metohia din cadrul Republicii Serbia)                                                                                        | Prefect al distrctului Kosovo                                                        | Srdjan Petković                                                                                        | 26 mai 2014        |
| Administrația sârbă a Kosovo                                                                                                | Serbia sau Kosovo · Guvernul Kosovo · (Provincia Autonomă Kosovo și Metohia din cadrul Republicii Serbia)                                                                                        | Prefect al distrctului Kosovo-Pomoravlje                                             | Radovan Stojković                                                                                      | 22 mai 2017        |
| Administrația sârbă a Kosovo                                                                                                | Serbia sau Kosovo · Guvernul Kosovo · (Provincia Autonomă Kosovo și Metohia din cadrul Republicii Serbia)                                                                                        | Prefect al distrctului Kosovska Mitrovica                                            | Vaso Jelić                                                                                             | 21 octombrie 2013  |
| Administrația sârbă a Kosovo                                                                                                | Serbia sau Kosovo · Guvernul Kosovo · (Provincia Autonomă Kosovo și Metohia din cadrul Republicii Serbia)                                                                                        | Prefect al distrctului Peć                                                           | Vinka Radosavljević                                                                                    | 7 martie 2013      |
| Administrația sârbă a Kosovo                                                                                                | Serbia sau Kosovo · Guvernul Kosovo · (Provincia Autonomă Kosovo și Metohia din cadrul Republicii Serbia)                                                                                        | Prefect al distrctului Prizren                                                       | Jovica Budurić                                                                                         | 11 decembrie 2008  |
| Administrația Autonomă a Siriei de Nord și Est (Nume anterior până în 6 septembrie 2018 Siria de Nord Federală Democratică) | Siria · Guvernul Republicii Arabe Siriene · Administrațiile unor guvernorate ale Republicii Siria · Regiune autonomă autoproclamată                                                              | Copreședinți ai Consiliului Executiv                                                 | Berivan Xalid și Abdul Hamid Mahbash                                                                   | 6 septembrie 2018  |
| Siria de Nord Federală Democratică                                                                                          | Siria · Guvernul Republicii Arabe Siriene · Administrațiile unor guvernorate ale Republicii Arabe Siriene · (Regiune autonomă autoproclamată)                                                    | redenumitǎ Administrația Autonomă a Siriei de Nord și Est                            | | 6 septembrie 2018  |
| Siria de Nord Federală Democratică                                                                                          | Siria · Guvernul Republicii Arabe Siriene · Administrațiile unor guvernorate ale Republicii Arabe Siriene · (Regiune autonomă autoproclamată)                                                    | Copreședinți ai Comitetului de Organizare al Siriei de Nord                          | Hediya Yousef și Mansur Selum                                                                          | 17 martie 2016     |
| Guvernul Provizoriu (al Camerei Reprezentanților a Libiei̠)                                                                  | Libia Guvernul Acordului Național (Guvern alternativ) | Președinte al Camerei Reprezentanților                                               | Aguila Salah Issa , (corevendicator ȋncepȃnd cu 25 august 2014)                                        | 5 august 2014      |
| Guvernul Provizoriu (al Camerei Reprezentanților a Libiei̠)                                                                  | Libia Guvernul Acordului Național (Guvern alternativ) | Prim-ministru (ministru președinte)                                                  | Abdullah al-Thani , (corevendicator ȋncepȃnd cu 25 august 2014 și din 4 mai 2014 până în 9 iunie 2014) | 11 martie 2014     |
| Maluku (Insulelor Moluce) de Sud, Republica                                                                                 | Indonezia · Guvernul Republicii Indonezia · Administrația provinciei Maluku din cadrul Republicii Indonezia · (Guvernul în exil al Republicii Maluku Selantan)                                   | Președinte                                                                           | John Wattilete                                                                                         | 17 aprilie 2010    |
| Entitatea Provizorie Osetia de Sud (vezi și : §2)                                                                           | Georgia · Guvernul Republicii independente Osetia de Sud-Alania · (Guvernul Entității Provizorii Osetia de Sud)                                                                                  | Șef al Administrației Provizorii                                                     | Dmitri Sanakoïev                                                                                       | 10 mai 2007        |
| Opoziția siriană | Siria · Guvernul Republicii Arabe Siriene · Guvernul de Salvare · Guvernul Interimar al Siriei · (Guvern alternativ al opoziției siriene)                                                        | Președinți ai Coaliției Naționale a Forțelor de Opoziție și a Revoluției (succesivi) | Abdurrahman Mustafa                                                                                    | 6 mai 2018         |
| Opoziția siriană | Siria · Guvernul Republicii Arabe Siriene · Guvernul de Salvare · Guvernul Interimar al Siriei · (Guvern alternativ al opoziției siriene)                                                        | Președinți ai Coaliției Naționale a Forțelor de Opoziție și a Revoluției (succesivi) | Riad Seif                                                                                              | 5 mai 2017         |
| Opoziția siriană | Siria · Guvernul Republicii Arabe Siriene · Guvernul de Salvare · Guvernul Interimar al Siriei · (Guvern alternativ al opoziției siriene)                                                        | Prim-ministru                                                                        | Jawad Abu Hatab (interimar) (corevendicator ȋncepȃnd cu 2 noiembrie 2017)                              | 17 mai 2016        |
| Opoziția siriană | Siria · Guvernul Republicii Arabe Siriene · Guvernul Interimar al Siriei · Guvernul de Salvare · (Guvern alternativ al opoziției siriene)                                                        | Președinte al Consilului General al Shura                                            | Bassam al-Sahyouni                                                                                     | 11 septembrie 2017 |
| Opoziția siriană | Siria · Guvernul Republicii Arabe Siriene · Guvernul Interimar al Siriei · Guvernul de Salvare · (Guvern alternativ al opoziției siriene)                                                        | Prim miniștri (succesivi)                                                            | Fawaz Hilal (corevendicator ȋncepȃnd cu 10 decembrie 2018)                                             | 10 decembrie 2018  |
| Opoziția siriană | Siria · Guvernul Republicii Arabe Siriene · Guvernul Interimar al Siriei · Guvernul de Salvare · (Guvern alternativ al opoziției siriene)                                                        | Prim miniștri (succesivi)                                                            | Mohammed Jamal Shahoud (interimar) (corevendicator din 18 august 2018 până în10 decembrie 2018̠)        | 18 august 2018     |
| Opoziția siriană | Siria · Guvernul Republicii Arabe Siriene · Guvernul Interimar al Siriei · Guvernul de Salvare · (Guvern alternativ al opoziției siriene)                                                        | Prim miniștri (succesivi)                                                            | Muhammed al-Sheikh (corevendicator din 2 noiembrie 2017 până în 18 august 2018)                        | 2 noiembrie 2017   |
| Administrația Centrală Tibetană                                                                                             | China Guvernul Republicii Populare Chineze Administeația Regiunii autonome Xizang din cadrul Republicii Populare Chineze (Guvern în exil) Dalai Lama                                             | Tenzin Gyatso                                                                        | 25 august 1939                                                                                         |                    |
| Administrația Centrală Tibetană                                                                                             | China Guvernul Republicii Populare Chineze Administeația Regiunii autonome Xizang din cadrul Republicii Populare Chineze (Guvern în exil) Dalai Lama                                             | Președinte al Administrației Centrale (Sikyong)                                      | Lobsang Sangay                                                                                         | 8 august 2011      |
| Uvea (vezi și : §13) | Wallis și Futuna Guvernul regatului tradițional Uvea (Guvern în opoziție al regatului tradițional, nerecunoscut de administrația franceză)                                                       | Prim-ministru (Kalae Kivalu)                                                         | Setefano Hanisi . corevendicator ȋncepȃnd cu 17 aprilie 2016)                                          | 16 aprilie 2016    |
| Guvernul Salvǎrii Naționale al Yemenului                                                                                    | Yemen Guvernul Republicii Yemen (Guvern alternativ instituit de Consiliul Politic Suprem al Yemenului)                                                                                           | Președinți ai Consiliului Politic Suprem (succesivi)                                 | Mahdi al-Mushat , (corevendicator ȋncepȃnd cu 23 aprilie 2018)                                         | 23 aprilie 2018    |
| Guvernul Salvǎrii Naționale al Yemenului                                                                                    | Yemen Guvernul Republicii Yemen (Guvern alternativ instituit de Consiliul Politic Suprem al Yemenului)                                                                                           | Președinți ai Consiliului Politic Suprem (succesivi)                                 | Saleh Ali al-Sammad (corevendicator din 14 august 2016 pȃnǎ ȋn 23 aprilie 2018)                        | 14 august 2016     |
| Guvernul Salvǎrii Naționale al Yemenului                                                                                    | Yemen Guvernul Republicii Yemen (Guvern alternativ instituit de Consiliul Politic Suprem al Yemenului)                                                                                           | Prim-ministru                                                                        | Abdel-Aziz bin Habtour (corevendicator ȋncepȃnd cu 28 noiembrie 2016)                                  | 28 noiembrie 2016  |
| Consiliul de Tranziție al Sudului Yemenului                                                                                 | Yemen · Guvernul Republicii Yemen · Guvernul Salvǎrii Naționale al Yemenului · Administrațiile unor guvernorate ale Republicii Yemen · (Guvernul Consiliului de Tranaziție al Sudului Yemenului) | Președinte al Comisiei Prezidențiale                                                 | Aidarus al-Zoubaidi                                                                                    | 11 mai 2017        |